# Vladímir Putin
Vladímir Vladímirovich Putin (en ruso: Влади́мир Влади́мирович Пу́тин, pronunciaciónⓘ; Leningrado, 7 de octubre de 1952) es un abogado, político y exagente de inteligencia ruso, líder de facto del partido político Rusia Unida. Actualmente es el presidente de la Federación de Rusia, cargo que ocupa desde 2012, y anteriormente desde 2000 hasta 2008. También fue presidente del Gobierno de 1999 a 2000, y nuevamente de 2008 a 2012.
Trabajó durante dieciséis años como oficial de inteligencia exterior de la KGB, la agencia de inteligencia de la Unión Soviética, ascendiendo al rango de teniente coronel, antes de renunciar en 1991 para comenzar una carrera política en San Petersburgo. Se mudó a Moscú en 1996 para unirse a la administración del presidente Borís Yeltsin. Se desempeñó brevemente como director del Servicio Federal de Seguridad (SFS) y secretario del Consejo de Seguridad, antes de ser nombrado primer ministro en agosto de 1999. Después de la renuncia de Yeltsin, fue nombrado presidente interino y menos de cuatro meses después fue elegido de forma absoluta. Fue reelegido en 2004; como entonces estaba constitucionalmente limitado a dos mandatos consecutivos como presidente, se desempeñó nuevamente como primer ministro de 2008 a 2012 bajo la presidencia de Dmitri Medvédev. Pese a los límites presidenciales, regresó a la presidencia en 2012 y fue reelegido nuevamente en 2018 y en 2024. En abril de 2021, luego de un referéndum, promulgó enmiendas constitucionales, incluida una que le permitiría postularse para la reelección dos veces más, lo que podría extender su presidencia hasta 2036.
Durante su primer mandato como presidente, la economía rusa creció en promedio un siete por ciento por año, impulsada por un aumento de cinco veces en el precio del petróleo y el gas. Dirigió a Rusia durante la segunda guerra chechena, restaurando el control federal en Chechenia. Como primer ministro bajo Medvédev, supervisó la reforma militar y la reforma policial, así como la victoria de Rusia en su guerra contra Georgia. Durante su tercer mandato como presidente, Rusia anexó Crimea y patrocinó una guerra en el este de Ucrania con varias incursiones militares, lo que resultó en sanciones internacionales y una crisis financiera en Rusia. Durante su cuarto mandato como presidente, su gobierno respondió a la pandemia de COVID-19 y presidió una concentración militar en la frontera con Ucrania; en febrero de 2022, ordenó invadir Ucrania a través de la denominada «operación militar especial en Ucrania», lo que provocó la condena y el aislamiento de parte de la comunidad internacional, así como la ampliación de las sanciones, que conllevó, a finales de 2022, una contracción de la economía del país de entre un 2,5 y 3% del PIB y una inflación del 12%, datos macroeconómico mucho mejores que las predicciones de los países sancionadores. El 17 de marzo de 2023, la Corte Penal Internacional emitió una orden de detención en su contra bajo la acusación de crímenes de guerra durante el conflicto con Ucrania.
Diversos analistas y figuras políticas han mencionado que bajo su liderazgo, Rusia sufrió un retroceso democrático y un giro hacia el totalitarismo. Asimismo aseguran que su gobierno se ha visto empañado por la corrupción endémica, la violación de derechos humanos de varios grupos poblacionales como las personas LGBT, el encarcelamiento y la represión de los opositores políticos, la intimidación y represión de los medios independientes rusos y la falta de elecciones libres y justas.

## Primeros años

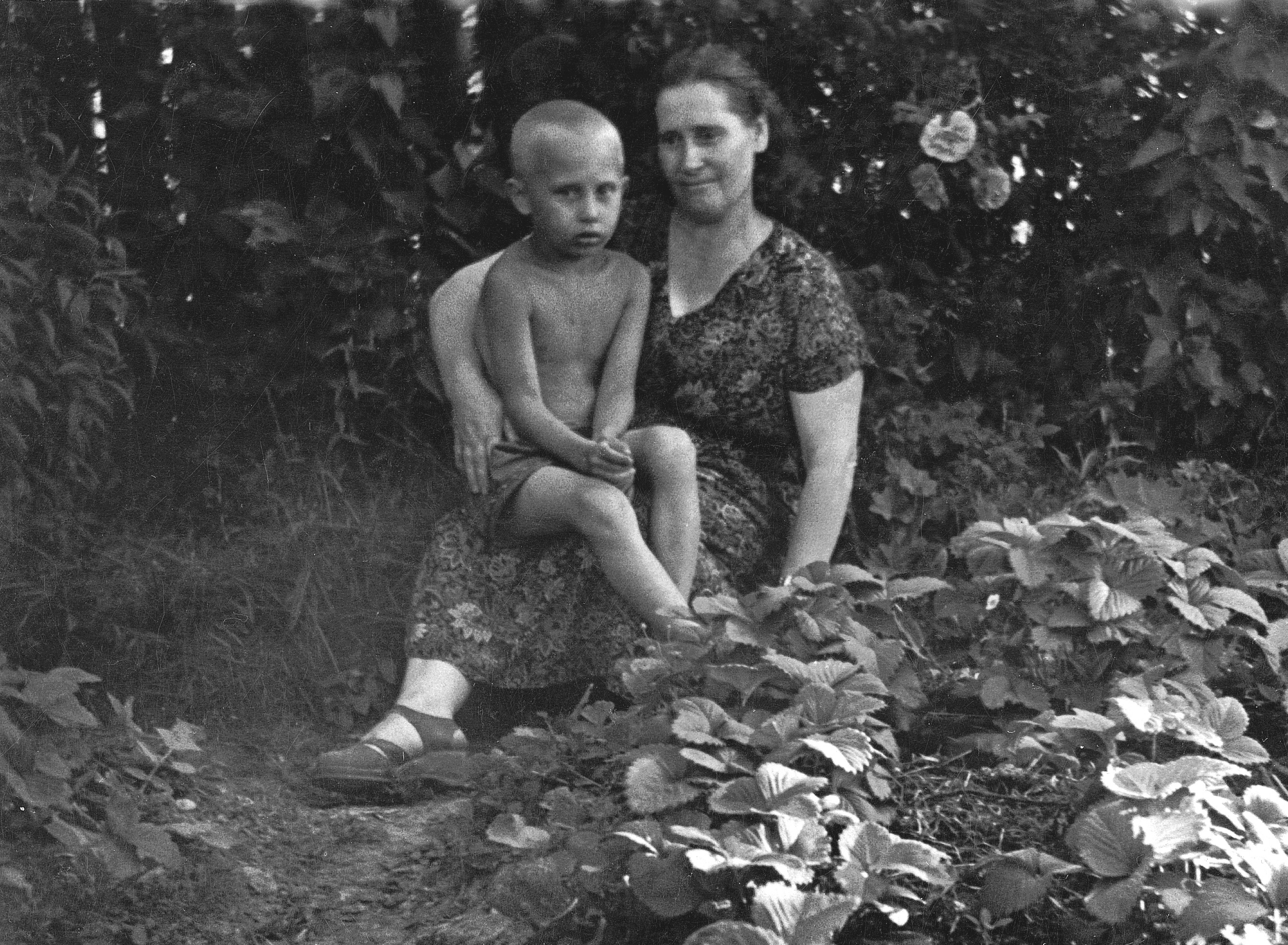
Vladímir Putin, de cinco años, con su madre, María Ivánovna, en julio de 1958.

Putin nació el 7 de octubre de 1952 en Leningrado, RSFS de Rusia, Unión Soviética (ahora San Petersburgo, Rusia), el más joven de los tres hijos de Vladímir Spiridónovich Putin (1911–1999) y María Ivánovna Pútina (de soltera Shelómova ; 1911-1998). Su abuelo, Spiridón Putin, fue cocinero personal de Vladímir Lenin y Iósif Stalin. El nacimiento de Putin estuvo precedido por la muerte de dos hermanos, Víktor y Albert, nacidos a mediados de la década de 1930. Albert murió en la infancia y Víktor murió de difteria durante el sitio de Leningrado por las fuerzas de la Alemania nazi durante la Segunda Guerra Mundial.
La madre de Putin era trabajadora de una fábrica y su padre era un recluta en la Marina soviética, sirviendo en la flota de submarinos a principios de la década de 1930. A principios de la Segunda Guerra Mundial, su padre sirvió en el batallón de destrucción de la NKVD. Posteriormente, fue transferido al ejército regular y resultó gravemente herido en 1942. La abuela materna de Putin fue asesinada por los ocupantes alemanes en el óblast de Tver en 1941, y sus tíos maternos desaparecieron en el frente oriental durante la Segunda Guerra Mundial.
El 1 de septiembre de 1960, Putin comenzó sus estudios en la Escuela N.º 193 en callejón Baskov, cerca de su casa. Fue uno de los pocos en la clase de aproximadamente 45 alumnos que aún no eran miembros de la organización de Jóvenes Pioneros. A los 12 años comenzó a practicar sambo y judo. En su tiempo libre, disfrutaba leyendo las obras de Karl Marx, Friedrich Engels y Lenin. Putin estudió alemán en la escuela secundaria N.º 281 de San Petersburgo y habla alemán como segundo idioma.
Putin estudió Derecho en la Universidad Estatal de Leningrado que lleva el nombre de Andréi Zhdánov (ahora Universidad Estatal de San Petersburgo) en 1970 y se graduó en 1975. Su tesis fue sobre «El principio de comercio de la nación más favorecida en el derecho internacional». Mientras estuvo allí, se le pidió que se uniera al Partido Comunista de la Unión Soviética (PCUS) y permaneció como miembro hasta que dejó de existir, cuando fue ilegalizado en agosto de 1991. Putin conoció a Anatoli Sobchak, un profesor asistente que enseñaba derecho comercial, y que más tarde se convirtió en coautor de la Constitución rusa y de esquemas de corrupción en Francia[cita requerida]. Putin sería influyente en la carrera de Sobchak en San Petersburgo, y Sobchak sería influyente en la carrera de Putin en Moscú.

## Carrera en la KGB
En 1975, Putin se unió a la KGB y se formó en la Escuela 401 de la KGB en Ojta, Leningrado. Después de la formación, trabajó en la Segunda Dirección General (contrainteligencia), antes de ser transferido al Primer Alto Directorio, donde supervisó a los extranjeros y funcionarios consulares en Leningrado. En septiembre de 1984, Putin fue enviado a Moscú para continuar su formación en el Instituto Bandera Roja Yuri Andrópov. De 1985 a 1990, sirvió en Dresde, Alemania Oriental, usando una identidad encubierta como traductor.

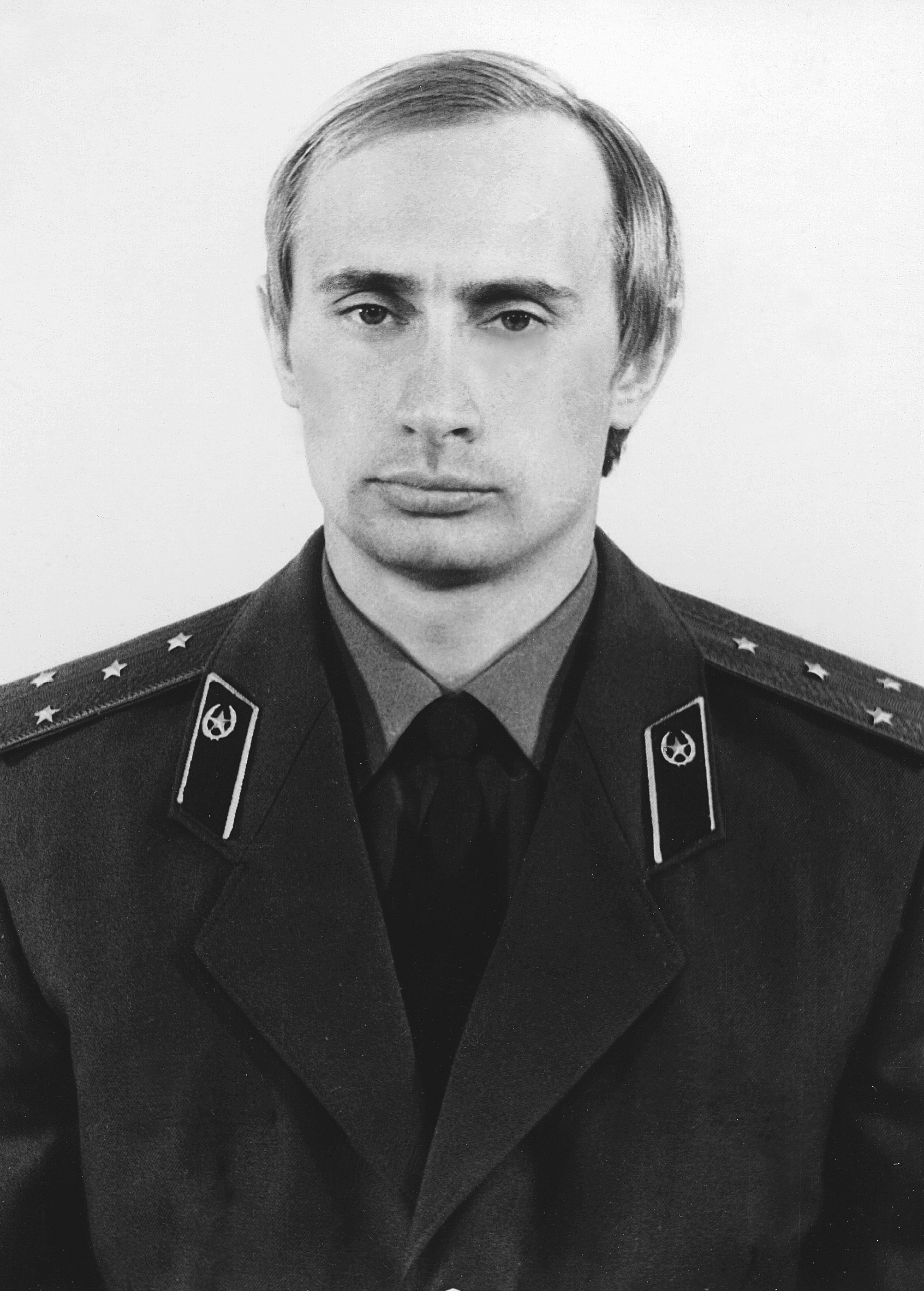
Putin en la KGB, c. 1980.

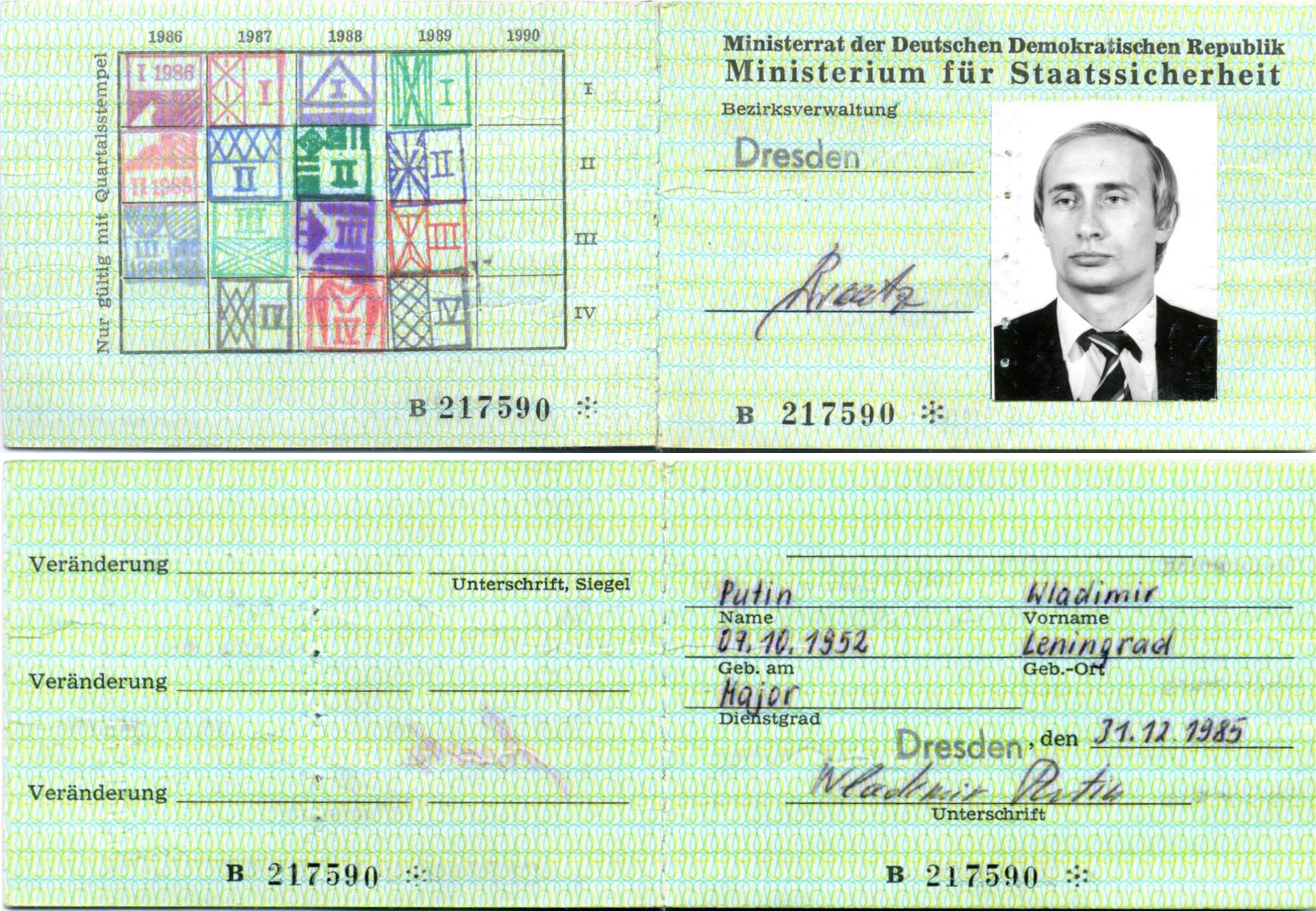
"Ausweis" (tarjeta de identificación) de Putin en la Stasi. Fue asignado como agente de la KGB como enlace de nivel medio con la agencia de inteligencia de Alemania Oriental en 1985. Ocupó un trabajo como traductor en Dresde cuando en realidad era un agente de la KGB.

«Putin y sus colegas se vieron reducidos principalmente a recopilar recortes de prensa, contribuyendo así a las montañas de información inútil producida por la KGB», escribió la ruso-estadounidense Masha Gessen en su biografía de Putin de 2012. Su trabajo también fue minimizado por el exjefe de espionaje de la Stasi, Markus Wolf, y el excolega de Putin en la KGB, Vladímir Usóltsev. La periodista Catherine Belton escribió en 2020 que esta minimización era en realidad una tapadera para la participación de Putin en la coordinación y el apoyo de la KGB a los terroristas de la Fracción del Ejército Rojo, cuyos miembros se escondían con frecuencia en Alemania Oriental con el apoyo de la Stasi; Se prefirió Dresde como ciudad «marginal» con solo una pequeña presencia de los servicios de inteligencia occidentales.
Según una fuente anónima, un exmiembro de la RAF, en una de estas reuniones en Dresde, los militantes le presentaron a Putin una lista de armas que luego se entregaron a la RAF en Alemania Occidental. Klaus Zuchold, quien afirmó haber sido reclutado por Putin, dijo que este último también manejó a un neonazi, Rainer Sonntag, e intentó reclutar a un autor de un estudio sobre venenos. Según los informes, Putin también se reunió con alemanes para ser reclutados para asuntos de comunicaciones inalámbricas junto con un intérprete. Estuvo involucrado en tecnologías de comunicaciones inalámbricas en el sudeste asiático debido a los viajes de ingenieros alemanes, reclutados por él, allí y hacia Occidente.
Según la biografía oficial de Putin, durante la caída del Muro de Berlín que comenzó el 9 de noviembre de 1989, guardó los archivos del Centro Cultural Soviético (Casa de la Amistad) y de la villa de la KGB en Dresde para evitar que los manifestantes, incluidos los agentes de la KGB y la Stasi, los obtuvieran y los destruyeran. Luego supuestamente quemó solo los archivos de la KGB, en unas pocas horas, pero guardó los archivos del Centro Cultural Soviético para las autoridades alemanas. Nada se dice sobre los criterios de selección durante esta quema; por ejemplo, sobre archivos de la Stasi o sobre archivos de otras agencias de la República Democrática Alemana o de la URSS. Explicó que muchos documentos se dejaron en Alemania solo porque el horno estalló, pero muchos documentos de la villa de la KGB se enviaron a Moscú.
Después del colapso del gobierno comunista de Alemania Oriental, Putin debía renunciar al servicio activo de la KGB debido a las sospechas que surgieron sobre su lealtad durante las manifestaciones en Dresde y antes, aunque la KGB y el grupo de Fuerzas Soviéticas en Alemania todavía operaban en el este de Alemania. Regresó a Leningrado a principios de 1990 como miembro de las «reservas activas», donde trabajó durante unos tres meses con la sección de Asuntos Internacionales de la Universidad Estatal de Leningrado, reportando al vicerrector Yuri Molchánov, mientras trabajaba en su tesis doctoral. Allí, buscó nuevos reclutas de la KGB, observó al alumnado y renovó su amistad con su antiguo profesor, Anatoli Sobchak, que pronto sería alcalde de Leningrado. Putin afirma que renunció con el rango de teniente coronel el 20 de agosto de 1991, en el segundo día del intento de golpe de Estado en la URSS de 1991 contra el presidente de la Unión Soviética Mijaíl Gorbachov. Putin dijo: «Tan pronto como comenzó el golpe, inmediatamente decidí de qué lado estaba», aunque también señaló que la elección fue difícil porque había pasado la mayor parte de su vida con «los órganos», apelativo con el que los rusos se refieren a las fuerzas de seguridad del estado de su país.
En 1999, Putin describió el comunismo como «un callejón sin salida, lejos de la corriente principal de la civilización».

## Carrera política

### 1990-1996: administración de San Petersburgo

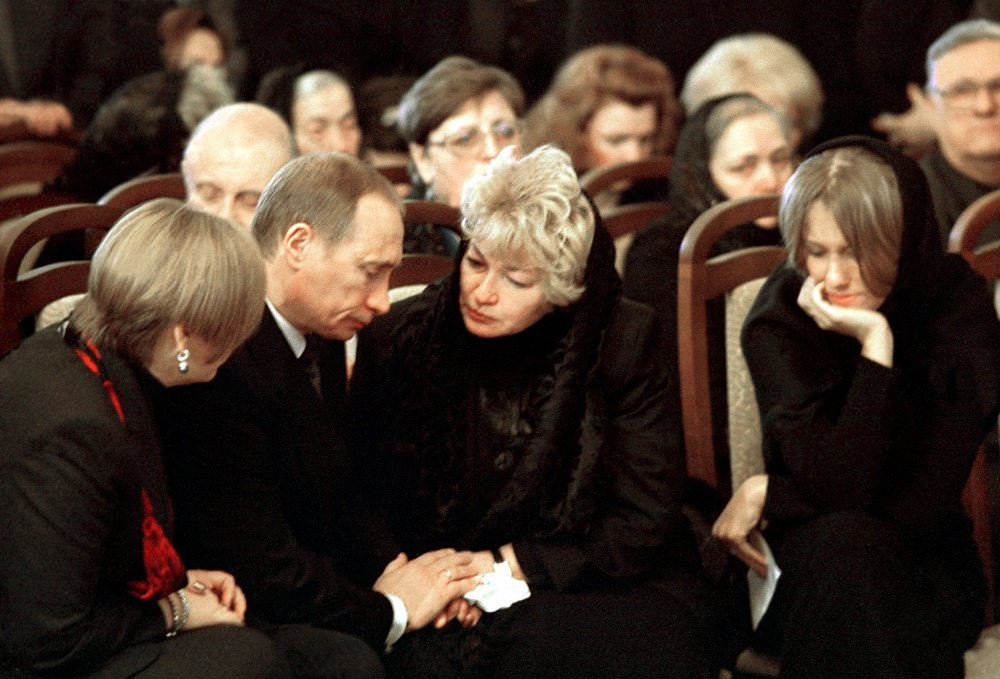
Putin, Liudmila Narúsova y Ksenia Sobchak, viuda e hija de Sobchak, en el funeral de Anatoli Sobchak, alcalde de San Petersburgo (1991-1996) y antiguo mentor de Putin.

En mayo de 1990, Putin fue nombrado asesor en asuntos internacionales del alcalde de Leningrado, Anatoli Sobchak. En una entrevista de 2017 con Oliver Stone, Putin dijo que renunció a la KGB en 1991, luego del golpe contra Mijaíl Gorbachov, ya que no estaba de acuerdo con lo sucedido y no quería ser parte de la inteligencia en la nueva administración. Según las declaraciones de Putin en 2018 y 2021, es posible que haya trabajado como taxista privado para ganar dinero extra, o considerado ese trabajo.
El 28 de junio de 1991, asumió como titular de la Comisión de Relaciones Externas de la Alcaldía, con la responsabilidad de promover las relaciones internacionales y las inversiones extranjeras y registrar los emprendimientos comerciales. Dentro de un año, Putin fue investigado por el consejo legislativo de la ciudad dirigido por Marina Salyé. Se concluyó que había subestimado los precios y permitido la exportación de metales valorados en $93 millones a cambio de ayuda alimentaria extranjera que nunca llegó. A pesar de la recomendación de los investigadores de que se despidiera a Putin, este permaneció como jefe del Comité de Relaciones Exteriores hasta 1996. De 1994 a 1996 ocupó otros cargos políticos y gubernamentales en San Petersburgo.
En marzo de 1994, Putin fue nombrado primer vicepresidente del Gobierno de San Petersburgo. En mayo de 1995, organizó la rama de San Petersburgo del partido político progubernamental Nuestro Hogar – Rusia, el partido liberal del poder fundado por el primer ministro Víktor Chernomyrdin. En 1995, dirigió la campaña electoral legislativa de ese partido, y desde 1995 hasta junio de 1997, fue el líder de su rama de San Petersburgo.

### 1996-1999: carrera temprana en Moscú
En junio de 1996, Sobchak perdió su candidatura a la reelección en San Petersburgo y Putin, que había liderado su campaña electoral, renunció a sus cargos en la administración de la ciudad. Se mudó a Moscú y fue nombrado subjefe del Departamento de Administración de Propiedades Presidenciales encabezado por Pável Borodín. Ocupó este cargo hasta marzo de 1997. Fue responsable de la propiedad extranjera del Estado y organizó la transferencia de los antiguos activos de la Unión Soviética y el PCUS a la Federación Rusa.

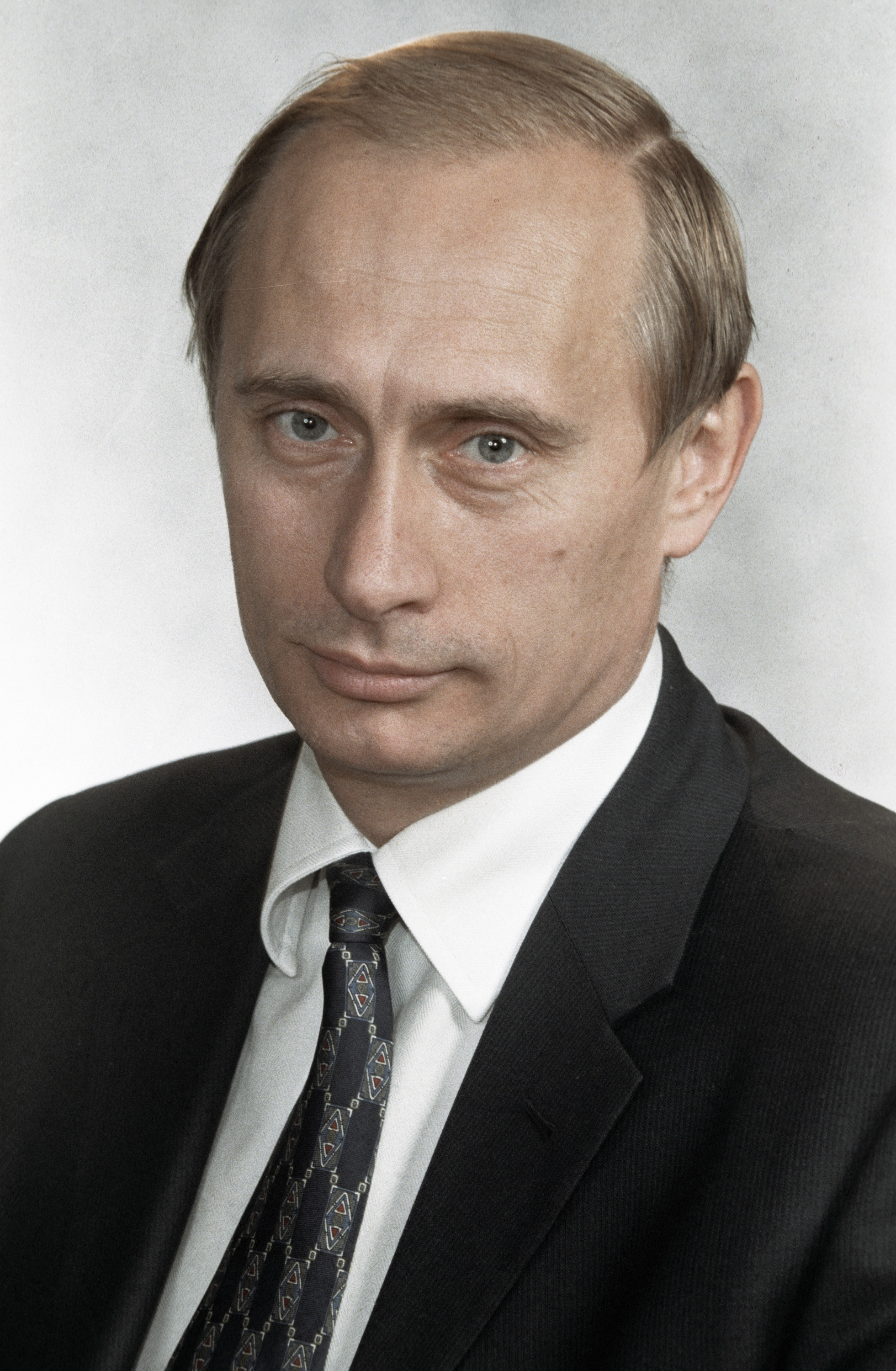
Putin como director del Servicio Federal de Seguridad (FSB), 1998.

El 26 de marzo de 1997, el presidente Borís Yeltsin nombró a Putin subjefe del Estado Mayor Presidencial, cargo que ocupó hasta mayo de 1998, y jefe de la Dirección de Control Principal del Departamento de Administración de Bienes Presidenciales (hasta junio de 1998). Su predecesor en este puesto fue Alekséi Kudrin y su sucesor Nikolái Pátrushev, ambos futuros políticos prominentes y socios de Putin.
El 27 de junio de 1997, en el Instituto de Minería de San Petersburgo, bajo la dirección del rector Vladímir Litvinenko, Putin defendió su disertación de candidato de Ciencias en economía, titulada La planificación estratégica de los recursos regionales bajo la formación de relaciones de mercado. Esto ejemplificó la costumbre en Rusia según la cual un joven funcionario en ascenso escribiría un trabajo académico en la mitad de su carrera. La tesis de Putin fue un plagio. Los becarios de la Institución Brookings descubrieron que se copiaron 15 páginas de un libro de texto estadounidense.
El 25 de mayo de 1998, Putin fue nombrado Primer Jefe Adjunto del Estado Mayor Presidencial para las regiones, en sustitución de Viktóriya Mítina. El 15 de julio, fue nombrado jefe de la comisión para la elaboración de acuerdos sobre la delimitación del poder de las regiones y jefe del centro federal adscrito al presidente, en sustitución de Serguéi Shajray. Después del nombramiento de Putin, la comisión no completó tales acuerdos, aunque durante el mandato de Shajray como jefe de la Comisión se habían firmado 46 acuerdos de este tipo. Más tarde, después de convertirse en presidente, Putin canceló los 46 acuerdos.
El 25 de julio de 1998, Yeltsin nombró a Putin director del Servicio Federal de Seguridad (FSB), la principal organización de inteligencia y seguridad de la Federación de Rusia y sucesora de la KGB.

### 1999: primer cargo de primer ministro

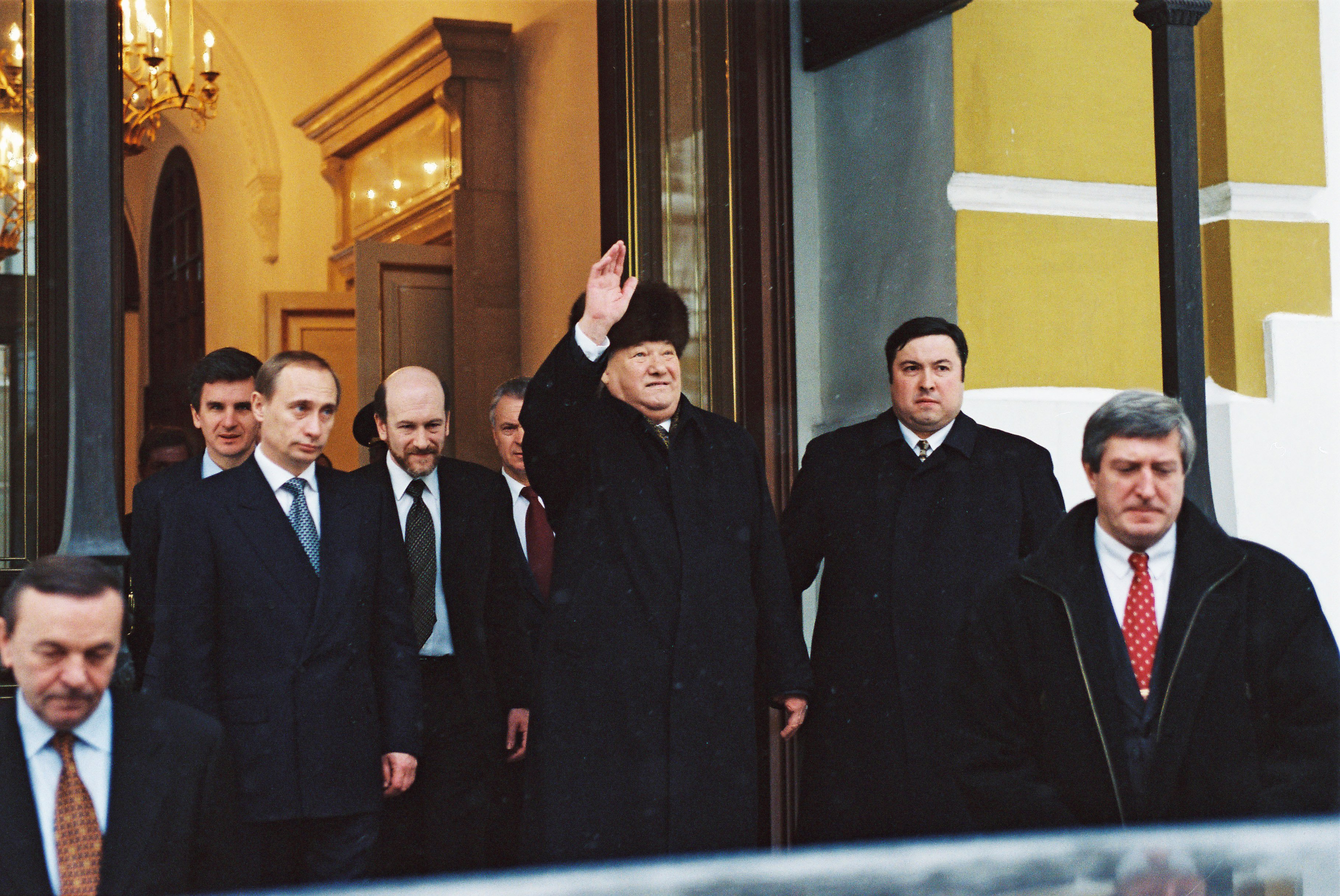
Putin con el presidente Borís Yeltsin el 31 de diciembre de 1999, cuando Yeltsin anunció su renuncia.

El 9 de agosto de 1999, Putin fue nombrado uno de los tres primeros vice primeros ministros y, ese mismo día, fue nombrado primer ministro interino del Gobierno de la Federación Rusa por el presidente Yeltsin. Yeltsin también anunció que quería ver a Putin como su sucesor. Más tarde ese mismo día, Putin accedió a postularse para la presidencia.
El 16 de agosto, la Duma Estatal ratificó su nombramiento como primer ministro con 233 votos a favor (vs. 84 en contra, 17 abstenciones), mientras que se requería una mayoría simple de 226, convirtiéndolo en el quinto primer ministro de Rusia en menos de dieciocho meses. En su nombramiento, pocos esperaban que Putin, prácticamente desconocido para el público en general, durara más que sus predecesores. Inicialmente fue considerado un leal a Yeltsin; al igual que otros primeros ministros de Borís Yeltsin, Putin no eligió ministros él mismo, su gabinete fue determinado por la administración presidencial.
Los principales oponentes y posibles sucesores de Yeltsin ya estaban haciendo campaña para reemplazar al presidente enfermo lucharon duro para evitar que Putin surgiera como un sucesor potencial. Después de los atentados con bombas en los apartamentos rusos y la invasión de Daguestán por muyahidines, incluidos los exagentes de la KGB, con base en la República Chechena de Ichkeria, la imagen de orden público de Putin y el enfoque implacable de la segunda guerra chechena pronto se combinaron para aumentar su popularidad y permitieron adelantar a sus rivales.
Aunque no estaba asociado formalmente con ningún partido, Putin prometió su apoyo al recién formado Unidad, que ganó el segundo mayor porcentaje del voto popular (23,3 %) en las elecciones a la Duma de diciembre de 1999 y, a su vez, apoyó a Putin.

### 1999-2000: presidencia interina

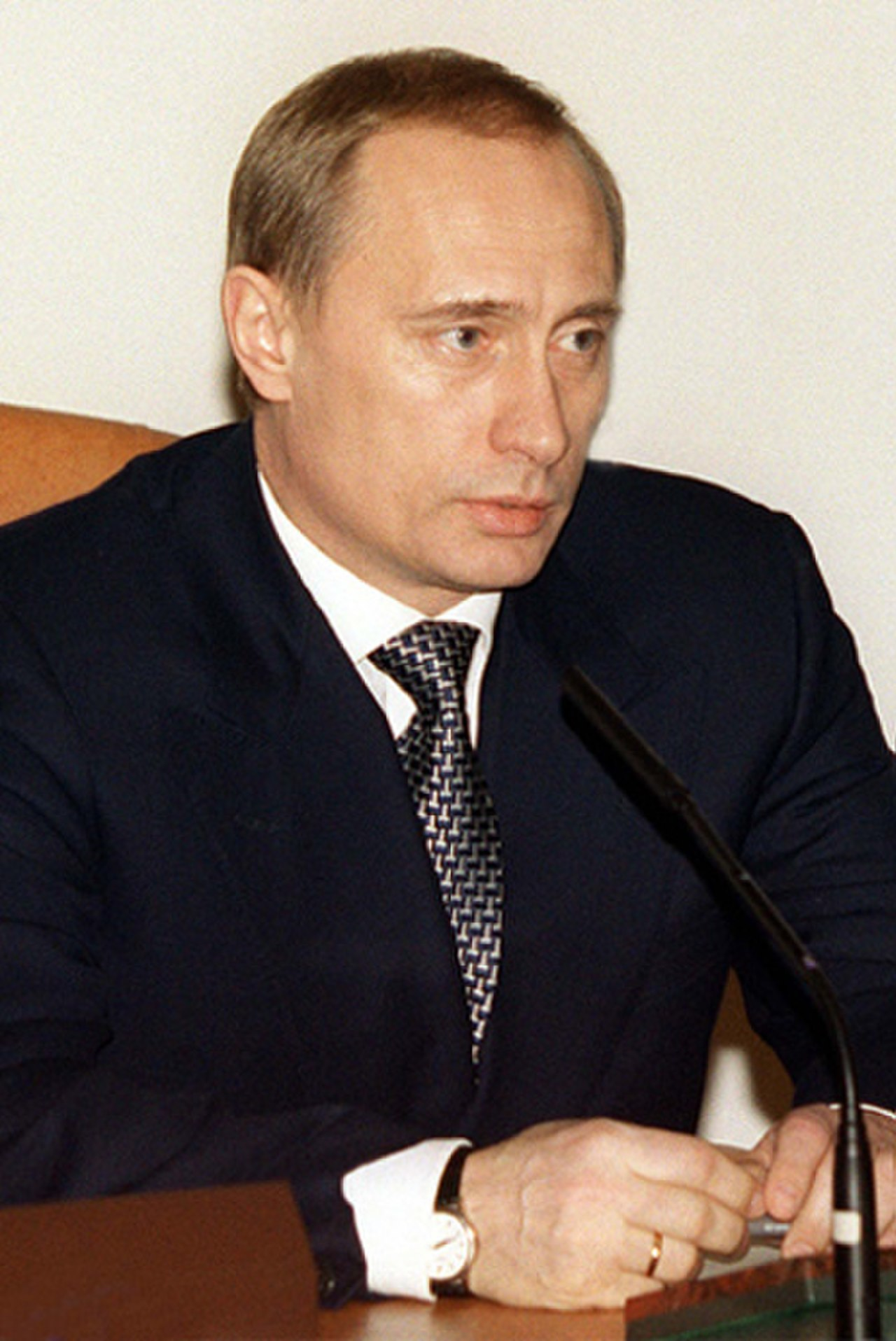
Putin como presidente interino el 31 de diciembre de 1999.

El 31 de diciembre de 1999, Yeltsin renunció inesperadamente y, según la Constitución de Rusia, Putin debía convertirse en presidente interino de la Federación Rusa. Al asumir este cargo, Putin realizó una visita previamente programada a las tropas rusas en Chechenia.
El primer decreto presidencial que Putin firmó el 31 de diciembre de 1999 se tituló "Sobre garantías para el ex presidente de la Federación Rusa y los miembros de su familia". Esto aseguró que no se prosiguieran los "cargos de corrupción contra el presidente saliente y sus familiares". Esto se centró principalmente en el caso de soborno de Mabetex en el que estuvieron involucrados los miembros de la familia de Yeltsin. El 30 de agosto de 2000, se abandonó una investigación penal (número 18/238278-95) en la que el propio Putin, como miembro del gobierno de la ciudad de San Petersburgo, era uno de los sospechosos.
El 30 de diciembre de 2000, se sobreseyó otra causa contra el fiscal general "por falta de pruebas", a pesar de que los fiscales suizos habían remitido miles de documentos. El 12 de febrero de 2001, Putin firmó una ley federal similar que reemplazó el decreto de 1999. Marina Salye presentó un caso relacionado con la supuesta corrupción de Putin en las exportaciones de metales de 1992, pero fue silenciada y obligada a abandonar San Petersburgo.
Mientras sus oponentes se preparaban para las elecciones de junio de 2000, la renuncia de Yeltsin dio como resultado que las elecciones presidenciales se celebraran el 26 de marzo de 2000; Putin ganó en la primera ronda con el 53 % de los votos.

### 2000-2004: primer mandato presidencial

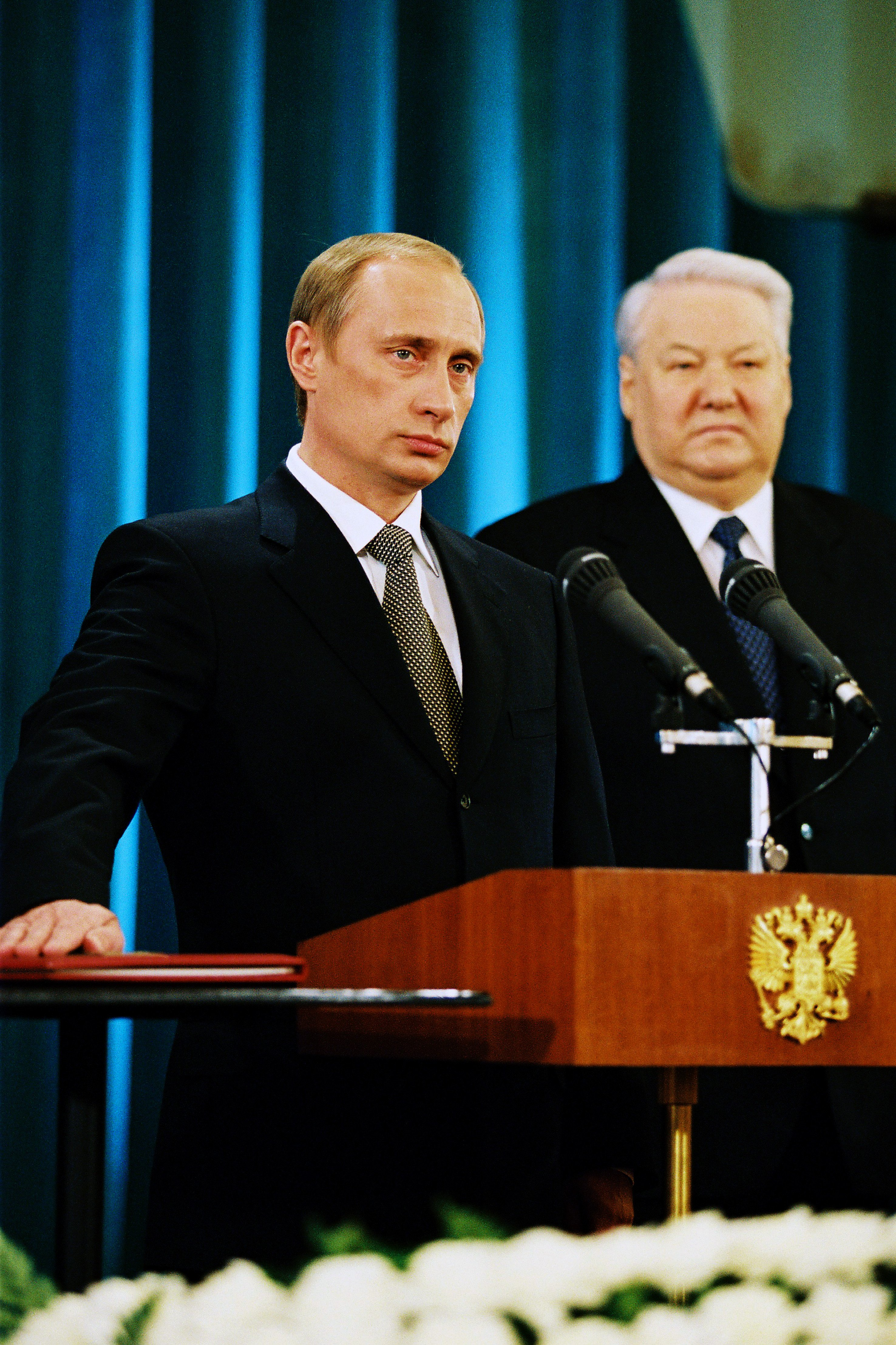
Putin presta juramento presidencial junto a Borís Yeltsin, mayo de 2000.

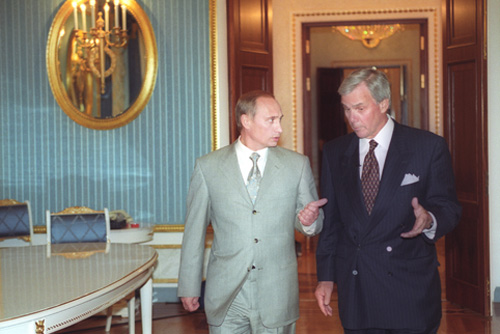
Putin con Tom Brokaw antes de una entrevista el 2 de junio de 2000.

La investidura del presidente Putin se produjo el 7 de mayo de 2000. Designó como primer ministro al ministro de finanzas, Mijaíl Kasyanov.
El primer gran desafío a la popularidad de Putin se produjo en agosto de 2000, cuando fue criticado por la supuesta mala gestión del desastre del submarino Kursk. Esa crítica se debió en gran parte a que Putin tardó varios días en regresar de sus vacaciones, y varios más antes de visitar el lugar.
Entre 2000 y 2004, Putin emprendió la reconstrucción de la condición empobrecida del país, aparentemente ganando una lucha de poder con los oligarcas rusos, llegando a un 'gran trato' con ellos. Este trato permitió a los oligarcas mantener la mayor parte de sus poderes, a cambio de su apoyo explícito y alineamiento con el gobierno de Putin.
La crisis de los rehenes del teatro de Moscú ocurrió en octubre de 2002. Muchos en la prensa rusa y en los medios internacionales advirtieron que la muerte de 130 rehenes en la operación de rescate de las fuerzas especiales durante la crisis dañaría gravemente la popularidad del presidente Putin. Sin embargo, poco después de que terminara el asedio, el presidente ruso disfrutó de índices récord de aprobación pública: el 83% de los rusos se declararon satisfechos con Putin y su manejo del asedio.
En 2003, se llevó a cabo un referéndum en Chechenia, adoptando una nueva constitución que declara que la República de Chechenia es parte de Rusia; por otro lado, la región sí adquirió autonomía. Chechenia se ha estabilizado gradualmente con el establecimiento de elecciones parlamentarias y un gobierno regional. A lo largo de la segunda guerra chechena, Rusia deshabilitó gravemente el movimiento rebelde checheno; sin embargo, continuaron ocurriendo ataques esporádicos de rebeldes en todo el norte del Cáucaso.

### 2004-2008: segundo mandato presidencial

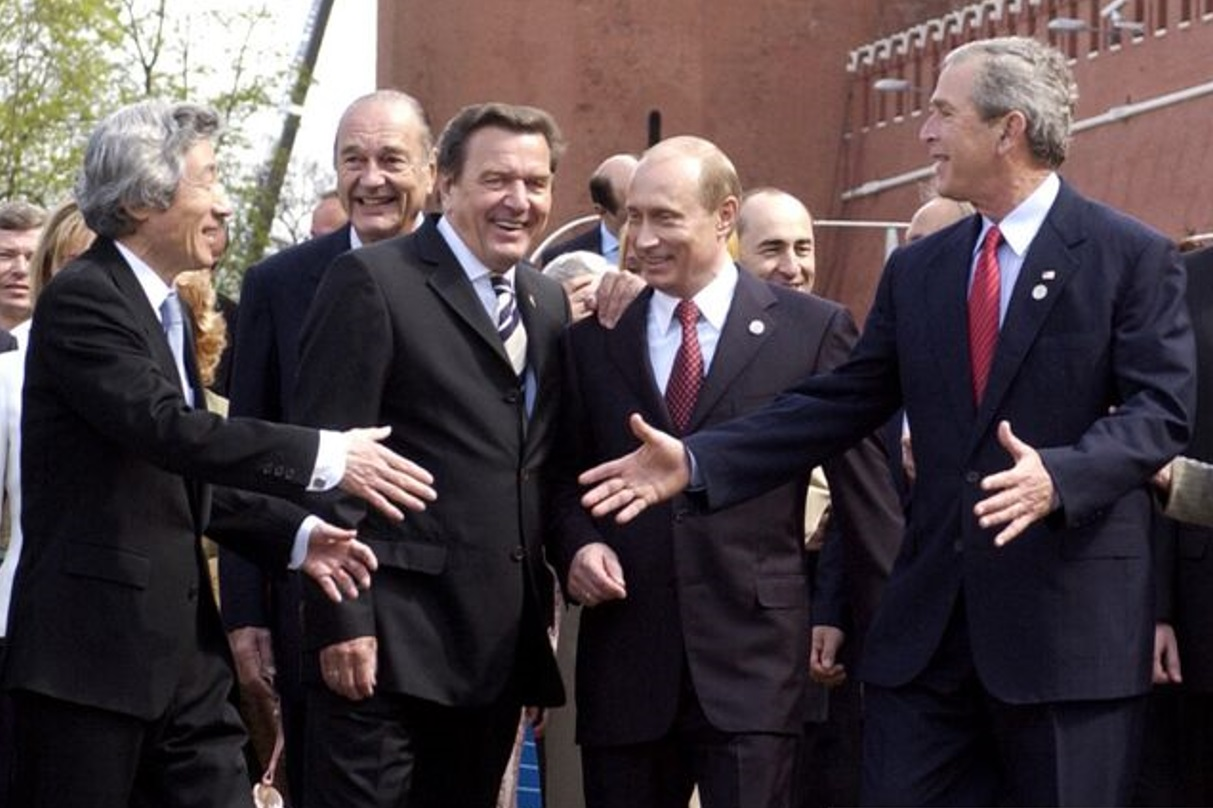
Putin con Junichiro Koizumi, Jacques Chirac, Gerhard Schröder, George W. Bush y otros líderes estatales en Moscú durante el desfile del Día de la Victoria, 9 de mayo de 2005.

El 14 de marzo de 2004, Putin fue elegido presidente para un segundo mandato y recibió el 71% de los votos. La crisis de los rehenes en la escuela de Beslán tuvo lugar del 1 al 3 de septiembre de 2004; murieron más de 330 personas, incluidos 186 niños.
El período de casi diez años previo al ascenso de Putin después de la disolución del gobierno soviético fue una época de agitación en Rusia. En un discurso en el Kremlin de 2005, Putin caracterizó el colapso de la Unión Soviética como "la mayor catástrofe geopolítica del siglo XX". Putin elaboró: "Además, la epidemia de desintegración infectó a la propia Rusia". La cuna del país. La red de seguridad social hasta la tumba había desaparecido y la esperanza de vida disminuyó en el período anterior al gobierno de Putin. En 2005, se lanzaron los Proyectos de Prioridad Nacional para mejorar la atención médica, la educación, la vivienda y la agricultura de Rusia.
El procesamiento penal continuo del hombre más rico de Rusia en ese momento, el presidente de la compañía de petróleo y gas Yukos, Mijaíl Jodorkovski, por fraude y evasión de impuestos fue visto por la prensa internacional como una represalia por las donaciones de Khodorkovsky a los opositores liberales y comunistas del Kremlin. Jodorkovski fue arrestado, Yukos quebró y los activos de la empresa se subastaron por debajo del valor de mercado, y la empresa estatal Rosneft adquirió la mayor parte. El destino de Yukos fue visto como una señal de un cambio más amplio de Rusia hacia un sistema de capitalismo de estado. Esto se puso de relieve en julio de 2014, cuando el Tribunal Permanente de Arbitraje de La Haya otorgó a los accionistas de Yukos 50 000 millones de dólares en concepto de indemnización.
El 7 de octubre de 2006, Anna Politkóvskaya, una periodista que expuso la corrupción en el ejército ruso y su conducta en Chechenia, recibió un disparo en el vestíbulo de su edificio de apartamentos, el día del cumpleaños de Putin. La muerte de Politkóvskaya provocó críticas internacionales, con acusaciones de que Putin no había protegido a los nuevos medios independientes del país. El mismo Putin dijo que su muerte causó más problemas al gobierno que sus escritos.

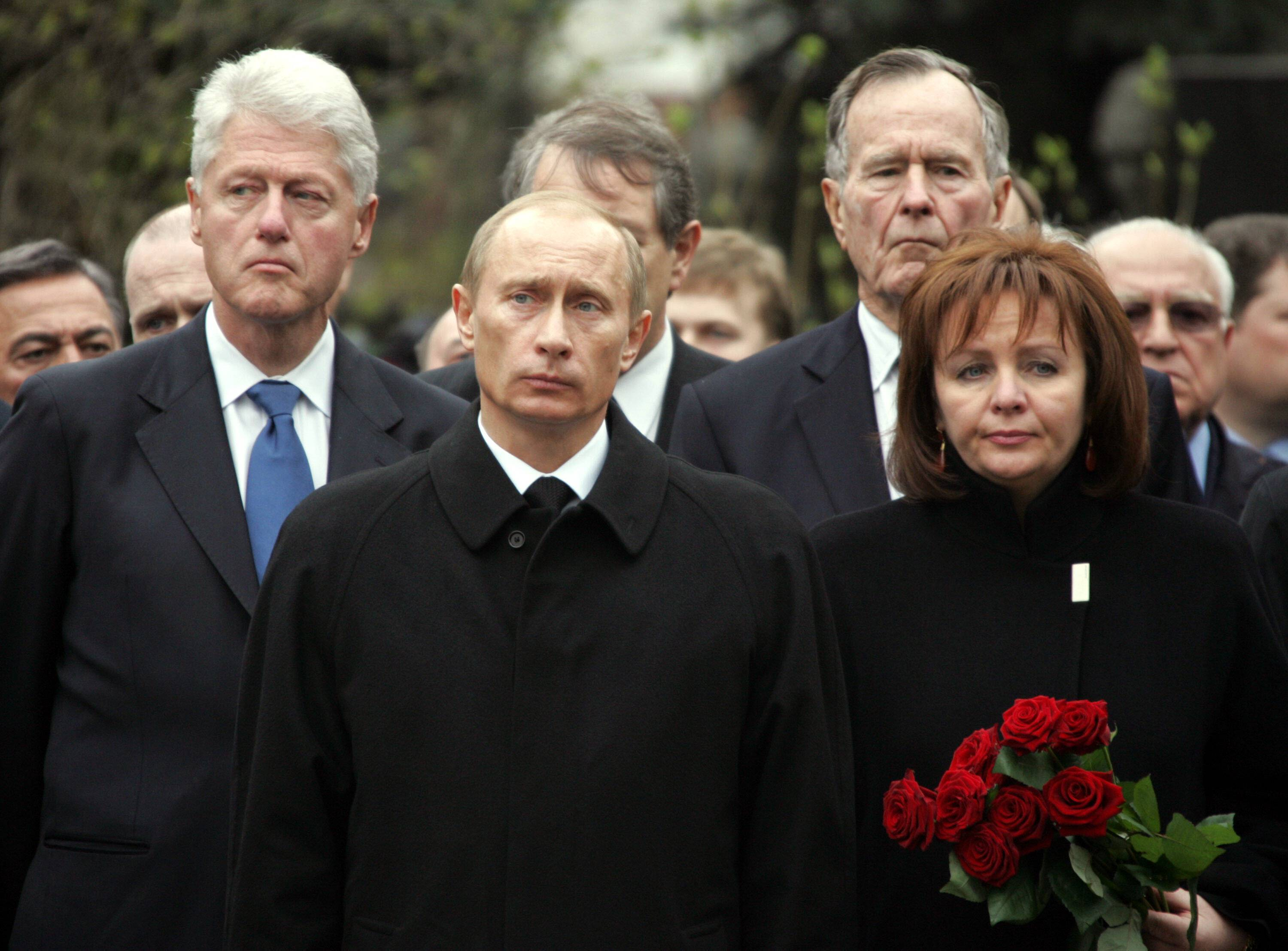
Putin, Bill Clinton, George H. W. Bush y Liudmila Pútina en el funeral de estado de Borís Yeltsin en Moscú, abril de 2007.

En 2007, las "Marchas de disidentes" fueron organizadas por el grupo de oposición La Otra Rusia, dirigido por el excampeón de ajedrez Garri Kaspárov y el líder nacional-bolchevique Eduard Limónov. Tras advertencias previas, las manifestaciones en varias ciudades rusas fueron respondidas por acciones policiales, que incluyeron la interferencia con los viajes de los manifestantes y el arresto de hasta 150 personas que intentaron romper las líneas policiales.
El 12 de septiembre de 2007, Putin disolvió el gobierno a petición del primer ministro Mijaíl Fradkov. Fradkov comentó que era para darle al presidente «manos libres» en el período previo a las elecciones parlamentarias. Víktor Zubkov fue nombrado nuevo primer ministro.
En diciembre de 2007, Rusia Unida obtuvo el 64,24% del voto popular en su candidatura a la Duma estatal según los resultados preliminares de las elecciones. La victoria de Rusia Unida en las elecciones de diciembre de 2007 fue vista por muchos como una indicación de un fuerte apoyo popular al liderazgo ruso de entonces y sus políticas.

### 2008-2012: segundo cargo de primer ministro
A Putin se le prohibió un tercer mandato consecutivo por la Constitución. El primer vice primer ministro Dmitri Medvédev fue elegido su sucesor. En una ceremonia de cambio de poder el 8 de mayo de 2008, solo un día después de entregar la presidencia a Medvédev, Putin fue nombrado primer ministro de Rusia, manteniendo su dominio político.

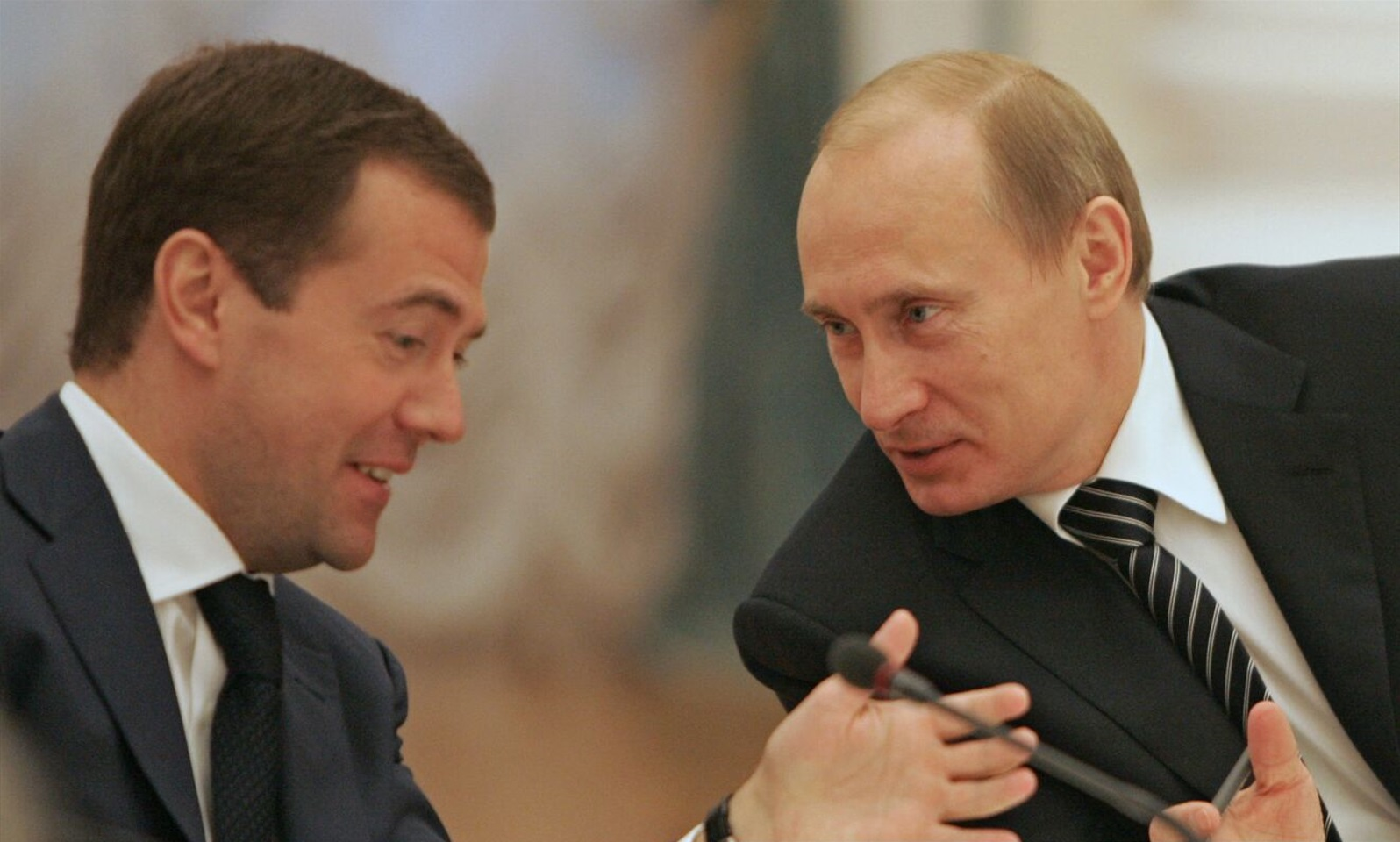
Putin con Dmitri Medvédev, marzo de 2008.

Putin ha dicho que superar las consecuencias de la crisis económica mundial fue uno de los dos principales logros de su segundo mandato. El otro fue estabilizar el tamaño de la población de Rusia entre 2008 y 2011 luego de un largo período de colapso demográfico que comenzó en la década de 1990.
En el Congreso de Rusia Unida en Moscú el 24 de septiembre de 2011, Medvédev propuso oficialmente que Putin se presentara a la presidencia en 2012, una oferta que Putin aceptó. Dado el dominio casi total de la política rusa por parte de Rusia Unida, muchos observadores creían que Putin tenía asegurado un tercer mandato. Se esperaba que la medida hiciera que Medvédev se presentara en la boleta de Rusia Unida en las elecciones parlamentarias de diciembre, con el objetivo de convertirse en primer ministro al final de su mandato presidencial.
Después de las elecciones parlamentarias del 4 de diciembre de 2011, decenas de miles de rusos participaron en protestas contra un presunto fraude electoral, las protestas más grandes en la época de Putin. Los manifestantes criticaron a Putin y Rusia Unida y exigieron la anulación de los resultados de las elecciones. Esas protestas despertaron el temor de una revolución de color en la sociedad. Putin supuestamente organizó una serie de grupos paramilitares leales a él mismo y al partido Rusia Unida en el período comprendido entre 2005 y 2012.

### 2012-2018: tercer mandato presidencial
El 24 de septiembre de 2011, mientras hablaba en el congreso del partido Rusia Unida, Medvédev anunció que recomendaría al partido que nominara a Putin como su candidato presidencial. También reveló que los dos hombres habían llegado a un acuerdo hace mucho tiempo para permitir que Putin se postulara para presidente en 2012. Este cambio fue denominado por muchos en los medios como "Rokirovka", el término ruso para el movimiento de ajedrez "enroque".
El 4 de marzo de 2012, Putin ganó las elecciones presidenciales rusas de 2012 en la primera vuelta, con el 63,6 % de los votos, a pesar de las acusaciones generalizadas de fraude electoral. Los grupos de oposición acusaron a Putin y al partido Rusia Unida de fraude. Si bien se publicitaron los esfuerzos para que las elecciones fueran transparentes, incluido el uso de cámaras web en los colegios electorales, la oposición rusa y los observadores internacionales de la Organización para la Seguridad y la Cooperación en Europa criticaron la votación por irregularidades de procedimiento.
Las protestas contra Putin tuvieron lugar durante y justo después de la campaña presidencial. La protesta más notoria fue la actuación de las Pussy Riot el 21 de febrero y el posterior juicio. Se estima que entre 8000 y 20 000 manifestantes se reunieron en Moscú el 6 de mayo, cuando ochenta personas resultaron heridas en enfrentamientos con la policía, y 450 fueron arrestadas, con otras 120 detenciones al día siguiente. Se produjo una contraprotesta de los partidarios de Putin que culminó con una reunión de unos 130 000 seguidores en el Estadio Luzhniki, el estadio más grande de Rusia. Algunos de los asistentes declararon que les habían pagado para asistir, que sus empleadores los obligaron a asistir o que los engañaron para que creyeran que asistirían a un festival folclórico en su lugar. Se considera que la manifestación es la más grande en apoyo de Putin hasta la fecha.

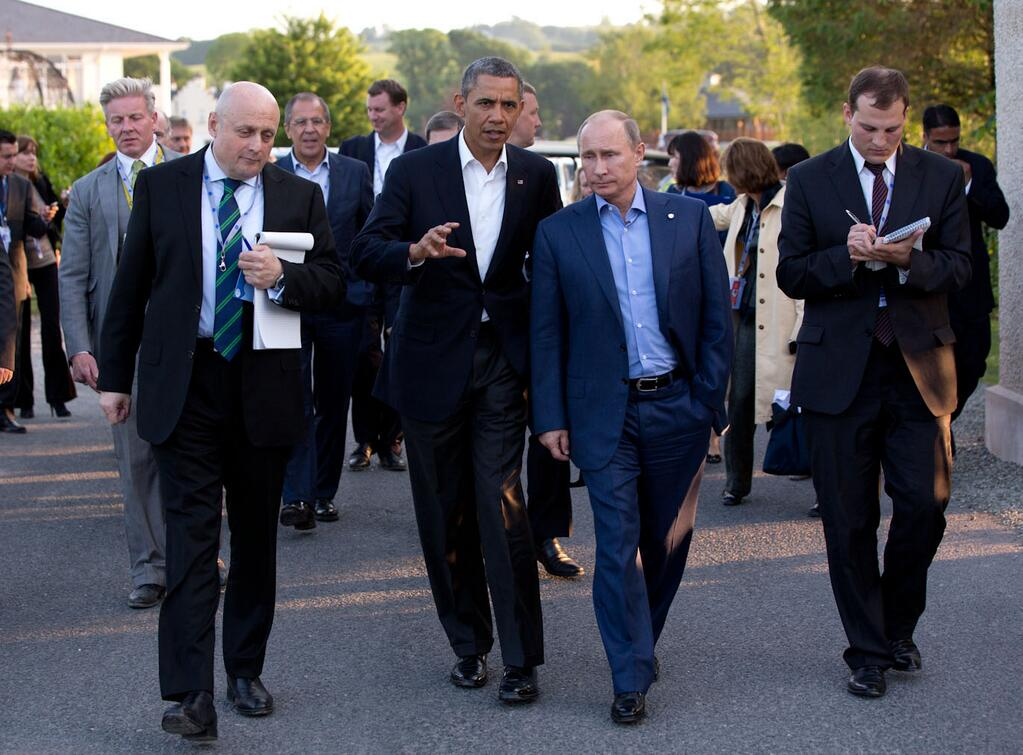
Putin en una reunión bilateral con el presidente estadounidense Barack Obama durante la cumbre del G8 en Irlanda, 17 de junio de 2013.

La presidencia de Putin fue inaugurada en el Kremlin el 7 de mayo de 2012. En su primer día como presidente, Putin emitió 14 decretos presidenciales, que los medios de comunicación a veces denominan "Decretos de mayo", incluido uno extenso que establece objetivos de gran alcance para la economía rusa. Otros decretos se referían a la educación, la vivienda, la formación de mano de obra calificada, las relaciones con la Unión Europea, la industria de defensa, las relaciones interétnicas y otras áreas políticas tratadas en los artículos del programa de Putin emitidos durante la campaña presidencial.
En 2012 y 2013, Putin y el partido Rusia Unida respaldaron una legislación más estricta contra la comunidad LGBT en San Petersburgo, Arcángel y Novosibirsk; En junio de 2013, la Duma Estatal adoptó una ley llamada ley rusa contra la propaganda homosexual, que está en contra de la "propaganda homosexual" (que prohíbe símbolos como la bandera del arcoíris, así como obras publicadas que contengan contenido homosexual). En respuesta a las preocupaciones internacionales sobre la legislación de Rusia, Putin pidió a los críticos que señalaran que la ley era una "prohibición de la propaganda de la pedofilia y la homosexualidad" y afirmó que los visitantes homosexuales a los Juegos Olímpicos de Invierno de 2014 deberían «dejar a los niños en paz» pero negó que existiera cualquier tipo de «discriminación profesional o social» contra los homosexuales en Rusia.
En junio de 2013, asistió a un mitin televisado del Frente Popular Panruso donde fue elegido líder del movimiento, que se creó en 2011. Según el periodista Steve Rosenberg, el movimiento pretende «reconectar el Kremlin con el pueblo ruso» y un día, si es necesario, reemplazar al cada vez más impopular partido Rusia Unida que actualmente respalda a Putin.

#### Guerra ruso-ucraniana

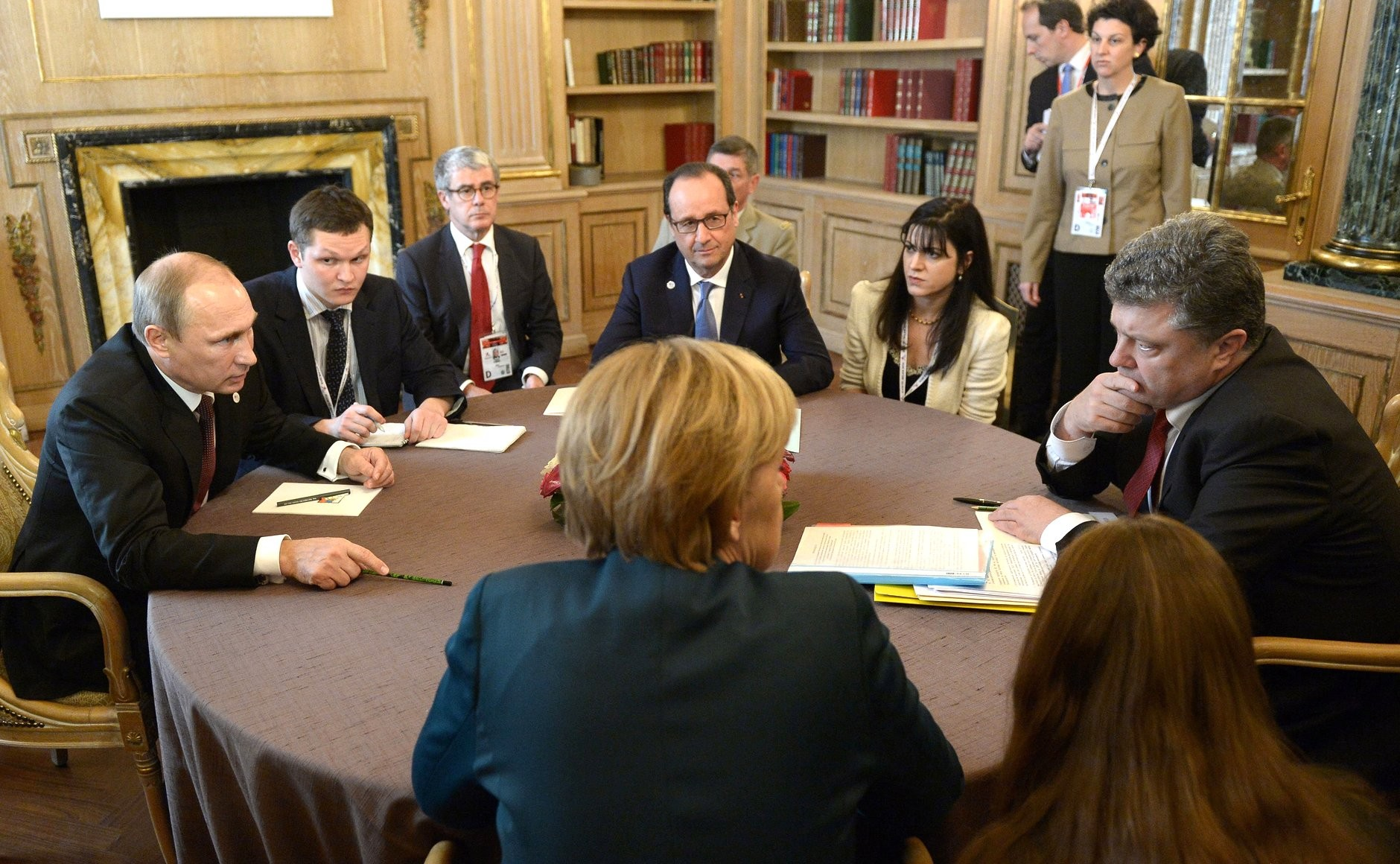
Putin en conversaciones con el presidente ucraniano Petró Poroshenko, la canciller alemana Angela Merkel y el presidente francés François Hollande, 17 de octubre de 2014.

En 2014, Rusia realizó varias incursiones militares en territorio ucraniano. Después de las protestas del Euromaidán y la caída del presidente ucraniano Víktor Yanukóvich, soldados rusos sin insignias tomaron el control de posiciones estratégicas e infraestructura dentro del territorio ucraniano de Crimea. Luego, Rusia anexó Crimea y Sebastopol después de un referéndum en el que, según los resultados oficiales, los habitantes de Crimea votaron para unirse a la Federación Rusa. Posteriormente, las manifestaciones contra las acciones legislativas de la Rada ucraniana por parte de grupos prorrusos en el área de Dombás de Ucrania se convirtieron en un conflicto armado entre el gobierno ucraniano y las fuerzas separatistas respaldadas por Rusia de las autoproclamadas Repúblicas Populares de Donetsk y Lugansk. En agosto de 2014, vehículos militares rusos cruzaron la frontera en varios lugares del óblast de Donetsk. Las autoridades ucranianas consideraron que la incursión del ejército ruso fue responsable de la derrota de las fuerzas ucranianas a principios de septiembre.
En noviembre de 2014, el ejército ucraniano informó de un movimiento intensivo de tropas y equipo desde Rusia hacia las partes orientales de Ucrania controladas por los separatistas. Associated Press informó de 80 vehículos militares sin identificación en movimiento en áreas controladas por los rebeldes. Una Misión Especial de Monitoreo de la OSCE observó convoyes de armas pesadas y tanques en territorio controlado por la RPD sin insignias. Los observadores de la OSCE afirmaron además que observaron vehículos que transportaban municiones y cadáveres de soldados cruzando la frontera entre Rusia y Ucrania disfrazados de convoyes de ayuda humanitaria.

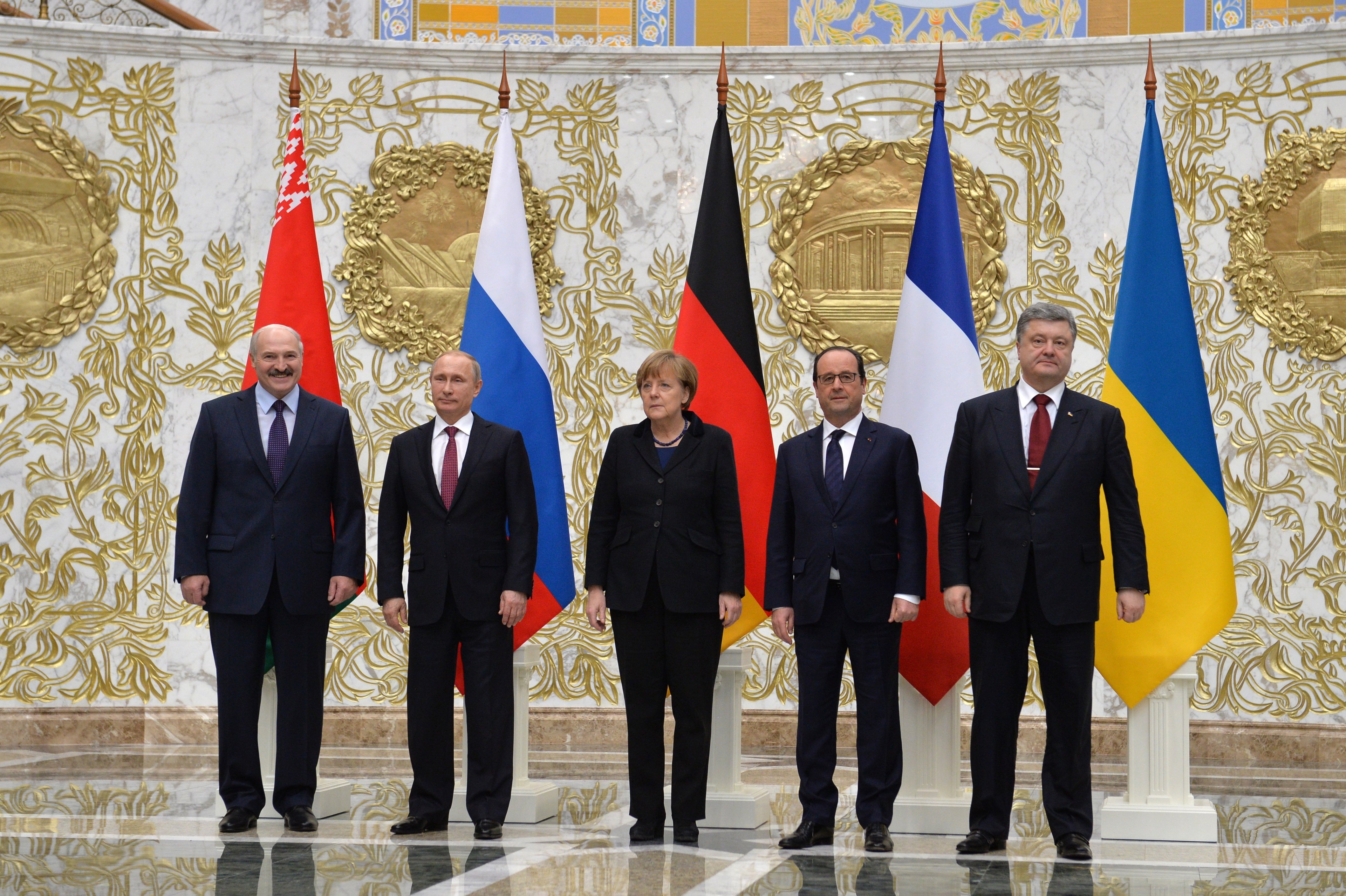
Putin en las conversaciones del formato de Normandía en Minsk para encontrar una solución a la situación en Ucrania en febrero de 2015.

A principios de agosto de 2015, la OSCE observó más de 21 vehículos de este tipo marcados con el código militar ruso para soldados muertos en combate. Según The Moscow Times, Rusia ha tratado de intimidar y silenciar a los trabajadores de derechos humanos que hablan de la muerte de soldados rusos en el conflicto. La OSCE informó repetidamente que a sus observadores se les negó el acceso a las áreas controladas por «fuerzas separatistas rusas combinadas».
En octubre de 2015, The Washington Post informó que Rusia había redesplegado algunas de sus unidades de élite de Ucrania a Siria en las últimas semanas para apoyar al presidente sirio Bashar al-Ásad. En diciembre de 2015, Putin admitió que oficiales de inteligencia militar rusos estaban operando en Ucrania.
Según el académico Andréi Tsygankov, muchos miembros de la comunidad internacional asumieron que la anexión de Crimea por parte de Putin había iniciado un tipo completamente nuevo de política exterior rusa. Tomaron la anexión de Crimea en el sentido de que su política exterior había cambiado «de una política exterior impulsada por el estado» a adoptar una postura ofensiva para recrear la Unión Soviética. También dice que este cambio de política puede entenderse como que intenta defender a las naciones en la esfera de influencia de Rusia de la «invasión del poder occidental». Si bien el acto de anexión de Crimea fue audaz y drástico, su nueva política exterior puede tener más similitudes con sus políticas anteriores.

#### Intervención en Siria

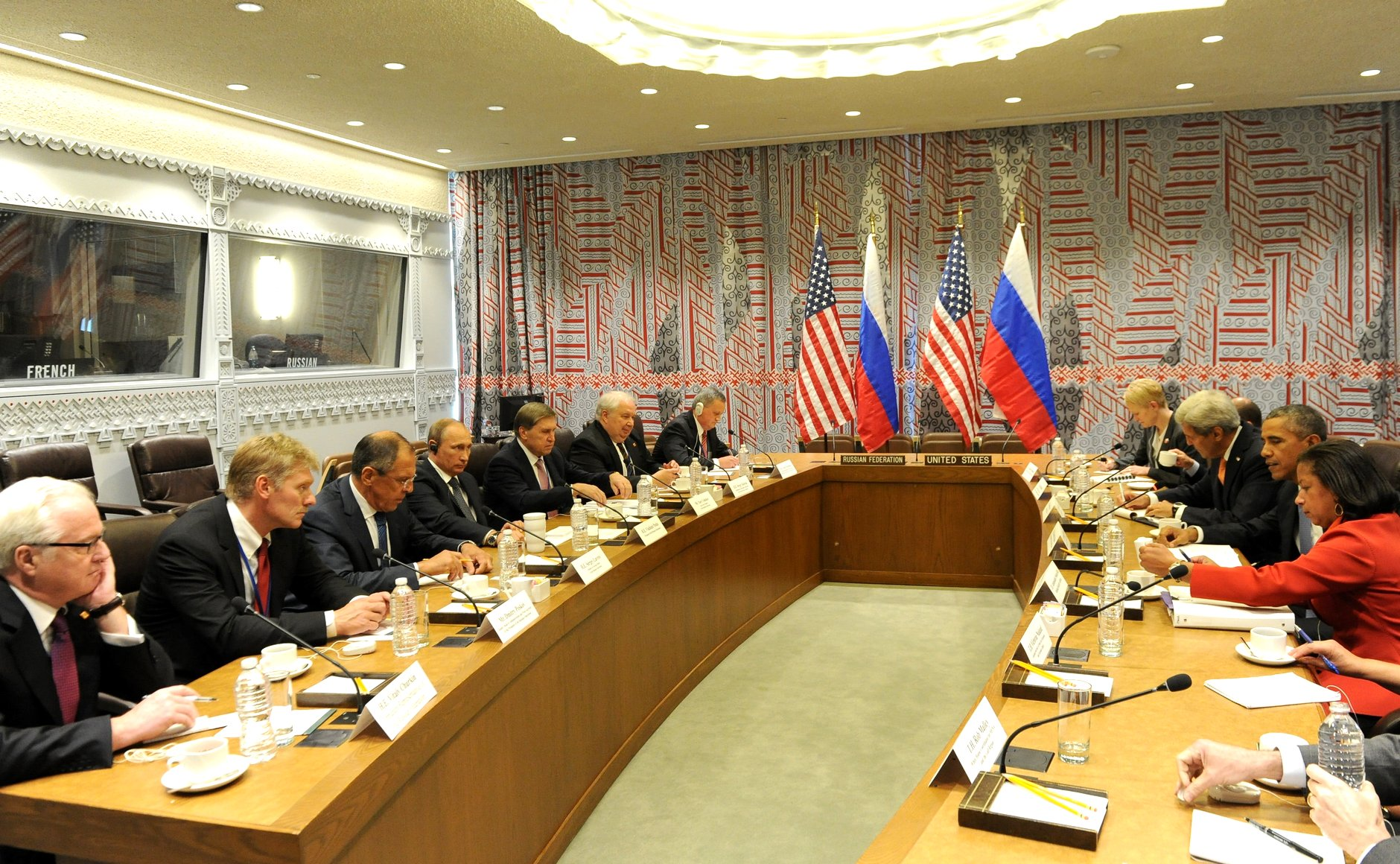
Putin reunido con el presidente estadounidense Barack Obama en la ciudad de Nueva York para hablar sobre Siria e ISIS, 29 de septiembre de 2015.

El 30 de septiembre de 2015, el presidente autorizó la intervención militar rusa en la guerra civil siria, tras una solicitud formal del gobierno sirio de ayuda militar contra los grupos rebeldes y yihadistas.
Las actividades militares rusas consistieron en ataques aéreos, ataques con misiles de crucero y el uso de asesores de primera línea y fuerzas especiales rusas contra grupos militantes opuestos al gobierno sirio, incluida la oposición siria, así como el Estado Islámico de Irak y el Levante (ISIS), Frente al-Nusra (al-Qaeda en el Levante), Tahrir al-Sham, Ahrar al-Sham y el Ejército de la Conquista. Después de que Putin anunciara el 14 de marzo de 2016 que la misión que había establecido para el ejército ruso en Siria se había «cumplido en gran medida» ordenó la retirada de la «parte principal» de las fuerzas rusas de Siria, las fuerzas rusas desplegadas en Siria continuaron operando activamente en apoyo del gobierno sirio.

#### Supuesta injerencia electoral de Rusia
En enero de 2017, una evaluación de la comunidad de inteligencia de EE. UU. expresó gran creencia en que Putin ordenó personalmente una campaña de influencia, inicialmente para denigrar a Hillary Clinton y dañar sus posibilidades electorales y su posible presidencia, y luego desarrolló "una clara preferencia" por Donald Trump. Trump negó sistemáticamente cualquier injerencia rusa en las elecciones de Estados Unidos en 2017. Putin declaró más tarde que la interferencia era "teóricamente posible" y podría haber sido perpetrada por piratas informáticos rusos «de mentalidad patriótica», y en otra ocasión afirmó que "ni siquiera los rusos, sino los ucranianos, tártaros o judíos, pero con ciudadanía rusa" podrían haber sido responsables. En julio de 2018, The New York Times informó que la CIA había nutrido durante mucho tiempo a una fuente rusa que finalmente ascendió a una posición cercana a Putin, lo que le permitió a la fuente pasar información clave en 2016 sobre la participación directa de Putin. Putin continuó con intentos similares en las elecciones presidenciales de EE. UU. de 2020.

### 2018-2024: cuarto mandato presidencial

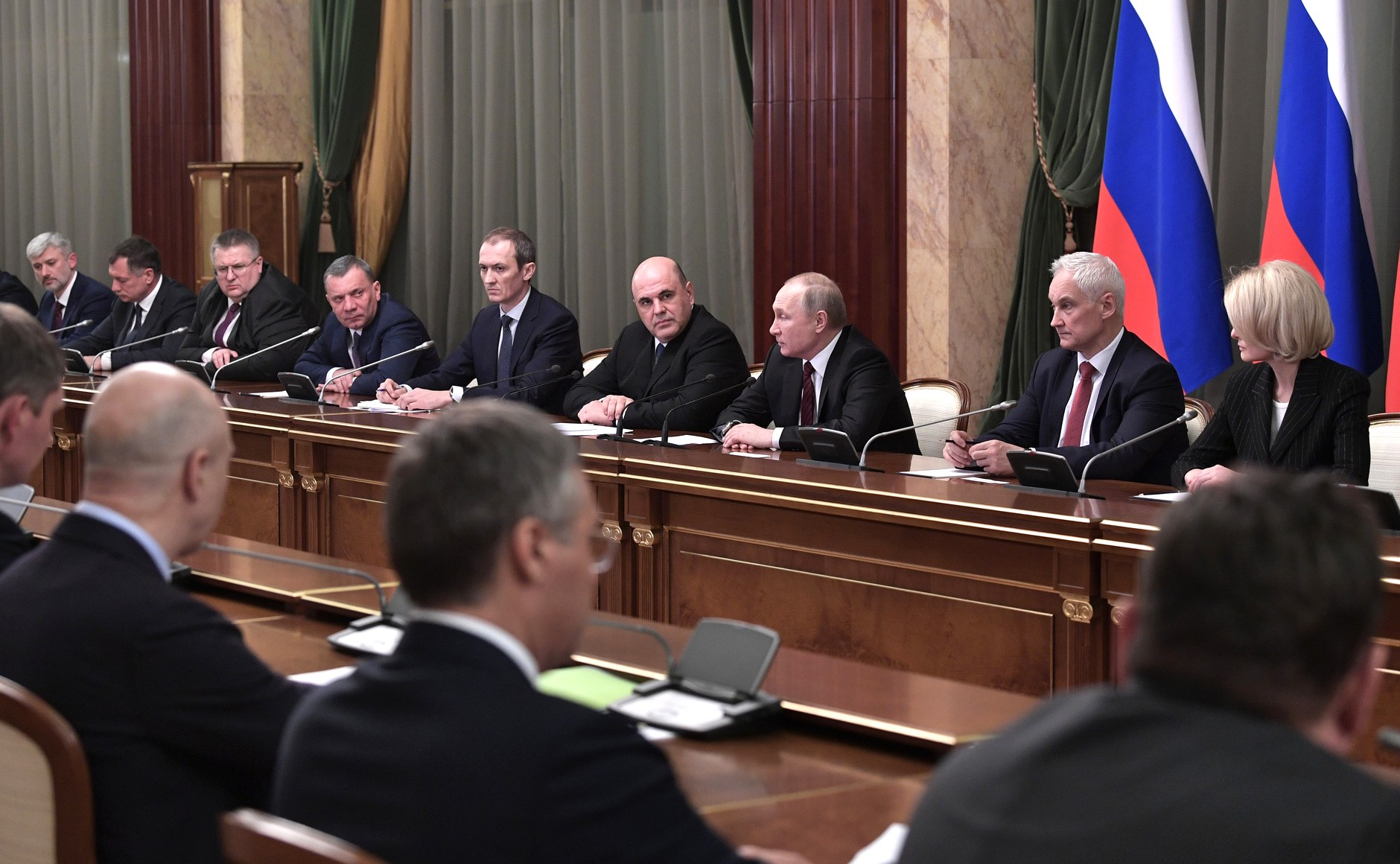
Putin y el recién nombrado primer ministro Mijaíl Mishustin reunidos con miembros del gabinete de Mishustin, 21 de enero de 2020.

Putin ganó las elecciones presidenciales rusas de 2018 con más del 76 % de los votos. Su cuarto mandato comenzó el 7 de mayo de 2018 y se prolongará hasta 2024. El mismo día, Putin invitó a Dmitri Medvédev a formar un nuevo gobierno. El 15 de mayo de 2018, Putin participó en la apertura del puente de Crimea. El 18 de mayo de 2018, Putin firmó decretos sobre la composición del nuevo Gobierno. El 25 de mayo de 2018, anunció que no se postularía para presidente en 2024, justificándolo de conformidad con la Constitución rusa. El 14 de junio de 2018, inauguró la 21.ª Copa Mundial de la FIFA, que se celebró por primera vez en Rusia.
En septiembre de 2019, la administración de Putin interfirió en los resultados de las elecciones regionales nacionales de Rusia y las manipuló eliminando a todos los candidatos de la oposición. El evento que tenía como objetivo contribuir a la victoria del partido gobernante, Rusia Unida, también contribuyó a incitar protestas masivas por la democracia, lo que llevó a arrestos a gran escala y casos de brutalidad policial.
El 15 de enero de 2020, Medvédev y todo su gobierno dimitieron después del discurso presidencial de Putin de 2020 ante la Asamblea Federal. Putin sugirió importantes enmiendas constitucionales que podrían extender su poder político después de la presidencia. Al mismo tiempo, en nombre de Putin, continuó ejerciendo sus poderes hasta la formación de un nuevo gobierno. Putin sugirió que Medvédev asumiera el puesto recién creado de vicepresidente del Consejo de Seguridad. El mismo día, Putin nominó a Mijaíl Mishustin, jefe del Servicio Federal de Impuestos del país, para el puesto de primer ministro. Al día siguiente, la Duma Estatal lo confirmó en el cargo y lo nombró primer ministro por decreto de Putin. Esta fue la primera vez en la historia que un primer ministro fue confirmado sin ningún voto en contra. El 21 de enero de 2020, Mishustin presentó a Putin un proyecto de estructura de su gabinete. El mismo día, el presidente firmó un decreto sobre la estructura del Gabinete y nombró a los ministros propuestos.
El 8 de diciembre de 2023, la agencia de noticias oficial TASS informó que Putin se presentará a la reelección en las próximas elecciones presidenciales que está previsto que se celebren el próximo 17 de marzo. La cita con las urnas coincidirá con el tercer aniversario de la guerra en Ucrania.

#### Pandemia de COVID-19

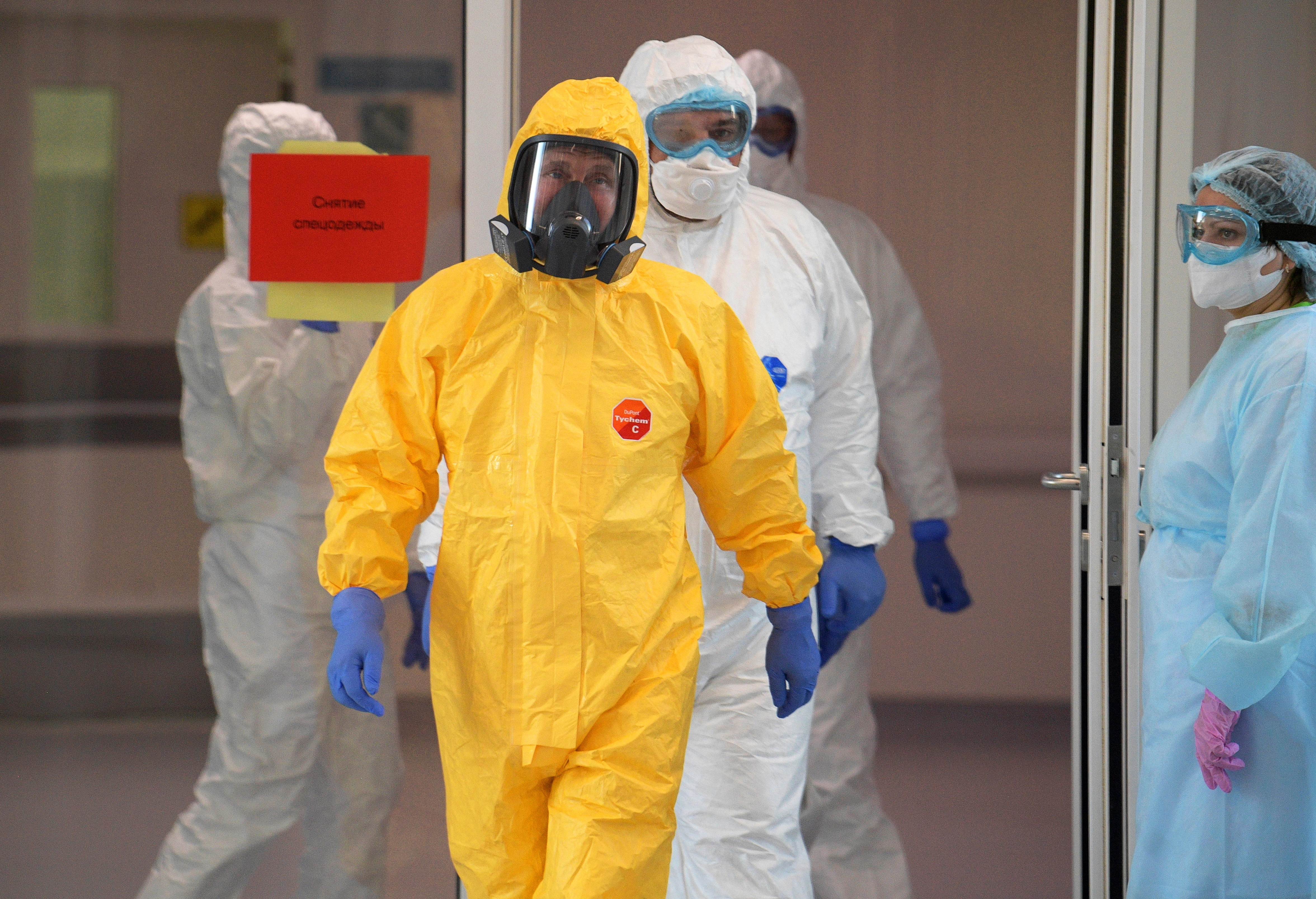
Putin (vestido con el traje amarillo de materiales peligrosos) visitando a pacientes con coronavirus en un hospital de Moscú, 24 de marzo de 2020.

El 15 de marzo de 2020, Putin ordenó formar un Grupo de Trabajo del Consejo de Estado para contrarrestar la propagación del COVID-19. Putin nombró al alcalde de Moscú, Serguéi Sobianin, como líder del grupo.
El 22 de marzo de 2020, después de una llamada telefónica con el primer ministro italiano, Giuseppe Conte, Putin dispuso que el ejército ruso enviara médicos militares, vehículos especiales de desinfección y otro equipo médico a Italia, que fue el país europeo más afectado por la pandemia de COVID-19.
El 24 de marzo de 2020, Putin visitó un hospital en Kommunarka de Moscú, donde se encuentran pacientes con coronavirus, donde habló con ellos y con médicos. Putin comenzó a trabajar de forma remota desde su oficina en Novo-Ogaryovo. Según Dmitri Peskov, Putin se estuvo haciendo pruebas diarias de coronavirus y su salud nunca ha corrido peligro.
El 25 de marzo, el presidente Putin anunció en un discurso televisado a la nación que el referéndum constitucional del 22 de abril se pospondría debido al coronavirus. Agregó que la próxima semana sería un feriado pagado en todo el país e instó a los rusos a quedarse en casa. Putin también anunció una lista de medidas de protección social, apoyo a las pequeñas y medianas empresas y cambios en la política fiscal. Putin anunció las siguientes medidas para microempresas, pequeñas y medianas empresas: aplazamiento del pago de impuestos (excepto el impuesto al valor agregado de Rusia) durante los próximos seis meses, reducción del monto de las contribuciones a la seguridad social a la mitad, aplazamiento de las contribuciones a la seguridad social, aplazamiento de préstamos y reembolsos para los próximos seis meses, una moratoria de seis meses sobre las multas, el cobro de deudas y las solicitudes de quiebra de las empresas deudoras por parte de los acreedores.
El 2 de abril de 2020, Putin volvió a emitir un discurso en el que anunció la prolongación del tiempo no laborable hasta el 30 de abril. Putin comparó la lucha de Rusia contra el COVID-19 con las batallas de Rusia con los nómadas invasores de las estepas pechenegos y cumanos en los siglos X y XI. En una encuesta de Levada del 24 al 27 de abril, el 48% de los encuestados rusos dijeron que desaprobaban el manejo de Putin de la pandemia de coronavirus, y su estricto aislamiento y falta de liderazgo durante la crisis fue ampliamente comentado como una señal de perder su imagen de "hombre fuerte".

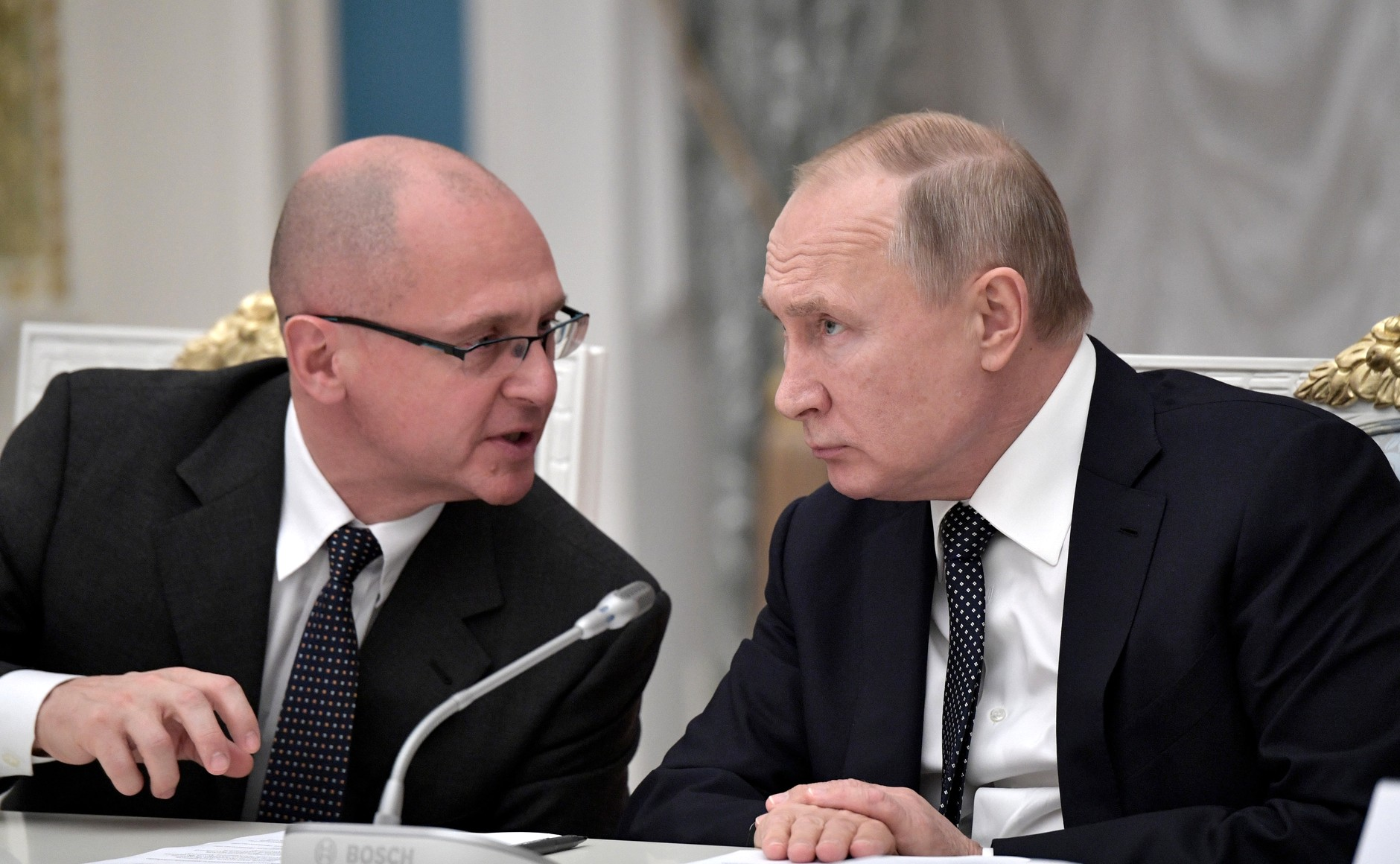
El primer subjefe de gabinete de Putin, Serguéi Kiriyenko (izquierda), está a cargo de la política interna de Rusia.

En junio de 2021, dijo que estaba completamente vacunado contra la enfermedad con la vacuna Sputnik V, y enfatizó que si bien las vacunas deberían ser voluntarias, hacerlas obligatorias en algunas profesiones retrasaría la propagación de COVID-19. En septiembre, Putin entró en autoaislamiento después de que personas de su círculo íntimo dieron positivo por la enfermedad.

#### Referéndum constitucional y enmiendas
Putin firmó una orden ejecutiva el 3 de julio de 2020 para insertar oficialmente enmiendas en la Constitución rusa, lo que le permite postularse para dos mandatos adicionales de seis años. Estas modificaciones entraron en vigor el 4 de julio de 2020.
Desde el 11 de julio, se han llevado a cabo protestas en el Krai de Jabárovsk en el Extremo Oriente de Rusia en apoyo del arrestado gobernador regional Serguéi Furgal. Las protestas en el Krai de Jabárovsk de 2020 se han vuelto cada vez más antiPutin. Una encuesta de Levada de julio de 2020 encontró que el 45% de los rusos encuestados apoyaban las protestas.
El 22 de diciembre de 2020, Putin firmó un proyecto de ley que otorga inmunidad procesal de por vida a los expresidentes rusos.

#### 2021-2022 Crisis con Ucrania

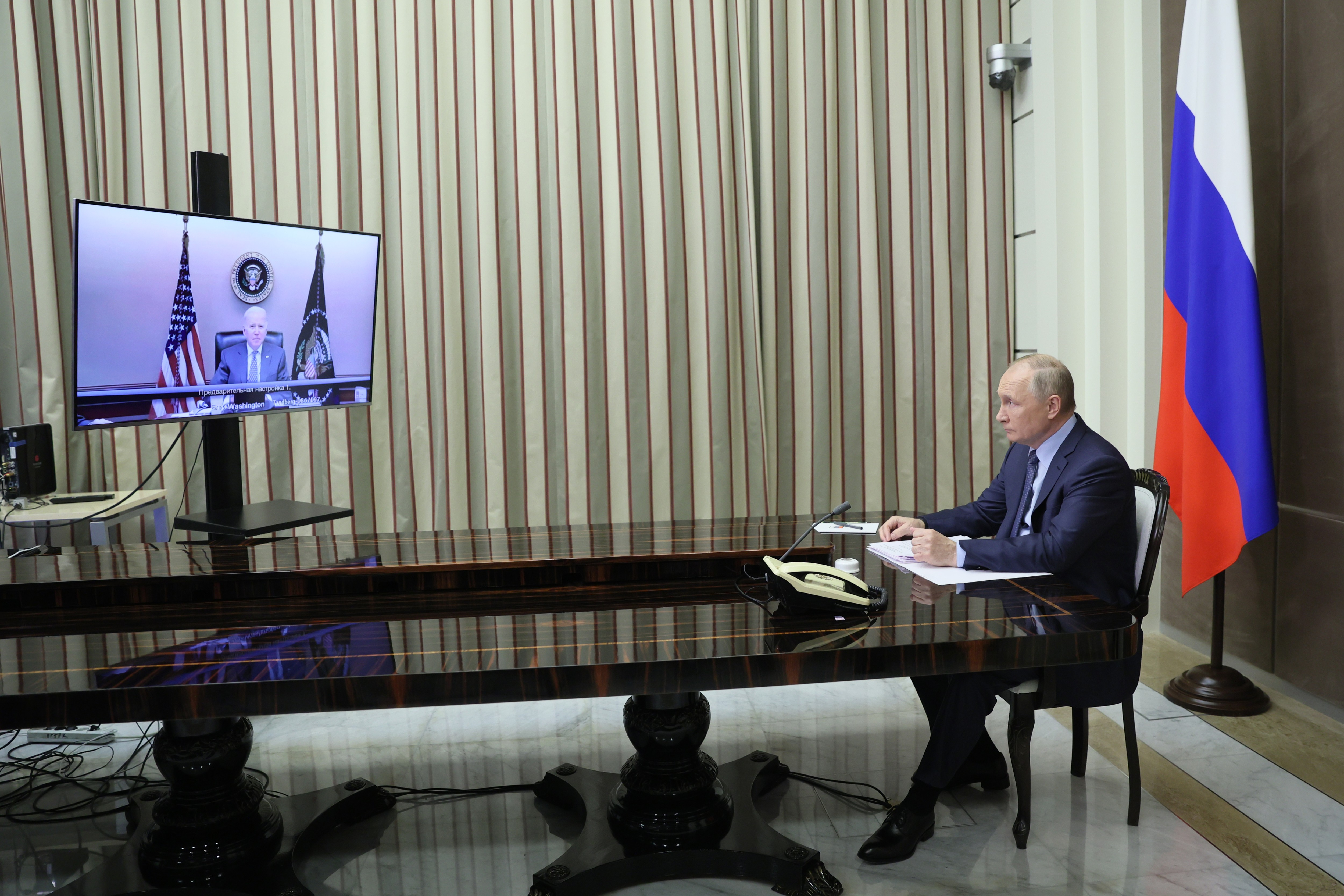
Putin manteniendo una videollamada con el presidente estadounidense Joe Biden el 7 de diciembre de 2021.

En julio de 2021, Putin publicó un ensayo titulado Sobre la unidad histórica de rusos y ucranianos, en el que afirma que los bielorrusos, los ucranianos y los rusos deberían formar parte de una nación panrusa como parte del mundo ruso y son «un solo pueblo» al que «fuerzas que siempre han tratado de socavar nuestra unidad» querían «dividir y reinar». El ensayo niega la existencia de Ucrania como nación independiente.
El 30 de noviembre de 2021, Putin declaró que una ampliación de la OTAN hacía Ucrania sería una cuestión de «línea roja» para Rusia. El Kremlin negó repetidamente que tuviera planes de invadir Ucrania, y el propio Putin desestimó esos temores calificándolos de «alarmistas». El 21 de febrero de 2022, Putin firmó un decreto reconociendo a las dos autoproclamadas repúblicas separatistas del Dombás como estados independientes y pronunció un discurso sobre los acontecimientos en Ucrania.
Putin fue persuadido de invadir Ucrania por un pequeño grupo de sus colaboradores más cercanos, especialmente Nikolái Pátrushev, Yury Kovalchuk y Aleksandr Bórtnikov. Según fuentes cercanas al Kremlin, la mayoría de los asesores y asociados de Putin se opusieron a la invasión, pero Putin los ignoró. La invasión de Ucrania se había estado planeado desde hacía casi un año.

#### Invasión a gran escala
El 24 de febrero, Putin anunció en un discurso televisado una «operación militar especial» en Ucrania, lanzando una invasión a gran escala del país. Citando un propósito de «desnazificación», afirmó que estaba haciendo esto para proteger a las personas en la región predominantemente de habla rusa del Dombás que, según Putin, enfrentaron «humillación y genocidio» por parte de Ucrania durante ocho años. Minutos después del discurso, lanzó una invasión a gran escala para hacerse con el control del resto del país y derrocar al gobierno electo con el pretexto de que estaba dirigido por nazis.
La invasión de Rusia fue recibida con la condena internacional. Se impusieron ampliamente sanciones internacionales contra Rusia, incluso contra Putin personalmente. La invasión también dio lugar a numerosos llamamientos para que se procesara a Putin con cargos de crímenes de guerra. La Corte Penal Internacional (CPI) declaró que investigaría la posibilidad de crímenes de guerra en Ucrania desde finales de 2013, y Estados Unidos se comprometió a ayudar a la CPI a procesar a Putin y a otros por crímenes de guerra cometidos durante la invasión de Ucrania. En respuesta a estas condenas, Putin puso en alerta máxima a las unidades de disuasión nuclear de las Fuerzas de Cohetes Estratégicos. A principios de marzo, las agencias de inteligencia estadounidenses determinaron que Putin estaba «frustrado» por el lento progreso debido a una defensa ucraniana inesperadamente fuerte.
El 4 de marzo, Putin promulgó un proyecto de ley que introducía penas de prisión de hasta 15 años para quienes publiquen «información a sabiendas falsa» sobre el ejército ruso y sus operaciones, lo que llevó a algunos medios de comunicación en Rusia a dejar de informar sobre Ucrania. El 7 de marzo, como condición para poner fin a la invasión, el Kremlin exigió la neutralidad de Ucrania, el reconocimiento de Crimea como territorio ruso y el reconocimiento de las autoproclamadas repúblicas de Donetsk y Lugansk como estados independientes. El 16 de marzo, Putin lanzó una advertencia a los «traidores» rusos a quienes, según dijo, Occidente quería utilizar como «quinta columna» para destruir Rusia. Tras la invasión de Ucrania en 2022, la crisis demográfica de largo plazo de Rusia se profundizó debido a la emigración, las menores tasas de fertilidad y las víctimas relacionadas con la guerra.
Ya el 25 de marzo, la Oficina del Alto Comisionado de Derechos Humanos de la ONU informó que Putin había ordenado una política de «secuestro», mediante la cual los ciudadanos ucranianos que no cooperarán con la toma rusa de su tierra natal fueran victimizados por agentes del SFS. El 28 de marzo, el presidente ucraniano, Volodímir Zelenski, dijo que estaba «99,9 por ciento seguro» de que Putin pensaba que los ucranianos recibirían a las fuerzas invasoras con «flores y sonrisas», mientras abría la puerta a negociaciones sobre la oferta de que Ucrania sería en adelante un Estado miembro del movimiento de países no alineados.
El 21 de septiembre, Putin anunció una movilización parcial, tras una exitosa contraofensiva ucraniana en Járkov y el anuncio de referendos de anexión en la Ucrania ocupada por Rusia.

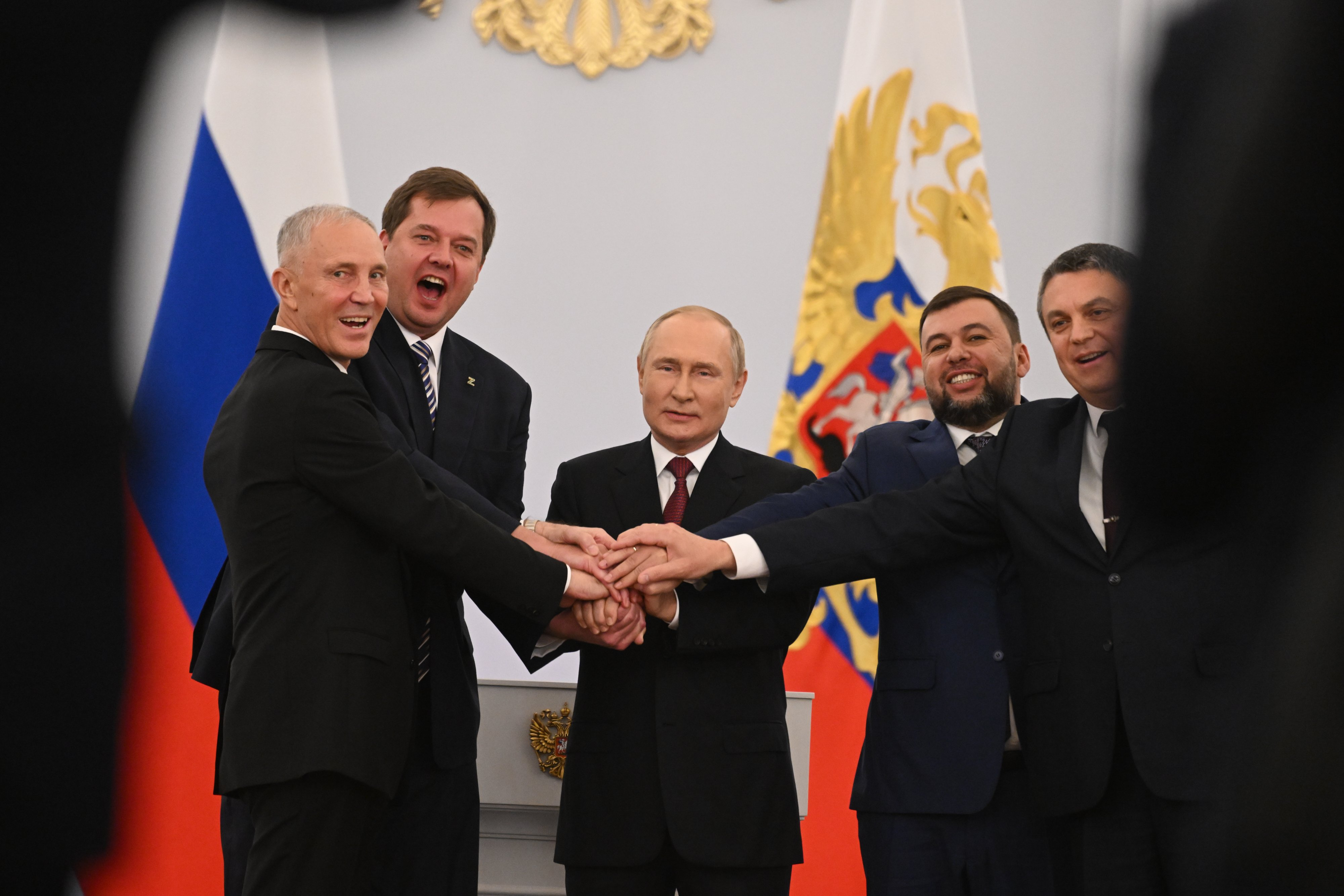
Putin reunido con los líderes de las Repúblicas Populares de Donetsk y Lugansk y los óblasts de Jersón y Zaporiyia después de firmar sus anexiones a Rusia.

El 30 de septiembre, Putin firmó decretos que anexaron las provincias de Donetsk, Lugansk, Zaporoye y Jersón de Ucrania a la Federación de Rusia. Las anexiones no son reconocidas por la comunidad internacional y son ilegales según el derecho internacional. El 11 de noviembre del mismo año, Ucrania liberó Jersón.
En diciembre de 2022, dijo que una guerra contra Ucrania podría ser un «proceso largo». Cientos de miles de personas han muerto en la guerra ruso-ucraniana desde febrero de 2022. En enero de 2023, Putin citó el reconocimiento de la soberanía de Rusia sobre los territorios anexados como condición para las conversaciones de paz con Ucrania.
Del 20 al 22 de marzo de 2023, el presidente chino, Xi Jinping, visitó Rusia y se reunió con Vladímir Putin, tanto a título oficial como no oficial. Fue la primera reunión internacional de Vladímir Putin desde que la Corte Penal Internacional emitiera una orden de arresto en su contra.

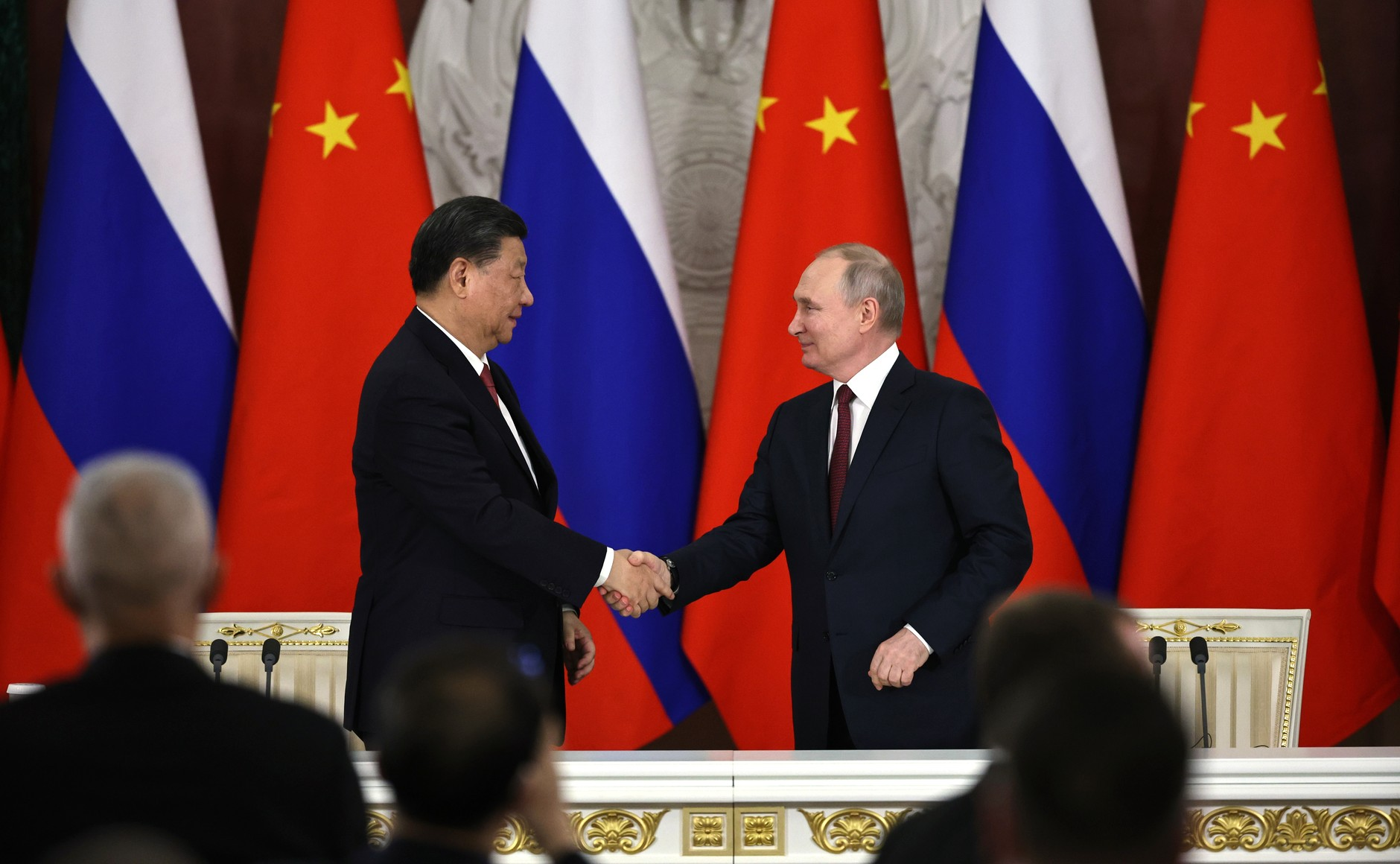
Putin dando la bienvenida al presidente chino Xi Jinping en Moscú, el 21 de marzo de 2023.

En mayo de 2023, Sudáfrica anunció que otorgaría inmunidad diplomática a Vladímir Putin para asistir a la 15.ª Cumbre de los BRICS en Johannesburgo a pesar de la orden de arresto de la CPI. En julio de 2023, el presidente sudafricano, Cyril Ramaphosa, anunció que Putin no asistiría a la cumbre «de mutuo acuerdo» y que, en cambio, enviaría al ministro de Asuntos Exteriores, Serguéi Lavrov.

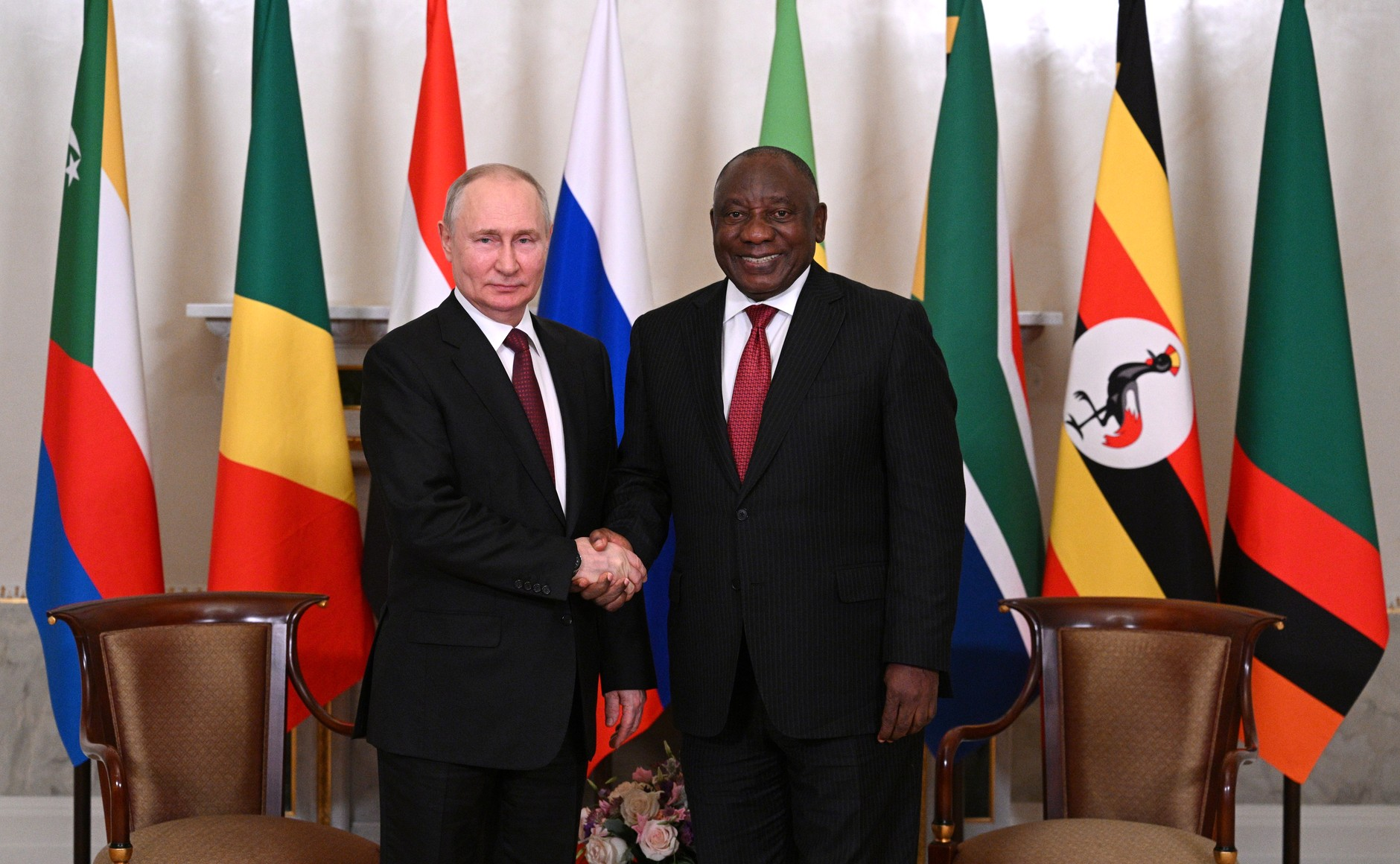
Putin con el presidente sudafricano Cyril Ramaphosa en San Petersburgo el 17 de junio de 2023.

En julio de 2023, Putin amenazó con tomar «medidas recíprocas» si Ucrania utilizaba municiones de racimo suministradas por Estados Unidos durante una contraofensiva ucraniana contra las fuerzas rusas en el sureste de la Ucrania ocupada. El 17 de julio de 2023, Putin se retiró de un acuerdo que permitía a Ucrania exportar cereales a través del Mar Negro a pesar del bloqueo en tiempos de guerra, con el riesgo de profundizar la crisis alimentaria mundial y enemistarse con los países neutrales del Sur Global.
Los días 27 y 28 de julio, Putin fue anfitrión de la Cumbre Rusia-África de 2023 en San Petersburgo, a la que asistieron delegaciones de más de 40 países africanos.
En agosto de 2023, el número total de soldados rusos y ucranianos muertos o heridos durante la invasión rusa de Ucrania era de casi 500 000.
Putin condenó el ataque de 2023 contra Israel liderado por Hamás que desató la guerra de Gaza y dijo que Israel tenía derecho a defenderse, pero también criticó la respuesta de Israel y dijo que Israel no debería «asediar» la Franja de Gaza de la «misma manera que la Alemania nazi asedió Leningrado». Putin sugirió que Rusia podría ser un mediador en el conflicto. Putin culpó de la guerra a la fallida política exterior de Estados Unidos en el Medio Oriente y expresó preocupación por el sufrimiento de los niños palestinos en la Franja de Gaza. En una llamada de diciembre de 2023 entre el primer ministro israelí Benjamín Netanyahu y Putin, Netanyahu expresó su descontento por la conducta de Rusia en las Naciones Unidas y describió sus crecientes vínculos con Irán como peligrosos.
El 22 de noviembre de 2023, Putin afirmó que Rusia siempre estaba «lista para entablar conversaciones» para poner fin a la «tragedia» de la guerra en Ucrania, y acusó a los dirigentes ucranianos de rechazar las conversaciones de paz con Rusia. Sin embargo, el 14 de diciembre de 2023, Putin dijo que «sólo habrá paz en Ucrania cuando logremos nuestros objetivos», que según dijo son «la desnazificación, la desmilitarización y un estatus neutral» de Ucrania. El 23 de diciembre de 2023, The New York Times informó que Putin habría estado indicando a través de intermediarios desde al menos septiembre de 2022 que «está abierto a un alto el fuego que congele los combates en las líneas actuales».

#### Orden de arresto de la CPI

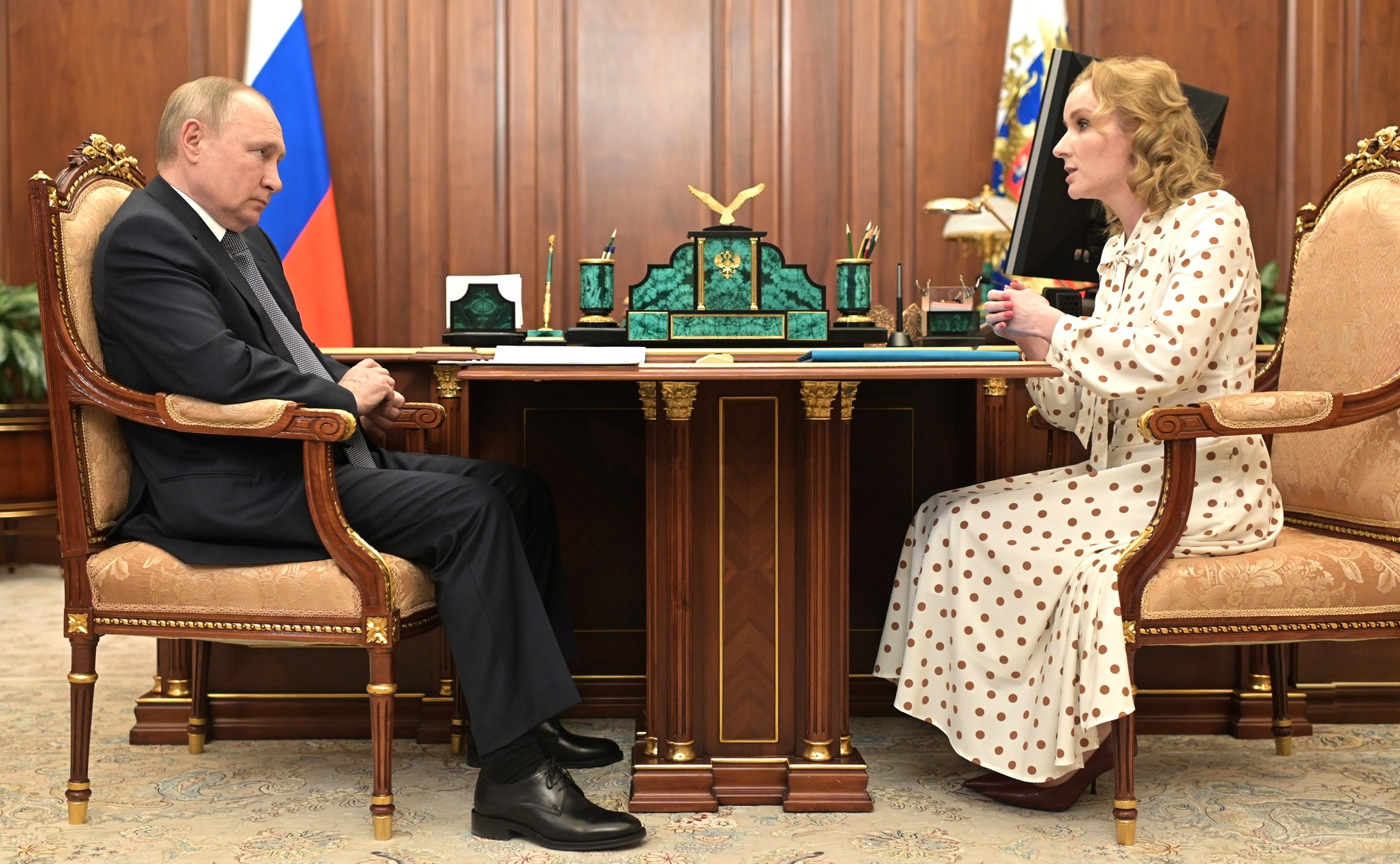
Putin en una reunión con María Lvova-Belova en el Kremlin en 2022

El 17 de marzo de 2023, la Corte Penal Internacional emitió una orden de arresto contra Putin, alegando que Putin tenía responsabilidad penal en la deportación ilegal y el traslado de niños de Ucrania a Rusia durante la invasión rusa de Ucrania.
Era la primera vez que la CPI emitía una orden de arresto contra el jefe de Estado de uno de los cinco miembros permanentes del Consejo de Seguridad de las Naciones Unidas (las cinco principales potencias nucleares del mundo).
Al mismo tiempo, la CPI emitió una orden de arresto contra María Lvova-Belova, Comisionada para los Derechos del Niño de la Oficina del Presidente de la Federación Rusa. Ambos están acusados de:

...el crimen de guerra de deportación ilegal de población (niños) y el de traslado ilegal de población (niños) de zonas ocupadas de Ucrania a la Federación de Rusia,

...por su publicitado programa, desde el 24 de febrero de 2022, de deportaciones forzosas de miles de niños ucranianos no acompañados a Rusia, desde zonas del este de Ucrania bajo control ruso.

Rusia ha sostenido que las deportaciones fueron esfuerzos humanitarios para proteger a los huérfanos y otros niños abandonados en la región en conflicto.

#### Rebelión de Wagner

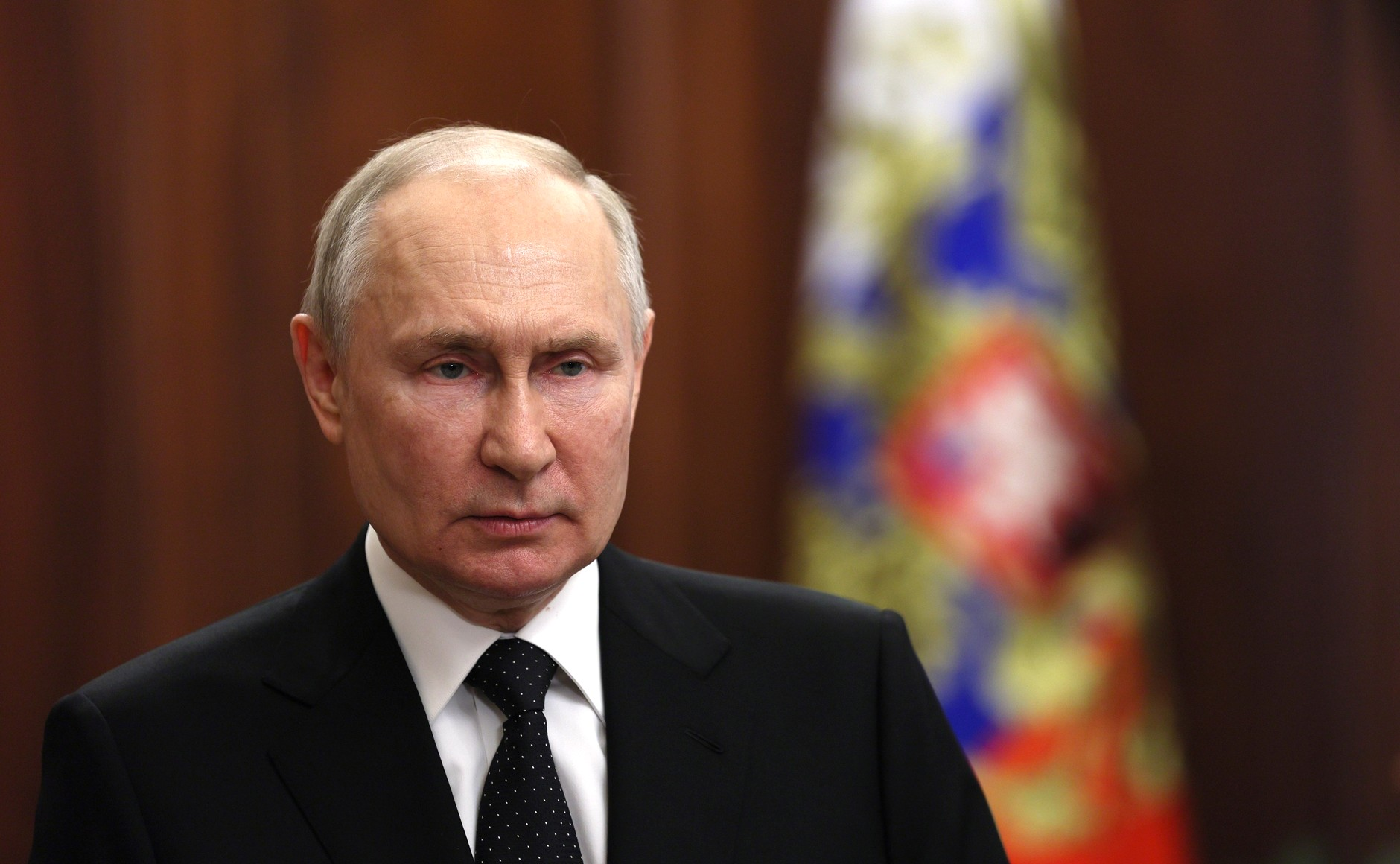
Putin pronunciando un discurso al pueblo ruso sobre la rebelión del Grupo Wagner de la empresa militar privada de Yevgueni Prigozhin el 24 de junio de 2023.

El 23 de junio de 2023, el Grupo Wagner, una organización paramilitar rusa, se rebeló contra el gobierno de Rusia. La revuelta surgió en medio de crecientes tensiones entre el Ministerio de Defensa ruso y Yevgueni Prigozhin, el líder de Wagner.
Prigozhin justificó la rebelión como una respuesta a un presunto ataque a sus fuerzas por parte del ministerio. Descartó como falsa la justificación del gobierno para invadir Ucrania, culpó al ministro de Defensa, Serguéi Shoigú, por las deficiencias militares del país, y lo acusó de librar la guerra en beneficio de los oligarcas rusos. En un discurso televisado el 24 de junio, el presidente ruso Vladímir Putin denunció las acciones de Wagner como traición y prometió sofocar la rebelión.
Las fuerzas de Prigozhin tomaron el control de Rostov del Don y del cuartel general del Distrito Militar del Sur y avanzaron hacia Moscú en una columna blindada. Tras negociaciones con el presidente bielorruso Aleksandr Lukashenko, Prigozhin acordó dimitir y, a última hora del 24 de junio, comenzó a retirarse de Rostov del Don.
El 23 de agosto de 2023, exactamente dos meses después de la rebelión, Prigozhin murió junto con otras nueve personas cuando el avión comercial donde viajaban se estrelló en el Óblast de Tver, al norte de Moscú. La inteligencia occidental informó que el accidente probablemente fue causado por una explosión a bordo, y se sospecha ampliamente que el Estado ruso estuvo involucrado.

### 2024-presente: quinto mandato presidencial
Las elecciones presidenciales de Rusia de 2024 se llevaron a cabo los días 15 al 17 de marzo de ese año. En dicha elección, Putin ganó con el 88% de los votos, convirtiéndose en el mayor porcentaje de victoria obtenido en una elección presidencial desde la disolución de la Unión Soviética. La fecha de toma de posesión se llevó a cabo el 7 de mayo de 2024 y se espera que su quinto mandato termine en 2030.

## Políticas internas
Las políticas internas de Putin, particularmente al principio de su primera presidencia, tenían como objetivo crear una estructura de poder vertical. El 13 de mayo de 2000, emitió un decreto organizando los 89 sujetos federales de Rusia en siete distritos federales administrativos y nombró un enviado presidencial responsable de cada uno de esos distritos (cuyo título oficial es Representante Plenipotenciario).

En mayo de 2000, Putin introdujo siete distritos federales con fines administrativos. En enero de 2010, el 8.º Distrito Federal del Cáucaso Norte (mostrado aquí en morado) se separó del Distrito Federal Sur. En marzo de 2014, se formó el nuevo Distrito Federal de Crimea 9 después de la anexión de Crimea por parte de la Federación Rusa. En julio de 2016 se incorporó al Distrito Federal Sur.

Según Stephen White, bajo la presidencia de Putin, Rusia dejó en claro que no tenía intención de establecer una «segunda edición» del sistema político estadounidense o británico, sino más bien un sistema más cercano a las propias tradiciones y circunstancias de Rusia. Algunos comentaristas han descrito la administración de Putin como una "democracia soberana". Según los defensores de esa descripción (principalmente Vladislav Surkov), las acciones y políticas del gobierno deben, ante todo, gozar del apoyo popular dentro de la propia Rusia y no ser dirigidas o influenciadas desde fuera del país.
El economista sueco Anders Åslund caracteriza la práctica del sistema como gestión manual, comentando: «Después de que Putin reanudó su presidencia en 2012, su gobierno se describe mejor como 'gestión manual', como les gusta decir a los rusos. Putin hace lo que quiere, con poca consideración de las consecuencias con una advertencia importante. Durante la crisis financiera rusa de agosto de 1998, Putin aprendió que las crisis financieras son políticamente desestabilizadoras y deben evitarse a toda costa. Por lo tanto, se preocupa por la estabilidad financiera».
El período posterior a 2012 también fue testigo de protestas masivas contra supuestos fraudes en las elecciones, la censura y la limitación del derecho de reunión. En julio de 2000, según una ley propuesta por Putin y aprobada por la Asamblea Federal de Rusia, Putin obtuvo el derecho a destituir a los jefes de los 89 sujetos federales. En 2004, la elección directa de esos jefes (generalmente llamados "gobernadores") por voto popular fue reemplazada por un sistema en el que serían nominados por el presidente y aprobados o desaprobados por las legislaturas regionales. Putin vio esto como una medida necesaria para detener las tendencias separatistas y deshacerse de los gobernadores que estaban conectados con el crimen organizado. Esta y otras acciones gubernamentales realizadas bajo la presidencia de Putin han sido criticadas por muchos medios de comunicación rusos independientes y comentaristas occidentales como antidemocráticas. En 2012, según lo propuesto por el sucesor de Putin, Dmitri Medvédev, se reintrodujo la elección directa de gobernadores.
Durante su primer mandato, Putin se opuso a algunos de los oligarcas empresariales de la era de Yeltsin, así como a sus oponentes políticos, lo que resultó en el exilio o encarcelamiento de personas como Borís Berezovski, Vladimir Gusinsky y Mijaíl Jodorkovski; otros oligarcas como Román Abramóvich y Arkady Rotenberg son amigos y aliados de Putin. Putin logró codificar la ley de tierras y la ley tributaria y promulgó nuevos códigos sobre derecho laboral, administrativo, penal, comercial y procesal civil. Bajo la presidencia de Medvédev, el gobierno de Putin implementó algunas reformas clave en el área de la seguridad del estado, la reforma policial rusa y la reforma militar rusa.

### Políticas económicas, industriales y energéticas

PIB ruso desde el final de la Unión Soviética (más allá de 2014 son previsiones).

Sergey Guriyev, al hablar de la política económica de Putin, la dividió en cuatro períodos distintos: los años de "reforma" de su primer mandato (1999-2003); los años "estatistas" de su segundo mandato (2004 - la primera mitad de 2008); la crisis económica mundial y la recuperación (la segunda mitad de 2008-2013); y la guerra ruso-ucraniana, el creciente aislamiento de Rusia de la economía global y el estancamiento (2014-presente).
En 2000, Putin lanzó el "Programa para el Desarrollo Socioeconómico de la Federación Rusa para el Período 2000-2010", pero fue abandonado en 2008 cuando estaba completado en un 30%. Impulsado por el auge de las materias primas de la década de 2000, incluidos los precios récord del petróleo, bajo la administración de Putin de 2000 a 2016, un aumento en los ingresos en términos de USD fue 4,5 veces. Durante los primeros ocho años de Putin en el cargo, la industria creció sustancialmente, al igual que la producción, la construcción, los ingresos reales, el crédito y la clase media. Un fondo para los ingresos del petróleo permitió a Rusia pagar todas las deudas de la Unión Soviética en 2005. Rusia se adhirió a la Organización Mundial del Comercio el 22 de agosto de 2012.
En 2006, Putin lanzó un programa de consolidación de la industria para reunir a las principales empresas productoras de aviones bajo una sola organización paraguas, Corporación Aeronáutica Unida (CAU). En septiembre de 2020, el director general de la CAU anunció que la CAU recibirá el mayor paquete de apoyo del gobierno postsoviético para la industria aeronáutica a fin de pagar y renegociar la deuda.
En 2014, Putin firmó un acuerdo para suministrar a China 38 000 millones de metros cúbicos de gas natural al año. Poder de Siberia, que Putin ha llamado el "proyecto de construcción más grande del mundo", se lanzó en 2019 y se espera que continúe durante 30 años a un costo final para China de $400 mil millones. La crisis financiera en curso comenzó en la segunda mitad de 2014 cuando el rublo ruso colapsó debido a la caída del precio del petróleo y las sanciones internacionales contra Rusia. Estos eventos, a su vez, provocaron la pérdida de la confianza de los inversores y la fuga de capitales, aunque también se ha argumentado que las sanciones tuvieron poco o ningún efecto en la economía de Rusia. En 2014, el Proyecto de Informes sobre Corrupción y Crimen Organizado nombró a Putin su Persona del Año por fomentar la corrupción y el crimen organizado.
Según Meduza, Putin ha pronosticado desde 2007 en varias ocasiones que Rusia se convertirá en una de las cinco economías más grandes del mundo. En 2013, dijo que Rusia era una de las cinco economías más grandes en términos de producto interno bruto, pero aún estaba rezagada con respecto a otros países en indicadores como la productividad laboral.

### Política de medio ambiente
En 2004, Putin firmó el tratado del Protocolo de Kioto diseñado para reducir las emisiones de gases de efecto invernadero. Sin embargo, Rusia no enfrentó recortes obligatorios, porque el Protocolo de Kioto limita las emisiones a un porcentaje de aumento o disminución de los niveles de 1990 y las emisiones de gases de efecto invernadero de Rusia cayeron muy por debajo de la referencia de 1990 debido a una caída en la producción económica después de la disolución de la Unión Soviética.
Putin supervisa personalmente una serie de programas de protección para animales raros y en peligro de extinción en Rusia, como el tigre de Amur, la ballena blanca, el oso polar, y el leopardo de las nieves.

### Política religiosa

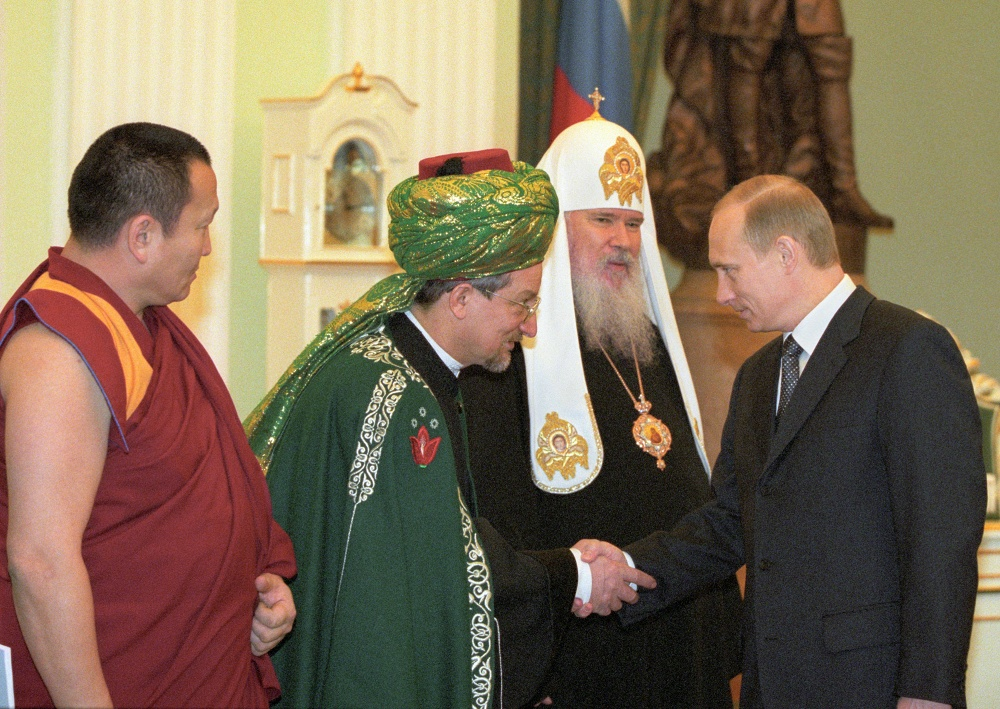
Putin con líderes religiosos de Rusia, febrero de 2001.

Putin asiste regularmente a los servicios más importantes de la Iglesia Ortodoxa rusa en los principales días festivos y ha establecido una buena relación con los patriarcas de la Iglesia rusa, el difunto Alejo II de Moscú y el actual Cirilo de Moscú. Como presidente, Putin participó personalmente activamente en la promoción del Acta de Comunión Canónica con el Patriarcado de Moscú, firmada el 17 de mayo de 2007, que restableció las relaciones entre la Iglesia Ortodoxa rusa con sede en Moscú y la Iglesia Ortodoxa rusa fuera de Rusia después del cisma de 80 años.
Bajo Putin, la Federación Hasídica de Comunidades Judías de Rusia se volvió cada vez más influyente dentro de la comunidad judía, en parte debido a la influencia de los empresarios que apoyaban a la Federación mediada a través de sus alianzas con Putin, en particular Lev Leváyev y Román Abramóvich. Según la Agencia Telegráfica Judía, Putin es popular entre la comunidad judía rusa, que lo ve como una fuerza de estabilidad. El rabino principal de Rusia, Berel Lazar, dijo que Putin "prestó gran atención a las necesidades de nuestra comunidad y se relacionó con nosotros con un profundo respeto". En 2016, Ronald S. Lauder, presidente del Congreso Judío Mundial, también elogió a Putin por hacer de Rusia "un país donde los judíos son bienvenidos".
Organizaciones de derechos humanos y defensores de la libertad religiosa han criticado el estado de la libertad religiosa en Rusia. En 2016, Putin supervisó la aprobación de una legislación que prohibía la actividad misionera en Rusia. Los grupos minoritarios religiosos no violentos han sido reprimidos por las leyes contra el extremismo, especialmente los testigos de Jehová.

### Desarrollo militar

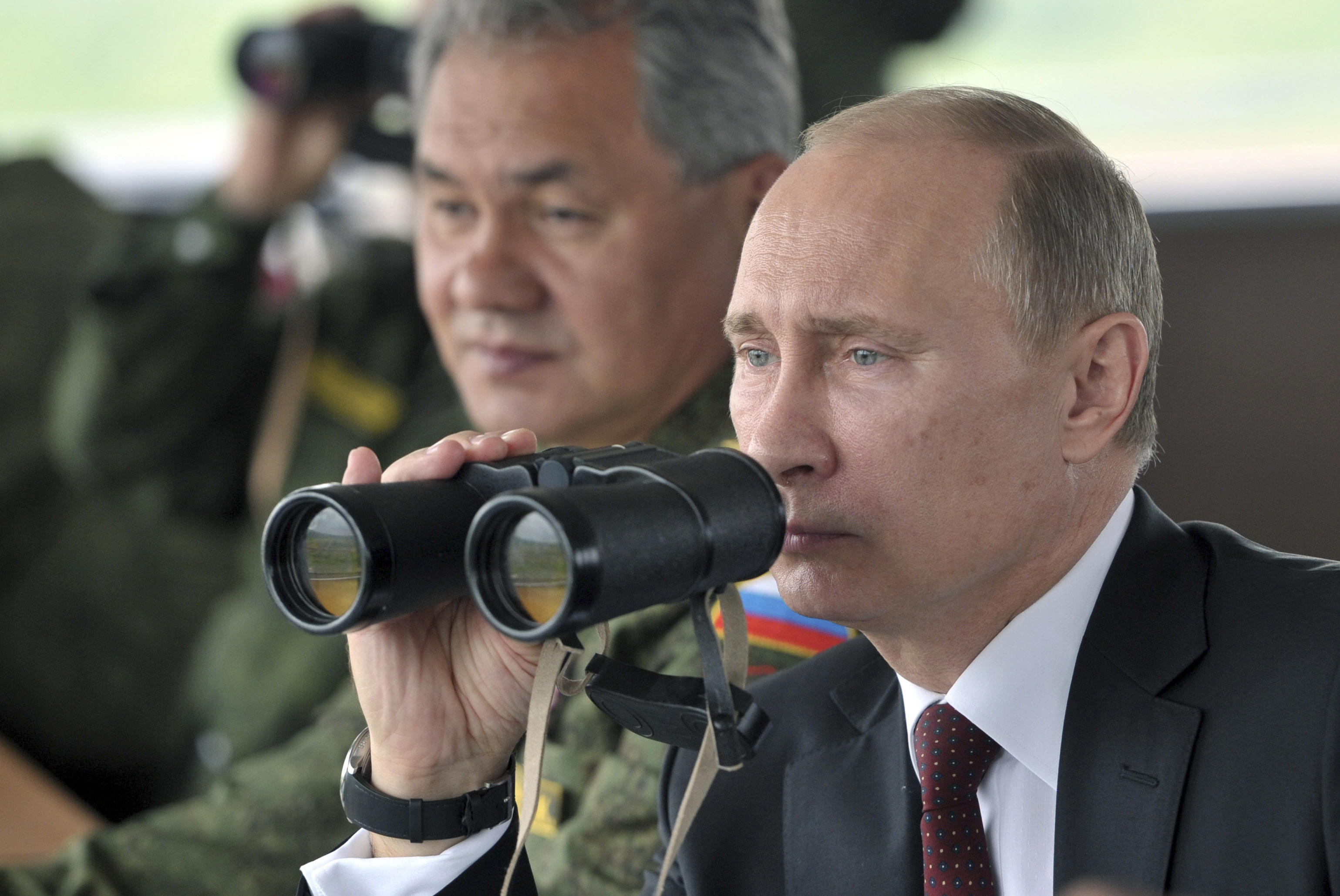
Putin con el ministro de defensa de Rusia, el general del ejército Serguéi Shoigú, en el Distrito Militar del Este, 2013.

La reanudación de los vuelos de larga distancia de los bombarderos estratégicos de Rusia fue seguida por el anuncio del ministro de Defensa ruso, Anatoli Serdiukov, durante su reunión con Putin el 5 de diciembre de 2007, de que 11 barcos, incluido el portaaviones Kuznetsov, participarían en la primera gran incursión de la Armada en el Mediterráneo desde la época soviética.
Si bien desde principios de la década de 2000, Rusia comenzó a invertir más dinero en su industria militar y de defensa, fue solo en 2008 cuando comenzó la reforma militar rusa a gran escala, con el objetivo de modernizar las Fuerzas Armadas rusas y hacerlas significativamente más efectivas. La reforma fue llevada a cabo en gran medida por el ministro de Defensa Serdiukov durante la presidencia de Medvédev, bajo la supervisión tanto de Putin, como jefe de Gobierno, como de Medvédev, como comandante en jefe de las Fuerzas Armadas rusas. Los elementos clave de la reforma incluyeron la reducción de las fuerzas armadas a un millón; reducir el número de oficiales; centralizar el entrenamiento de oficiales de 65 escuelas militares en 10 centros de entrenamiento militar 'sistémicos'; crear un cuerpo de suboficiales profesionales; reducir el tamaño del comando central; introducir más logística civil y personal auxiliar; eliminación de formaciones de fuerza de cuadros; reorganizar las reservas; reorganizar el ejército en un sistema de brigadas y reorganizar las fuerzas aéreas en un sistema de bases aéreas en lugar de regimientos.
Según el Kremlin, Putin se embarcó en la construcción de las capacidades nucleares de Rusia debido a la decisión unilateral del presidente estadounidense George W. Bush de retirarse del Tratado de Misiles Antibalísticos de 1972. Para contrarrestar lo que Putin ve como el objetivo de Estados Unidos de socavar la disuasión nuclear estratégica de Rusia, Moscú se ha embarcado en un programa para desarrollar nuevas armas capaces de derrotar cualquier nuevo sistema estadounidense de defensa o intercepción de misiles balísticos. Algunos analistas creen que esta estrategia nuclear bajo Putin ha llevado a Rusia a violar el Tratado sobre Fuerzas Nucleares de Rango Intermedio de 1987. En consecuencia, el presidente de EE. UU., Donald Trump, anunció que EE. UU. ya no se consideraría obligado por las disposiciones del tratado, lo que aumentó las tensiones nucleares entre las dos potencias. Esto llevó a Putin a afirmar que Rusia no sería el que iniciaría un conflicto nuclear sino que "un agresor debe saber que la venganza es inevitable, que será aniquilado y que nosotros seríamos las víctimas de la agresión. Iremos al cielo como mártires".
Putin también ha buscado aumentar los reclamos territoriales rusos en el Ártico y su presencia militar allí. En agosto de 2007, la expedición rusa Arktika 2007, parte de una investigación relacionada con la reivindicación de extensión territorial rusa de 2001, plantó una bandera en el lecho marino del Polo Norte. Tanto los submarinos rusos como las tropas desplegadas en el Ártico han ido en aumento.

### Política de derechos humanos
La ONG Human Rights Watch, con sede en la ciudad de Nueva York, en un informe titulado Leyes de Desgaste, escrito por Hugh Williamson, el director británico de la División de Europa y Asia Central de HRW, ha afirmado que desde mayo de 2012, cuando Putin fue reelegido como presidente, Rusia ha promulgado muchas leyes restrictivas, inició inspecciones de organizaciones no gubernamentales, hostigó, intimidó y encarceló a activistas políticos y comenzó a restringir a los críticos. Las nuevas leyes incluyen la ley de "agentes extranjeros", que se considera demasiado amplia al incluir organizaciones rusas de derechos humanos que reciben algunas subvenciones internacionales, la ley de traición y la ley de asamblea que penaliza muchas expresiones de disidencia. Los activistas de derechos humanos han criticado a Rusia por censurar el discurso de los activistas LGBT debido a la "ley de propaganda gay" y al aumento de la violencia contra las personas LGBT+ supuestamente causada por la ley.

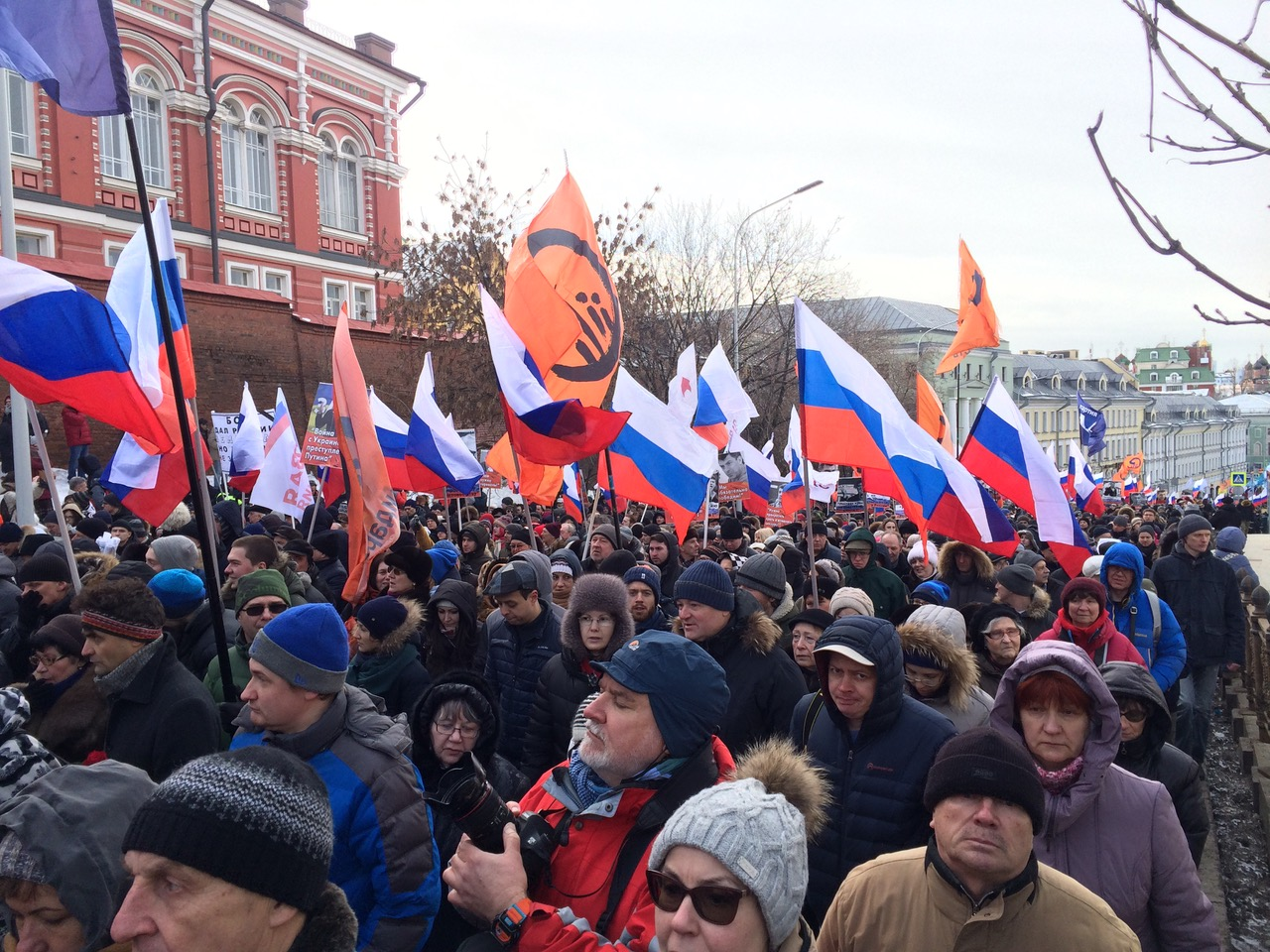
Protesta de la oposición rusa en Moscú, 26 de febrero de 2017.

En 2020, Putin firmó una ley para etiquetar a las personas y organizaciones que reciben fondos del extranjero como "agentes extranjeros". La ley es una ampliación de la legislación sobre "agentes extranjeros" adoptada en 2012.
En junio de 2020, según el Memorial Human Rights Center, había 380 presos políticos en Rusia, incluidas 63 personas procesadas, directa o indirectamente, por actividades políticas (incluido Alekséi Navalni) y 245 procesadas por su participación en una de las organizaciones musulmanas que son prohibido en Rusia. 78 personas de la lista, es decir, más del 20% del total, son residentes de Crimea.

### Los medios de comunicación
Scott Gehlbach, profesor de Ciencias Políticas en la Universidad de Wisconsin-Madison, ha afirmado que desde 1999, Putin ha castigado sistemáticamente a los periodistas que cuestionan su punto de vista oficial. Maria Lipman, una escritora estadounidense en Foreign Affairs afirma: "La represión que siguió al regreso de Putin al Kremlin en 2012 se extendió a los medios liberales, a los que hasta entonces se les había permitido operar de manera bastante independiente". Internet ha atraído la atención de Putin porque sus críticos han tratado de utilizarlo para desafiar su control de la información. Marian K. Leighton, que trabajó para la CIA como analista soviética en la década de 1980, dice: "Habiendo amordazado a los medios impresos y de difusión de Rusia, Putin centró sus energías en Internet".
Robert W. Orttung y Christopher Walker informaron que Reporteros sin Fronteras, por ejemplo, clasificó a Rusia en el puesto 148 en su lista de 179 países de 2013 en términos de libertad de prensa. Criticó particularmente a Rusia por la represión de la oposición política y el fracaso de a las autoridades a la hora de perseguir enérgicamente y llevar ante la justicia a los criminales que han asesinado a periodistas. Freedom House clasifica a los medios rusos como "no libres", lo que indica que faltan salvaguardias y garantías básicas para los periodistas y las empresas de medios.
A principios de la década de 2000, Putin y su círculo comenzaron a promover la idea en los medios rusos de que son la versión moderna de los zares Románov del siglo XVII que terminaron con el "Tiempo de los Problemas" de Rusia, lo que significa que afirman ser los pacificadores y estabilizadores después de la caída de la Unión Soviética.

### Promoción del conservadurismo

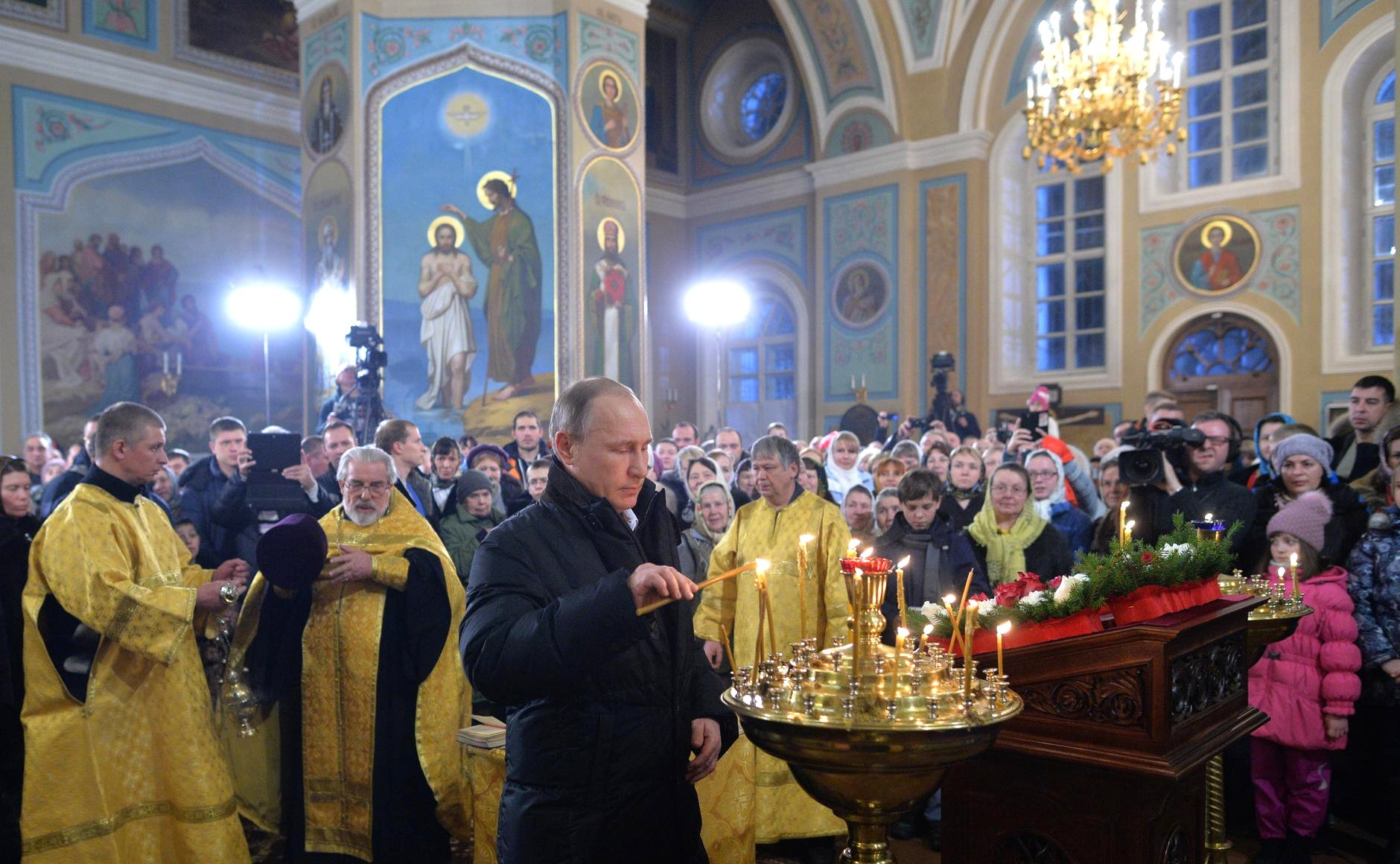
Putin asistiendo a la celebración de la Navidad ortodoxa en el pueblo de Turginovo en el distrito de Kalininsky, Óblast de Tver, el 7 de enero de 2016.

Putin ha promovido políticas explícitamente conservadoras en materia social, cultural y política, tanto en el país como en el exterior. Putin ha atacado el globalismo y el neoliberalismo, y los académicos lo identifican con el conservadurismo ruso. Putin ha promovido nuevos think tanks que reúnen a intelectuales y escritores de ideas afines. Por ejemplo, el Club Izborsky, fundado en 2012 por el periodista conservador de derecha Alexander Prokhanov, enfatiza (i) el nacionalismo ruso, (ii) la restauración de la grandeza histórica de Rusia y (iii) la oposición sistemática a las ideas y políticas liberales. Vladislav Surkov, un alto funcionario del gobierno, ha sido uno de los principales consultores económicos durante la presidencia de Putin.
En asuntos culturales y sociales, Putin ha colaborado estrechamente con la Iglesia ortodoxa rusa. El patriarca Cirilo de Moscú, cabeza de la Iglesia, respaldó su elección en 2012 afirmando que las ideas de Putin eran como "un milagro de Dios". Steven Myers ha dicho: "La iglesia, una vez fuertemente reprimida, había emergido del colapso soviético como una de las instituciones más respetadas ... Ahora Cirilo ha llevado a los fieles directamente a una alianza con el estado".
Mark Woods, ministro de la Unión Bautista de Gran Bretaña y editor colaborador de Christian Today, brinda ejemplos específicos de cómo la Iglesia ha respaldado la expansión del poder ruso en Crimea y el este de Ucrania. Algunos creyentes ortodoxos rusos consideran a Putin un hombre fuerte corrupto y brutal o incluso un tirano. Otros no lo admiran, pero aprecian que exaspere a sus oponentes políticos. Todavía otros aprecian que Putin defiende algunas, aunque no todas, las enseñanzas ortodoxas, ya sea que él mismo crea en ellas o no.
Sobre el aborto, Putin ha dicho: "En el mundo moderno, la decisión depende de la mujer misma". Esto lo puso en desacuerdo con la Iglesia Ortodoxa rusa. En 2020, apoyó los esfuerzos para reducir el número de abortos en lugar de prohibirlos. Putin apoyó el referéndum constitucional ruso de 2020, que aprobó y definió el matrimonio como una relación entre un hombre y una mujer en la Constitución de Rusia.

### Eventos deportivos internacionales

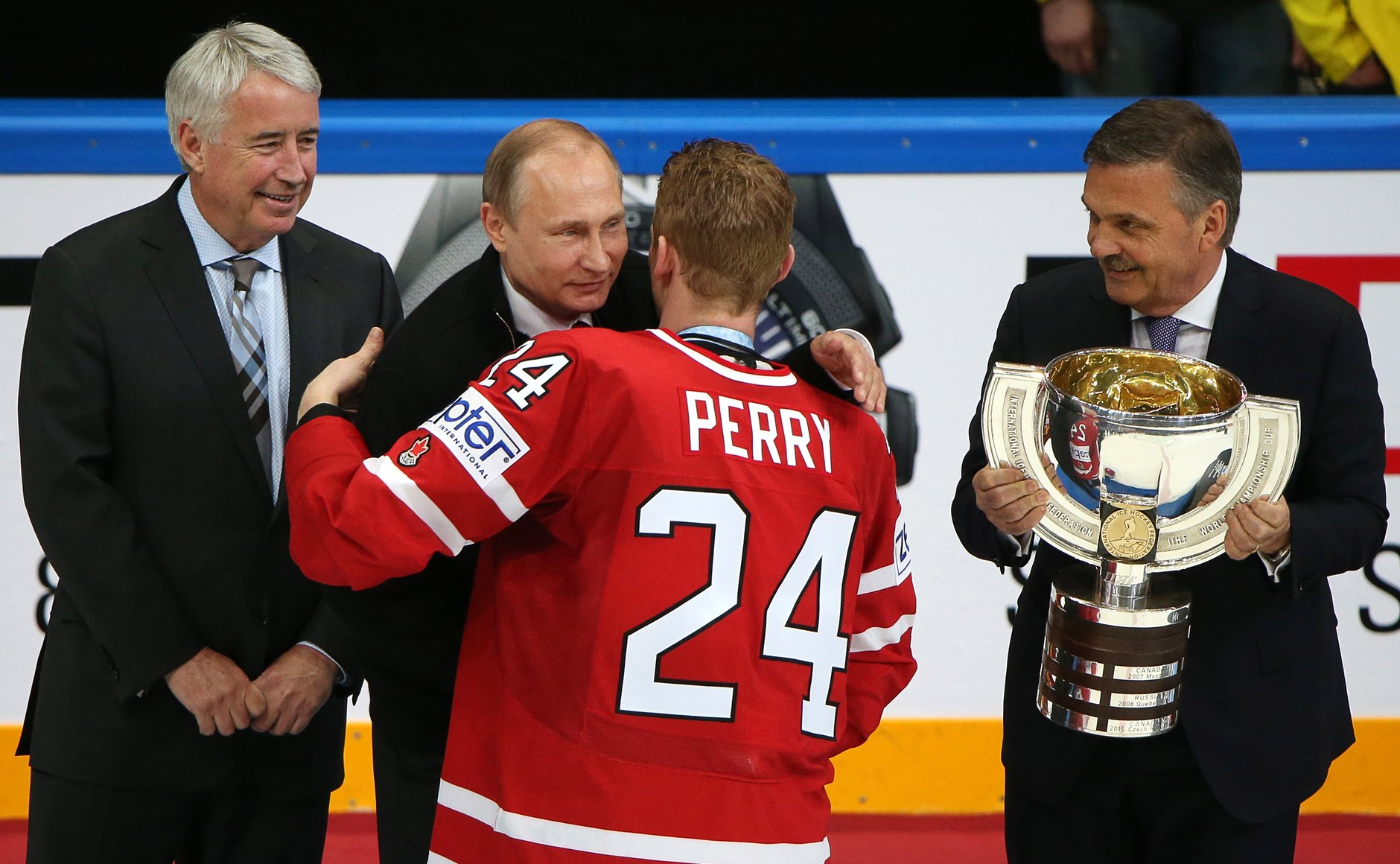
El capitán del equipo nacional de hockey sobre hielo de Canadá, Corey Perry, le da un abrazo a Putin después de ganar la medalla de oro en el Campeonato Mundial de HHM 2016.

En 2007, Putin dirigió un esfuerzo exitoso en nombre de Sochi para los Juegos Olímpicos de Invierno de 2014 y los Juegos Paralímpicos de Invierno de 2014, los primeros Juegos Olímpicos de Invierno organizados por Rusia. En 2008, la ciudad de Kazán ganó la candidatura para la Universiada de Verano de 2013; El 2 de diciembre de 2010, Rusia ganó el derecho a albergar la Copa FIFA Confederaciones 2017 y la Copa Mundial de Fútbol de 2018, también por primera vez en la historia de Rusia. En 2013, Putin declaró que los atletas homosexuales no sufrirían ningún tipo de discriminación en los Juegos Olímpicos de Invierno de Sochi de 2014.

## Política exterior
Leonid Bershidsky analizó la entrevista de Putin con el Financial Times y concluyó: «Putin es un imperialista de la vieja escuela soviética, en lugar de un nacionalista o un racista, y ha cooperado y promovido a personas que se sabe que son homosexuales».
Putin habló favorablemente de la inteligencia artificial en lo que respecta a la política exterior: "La inteligencia artificial es el futuro, no solo para Rusia, sino para toda la humanidad. Viene con oportunidades colosales, pero también amenazas que son difíciles de predecir. Quienquiera que se convierta en el líder en está esfera se convertirá en el gobernante del mundo".

### Asia

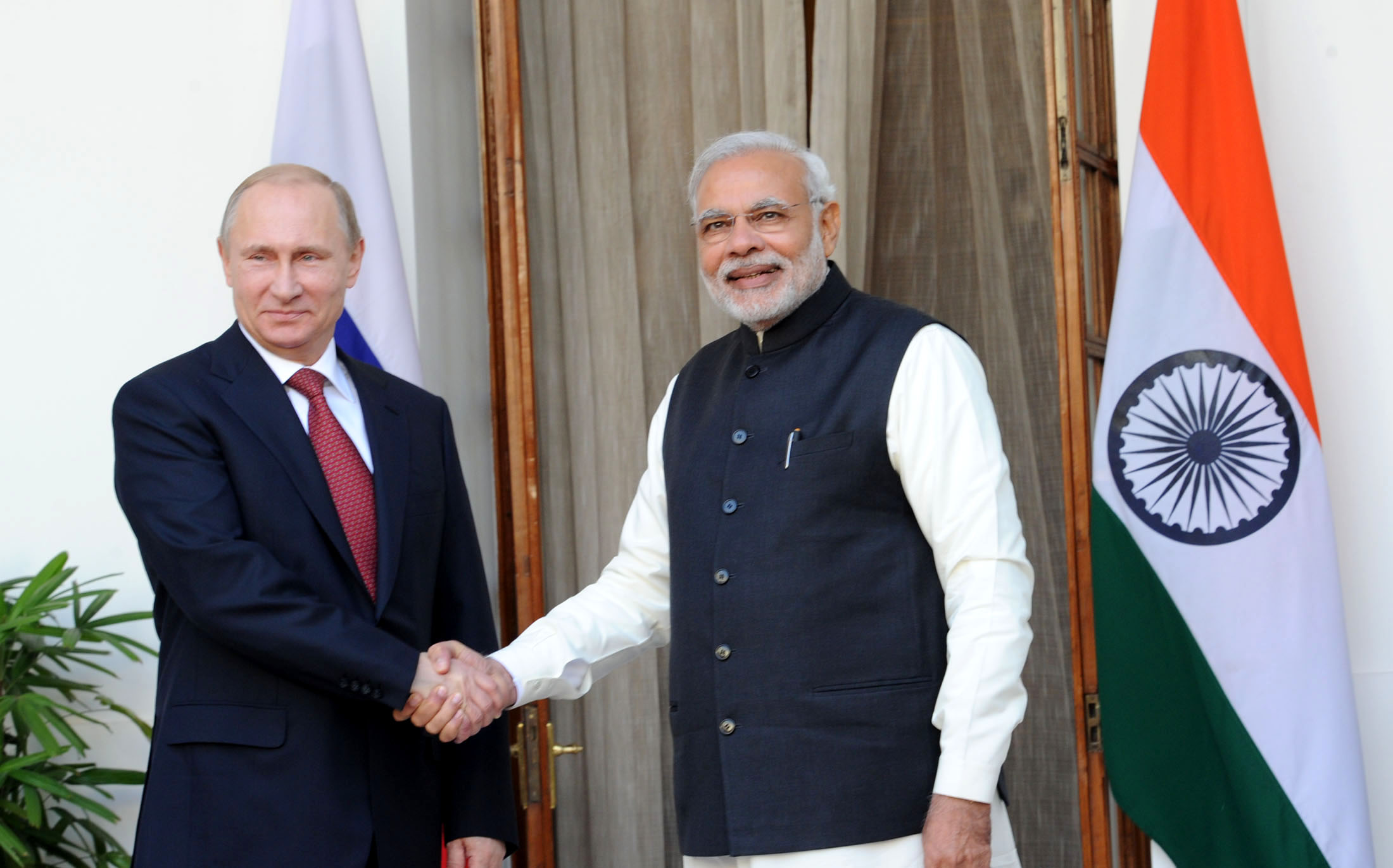
Putin con el primer ministro indio Modi en Nueva Delhi.

En 2012, Putin escribió un artículo en el periódico indio The Hindu, diciendo: "La Declaración de Asociación Estratégica entre India y Rusia firmada en octubre de 2000 se convirtió en un paso verdaderamente histórico". India sigue siendo el mayor cliente de compra de equipo al ejército ruso, y los dos países comparten una relación estratégica y diplomática históricamente fuerte.
Bajo Putin, Rusia ha mantenido relaciones positivas con los estados asiáticos de la OCS y BRICS, que incluyen a China, India, Pakistán y los estados postsoviéticos de Asia Central. En el siglo XXI, las relaciones chino-rusas se han fortalecido significativamente a nivel bilateral y económico: el Tratado de Amistad y la construcción del oleoducto ESPO y el gasoducto Poder de Siberia formaron una "relación especial" entre las dos grandes potencias.
Putin y el primer ministro Shinzō Abe se reunían con frecuencia para discutir las disputas territoriales entre Japón y Rusia. Putin también expresó su voluntad de construir un puente ferroviario entre los dos países. A pesar de la cantidad de reuniones, no se firmó ningún acuerdo antes de la renuncia de Abe en 2020.

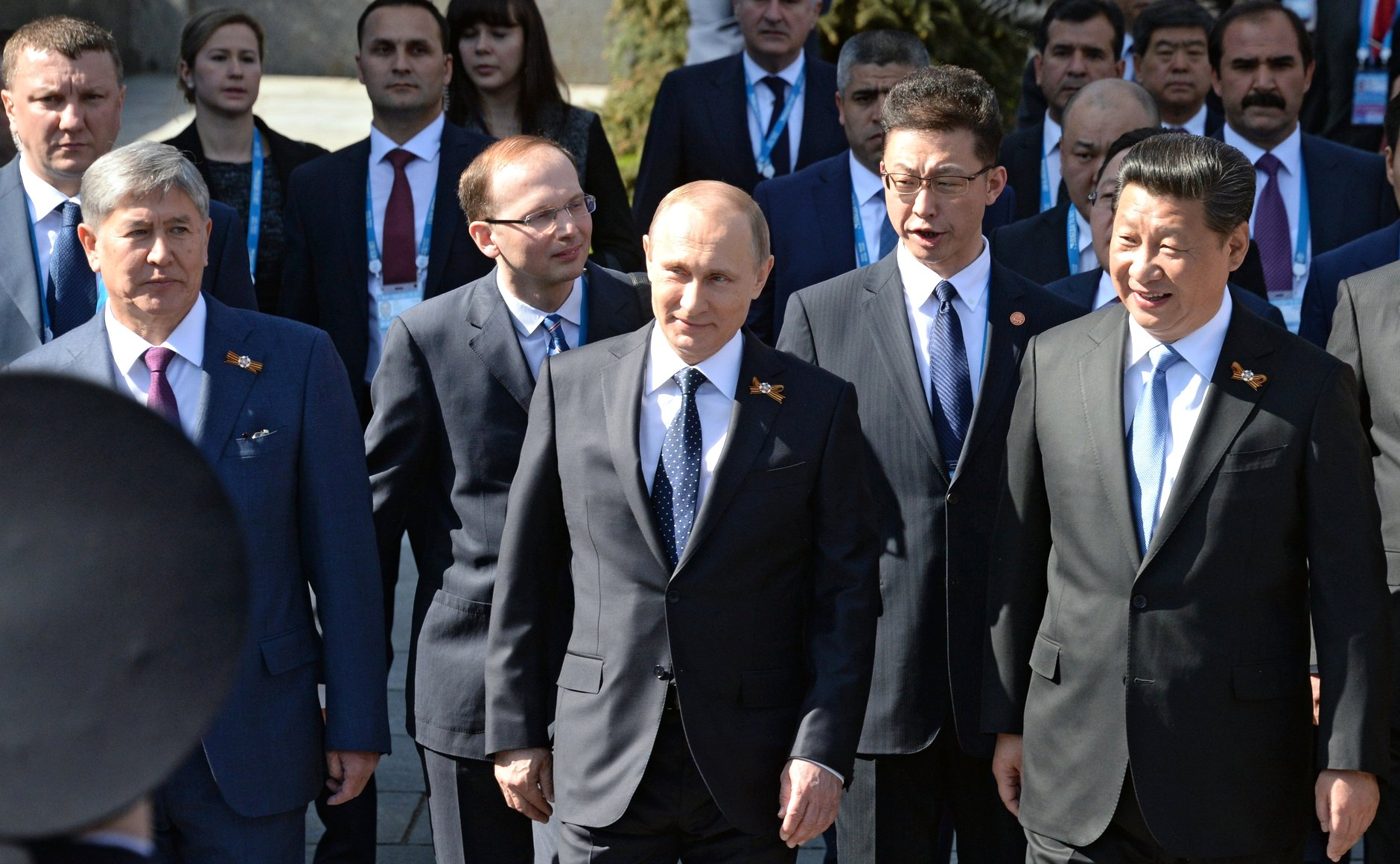
Putin con Xi Jinping durante una visita de estado a Moscú, mayo de 2015.

Putin realizó tres visitas a Mongolia y ha disfrutado de buenas relaciones con su vecino. Putin y su homólogo mongol firmaron un tratado permanente de amistad entre los dos estados en septiembre de 2019, mejorando aún más los intercambios comerciales y culturales. Putin se convirtió en el primer mandatario ruso o soviético en visitar Indonesia en medio siglo en 2007, lo que resultó en la firma de un acuerdo de armas. En otra visita, Putin comentó sobre los lazos de larga data y la amistad entre Rusia e Indonesia. Rusia también ha impulsado las relaciones con Vietnam después de 2011, y con Afganistán en la década de 2010, brindando ayuda militar y económica.
Las relaciones entre Rusia y Filipinas recibieron un impulso en 2016 cuando Putin forjó lazos bilaterales más estrechos con su homólogo filipino, Rodrigo Duterte. Putin también tiene buenas relaciones con Malasia y su entonces primer ministro Mahathir Mohamad, así como con Bangladés, firmando un acuerdo de energía nuclear con la primera ministra de Bangladés, Sheikh Hasina. Putin también se convirtió en el primer dirigente ruso o soviético en visitar Corea del Norte, reuniéndose con Kim Jong-il en julio de 2000, poco después de una visita a Corea del Sur.
Putin criticó la violencia en Birmania contra las minoría rohinyá en 2017. Tras el golpe de Estado de Myanmar de 2021, Rusia se comprometió a impulsar los lazos con el régimen militar de Birmania.

### Estados Unidos, Europa Occidental y la OTAN

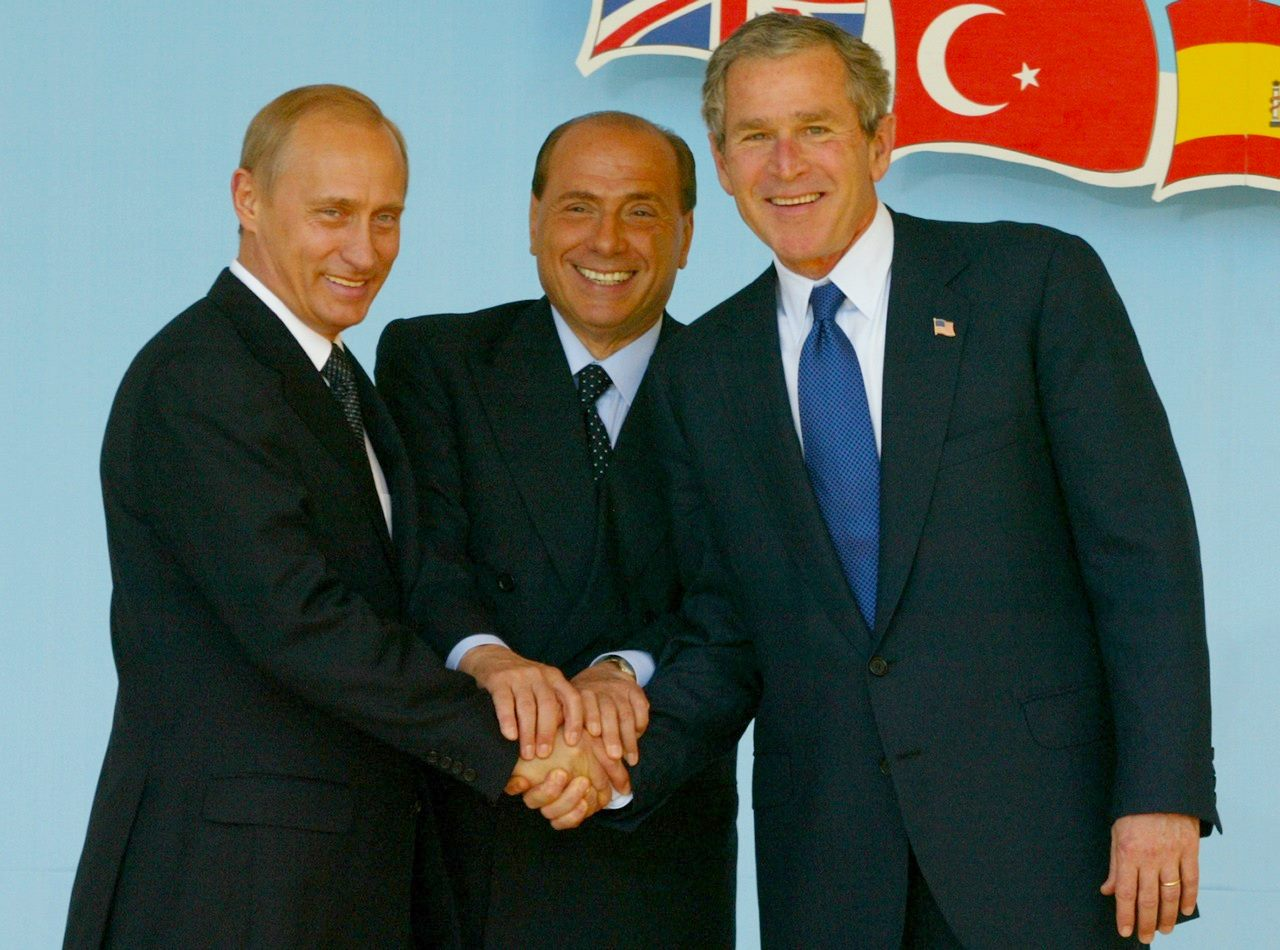
Putin con el primer ministro italiano Silvio Berlusconi y el presidente estadounidense George W. Bush en la reunión del Consejo OTAN-Rusia en Roma el 28 de mayo de 2002.

Bajo Putin, las relaciones de Rusia con la OTAN y Estados Unidos han pasado por varias etapas. Cuando asumió la presidencia por primera vez, las relaciones eran cautelosas, pero después de los ataques del 11 de septiembre, Putin rápidamente apoyó a EE. UU. en la guerra contra el terrorismo y apareció la oportunidad de asociarse. Según Stephen F. Cohen, Estados Unidos "recompensó con una mayor expansión de la OTAN a las fronteras de Rusia y con la retirada unilateral del Tratado de Misiles Antibalísticos de 1972", pero otros señalaron que las solicitudes de nuevos países dispuestos a unirse a la OTAN eran impulsadas principalmente por el comportamiento de Rusia en Chechenia, Transnistria, Abjasia, el golpe de Estado de Yanáyev, así como por los llamamientos para restaurar la URSS en sus fronteras anteriores por parte de destacados políticos rusos.
Desde 2003, cuando Rusia se opuso firmemente a Estados Unidos cuando libró la Guerra de Irak, Putin se distanció cada vez más de Occidente y las relaciones se deterioraron constantemente. Según el erudito sobre Rusia Stephen F. Cohen, la narrativa de los principales medios de comunicación de EE. UU., después de la Casa Blanca, se volvió anti-Putin. En una entrevista con Michael Stürmer, Putin dijo que había tres preguntas que más preocupaban a Rusia y resto de Europa Oriental: a saber, el estatus de Kosovo, el Tratado sobre Fuerzas Armadas Convencionales en Europa y los planes estadounidenses para construir sitios de defensa antimisiles en Polonia y la República Checa, y sugirió que los tres estaban vinculados. Su opinión era que las concesiones de Occidente sobre una de las cuestiones podrían recibir concesiones de Rusia sobre otra.
En una entrevista de enero de 2007, Putin dijo que Rusia estaba a favor de un mundo multipolar democrático y del fortalecimiento de los sistemas de derecho internacional. En febrero de 2007, Putin criticó lo que llamó el dominio monopolístico de Estados Unidos en las relaciones globales y el "hiperuso casi incontenible de la fuerza en las relaciones internacionales". Dijo que el resultado de esto es que "¡nadie se siente seguro! Porque nadie puede sentir que el derecho internacional es como un muro de piedra que los protegerá. Por supuesto, tal política estimula una carrera armamentista". Esto llegó a conocerse como el Discurso de Múnich, y el secretario de la OTAN, Jaap de Hoop Scheffer, calificó el discurso de "decepcionante y nada útil".

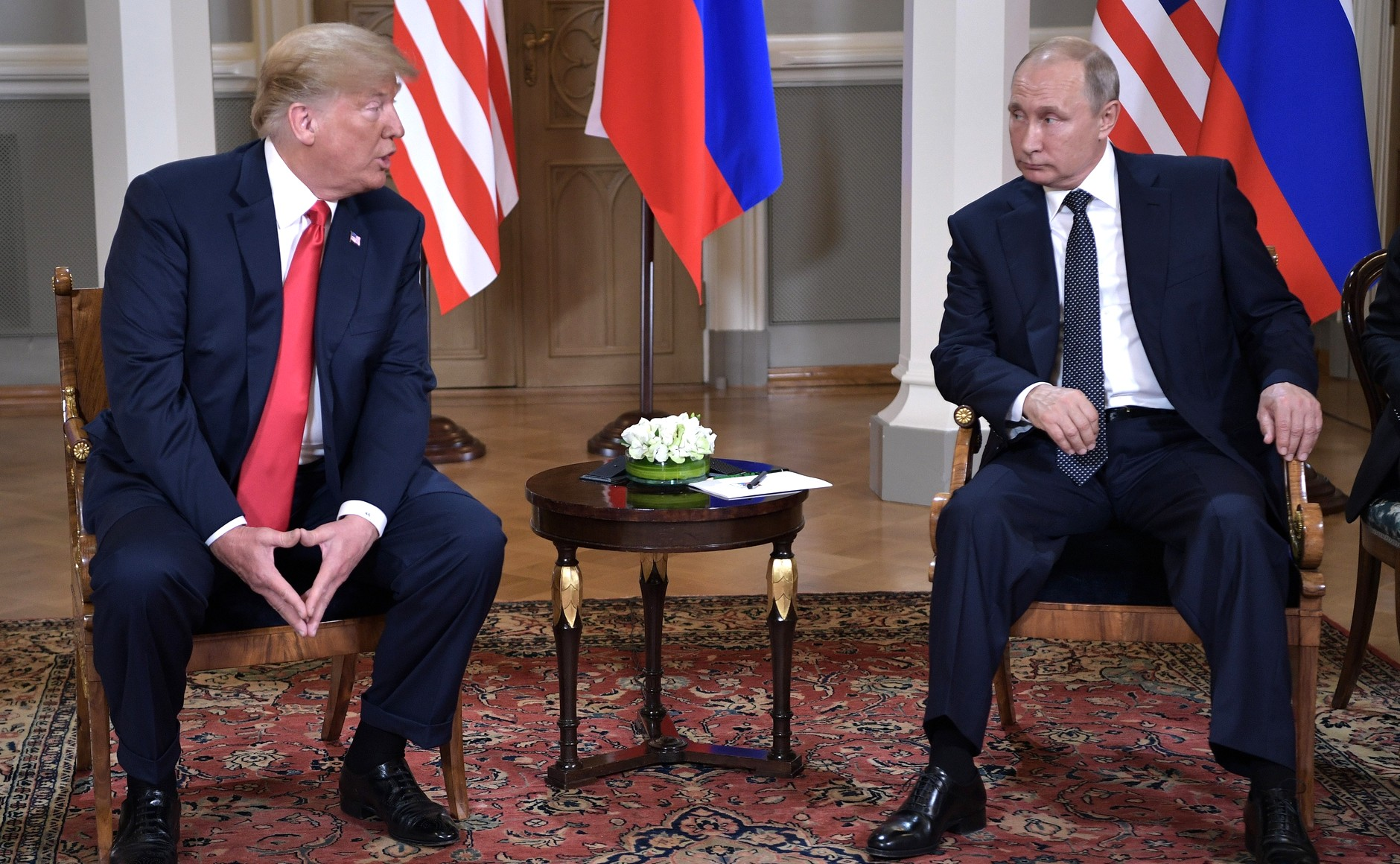
Putin con el presidente de los Estados Unidos, Donald Trump, en la cumbre de Helsinki el 16 de julio de 2018.

Los meses posteriores al Discurso de Múnich de Putin estuvieron marcados por la tensión y el resurgimiento de la retórica a ambos lados del Atlántico. Sin embargo, tanto los funcionarios rusos como los estadounidenses negaron la idea de una nueva Guerra Fría. Putin se opuso públicamente a los planes para el escudo antimisiles de EE. UU. en Europa y presentó al presidente George W. Bush una contrapropuesta el 7 de junio de 2007 que fue rechazada. Rusia suspendió su participación en el tratado de Fuerzas Convencionales en Europa el 11 de diciembre de 2007.
Putin se opuso a la declaración unilateral de independencia de Kosovo de Serbia el 17 de febrero de 2008, advirtiendo que desestabilizaría todo el sistema de relaciones internacionales. Describió el reconocimiento de la independencia de Kosovo por parte de varias de las principales potencias mundiales como "un precedente terrible, que de facto destruirá todo el sistema de relaciones internacionales, desarrollado no durante décadas, sino durante siglos", y que "no han pensado en el resultados de lo que están haciendo. Al final del día es un palo de dos puntas y la segunda punta regresará y les dará en la cara". En marzo de 2014, Putin utilizó la declaración de independencia de Kosovo como justificación para reconocer la independencia de Crimea, citando el llamado "precedente de la independencia de Kosovo".
Después de los ataques del 11 de septiembre en los EE. UU. en 2001, Putin tenía buenas relaciones con el presidente estadounidense George W. Bush y muchos mandatarios de Europa occidental. Su relación "más fría" y "más profesional" con la canciller alemana, Angela Merkel, a menudo se atribuye a la educación de Merkel en la antigua RDA, donde Putin estuvo destinado como agente de la KGB. Mantuvo una relación muy amistosa y cálida con el ex primer ministro de Italia, Silvio Berlusconi; los dos líderes a menudo describieron su relación como una estrecha amistad, y continuaron organizando reuniones bilaterales incluso después de la renuncia de Berlusconi en noviembre de 2011.

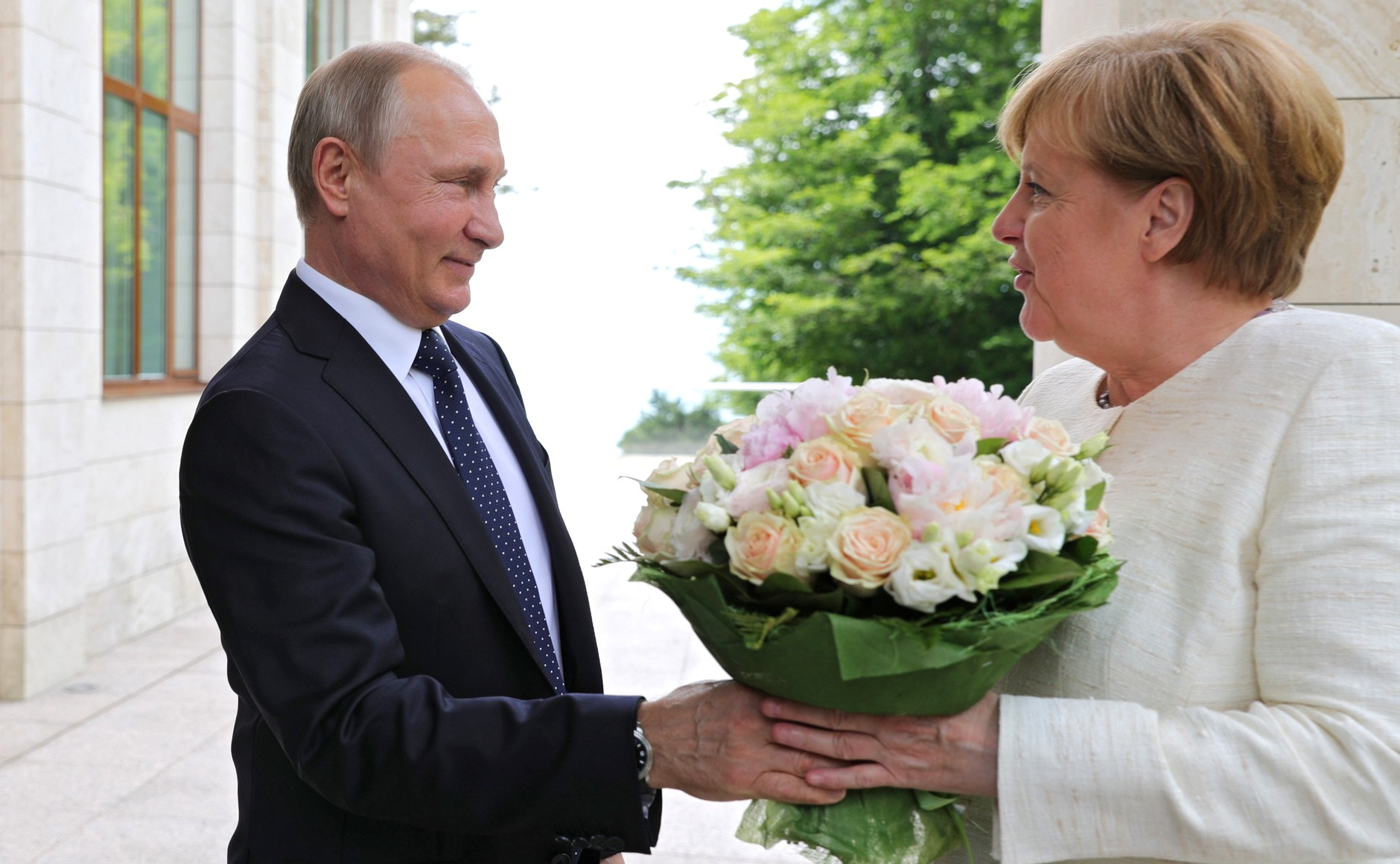
Putin reunido en Sochi con la canciller alemana Angela Merkel para discutir el gasoducto de gas natural Nord Stream 2 en mayo de 2018.

La intervención militar abanderada por la OTAN en Libia en 2011 provocó una ola generalizada de críticas de varios presidentes de distintas partes del mundo, incluido Putin, quien dijo que la Resolución 1973 del Consejo de Seguridad de las Naciones Unidas es "defectuosa y viciada", y agregó: "Permite todo. Se parece a llamadas medievales a las cruzadas".
A finales de 2013, las relaciones ruso-estadounidenses se deterioraron aún más cuando Estados Unidos canceló una cumbre por primera vez desde 1960 después de que Putin diera asilo al estadounidense Edward Snowden, quien había filtrado cantidades masivas de información clasificada de la NSA. En 2014, Rusia fue suspendida del grupo G8 como resultado de su anexión de Crimea. Putin pronunció un discurso muy crítico con Estados Unidos, acusándolo de desestabilizar el orden mundial y de tratar de "remodelar el mundo" para su propio beneficio. En junio de 2015, Putin dijo que Rusia no tenía intención de atacar a la OTAN.

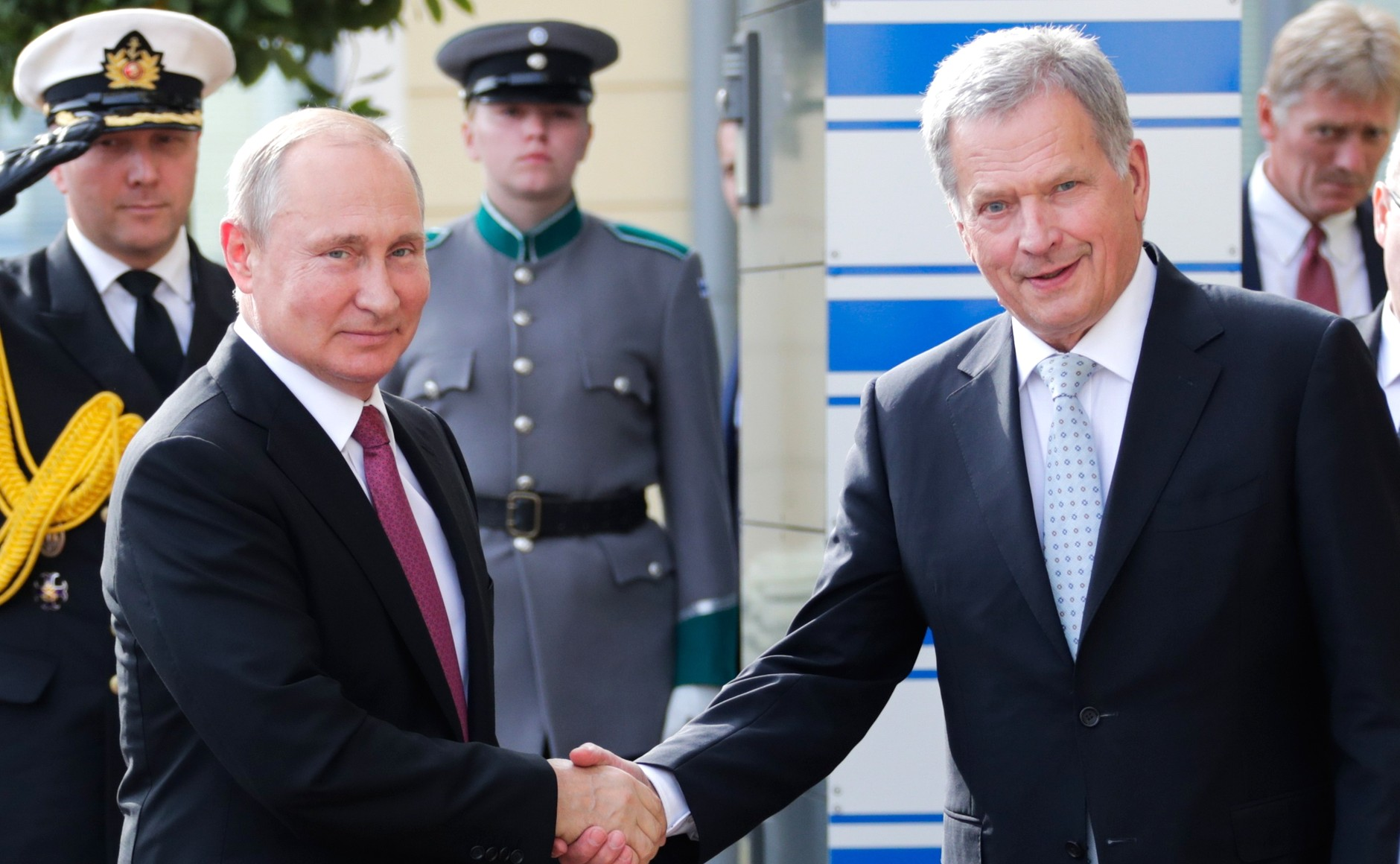
Según Putin, él y Rusia tienen una relación particularmente buena con el país vecino Finlandia. Imagen del apretón de manos de Putin con Sauli Niinistö, presidente de Finlandia, en agosto de 2019.

El 9 de noviembre de 2016, Putin felicitó a Donald Trump por convertirse en el presidente número 45 de los Estados Unidos. En diciembre de 2016, funcionarios de inteligencia de EE. UU. (encabezados por James Clapper) citados por CBS News declararon que Putin aprobó la piratería de correo electrónico y los ataques cibernéticos durante las elecciones estadounidenses contra la candidata presidencial demócrata Hillary Clinton. Un portavoz de Putin negó los informes. Putin ha acusado repetidamente a Hillary Clinton, quien se desempeñó como secretaria de Estado de los EE. UU. de 2009 a 2013, de interferir en los asuntos internos de Rusia, y en diciembre de 2016, Clinton acusó a Putin de tener rencor personal contra ella.
Con la elección de Trump, aumentó la favorabilidad de Putin en Estados Unidos. Una encuesta de Gallup realizada en febrero de 2017 reveló una opinión positiva de Putin entre el 22 % de los estadounidenses, la más alta desde 2003. Putin ha declarado que las relaciones entre Estados Unidos y Rusia, que ya se encuentran en el nivel más bajo desde el final de la Guerra Fría, han seguido deteriorándose después de que Trump asumió el cargo en enero de 2017. A su vez, Putin ha influido y suscitado simpatías sobre la derecha alternativa, los grupos de derecha populista y la extrema derecha, tanto en Europa como en Estados Unidos.
El 18 de junio de 2020, The National Interest publicó un ensayo de 9000 palabras de Putin, titulado "Las verdaderas lecciones del 75.º aniversario de la Segunda Guerra Mundial". En el ensayo, Putin critica la visión histórica occidental del Pacto Ribbentrop-Mólotov como el comienzo de la Segunda Guerra Mundial, afirmando que los Acuerdos de Múnich fueron el comienzo.

### Estados postsoviéticos

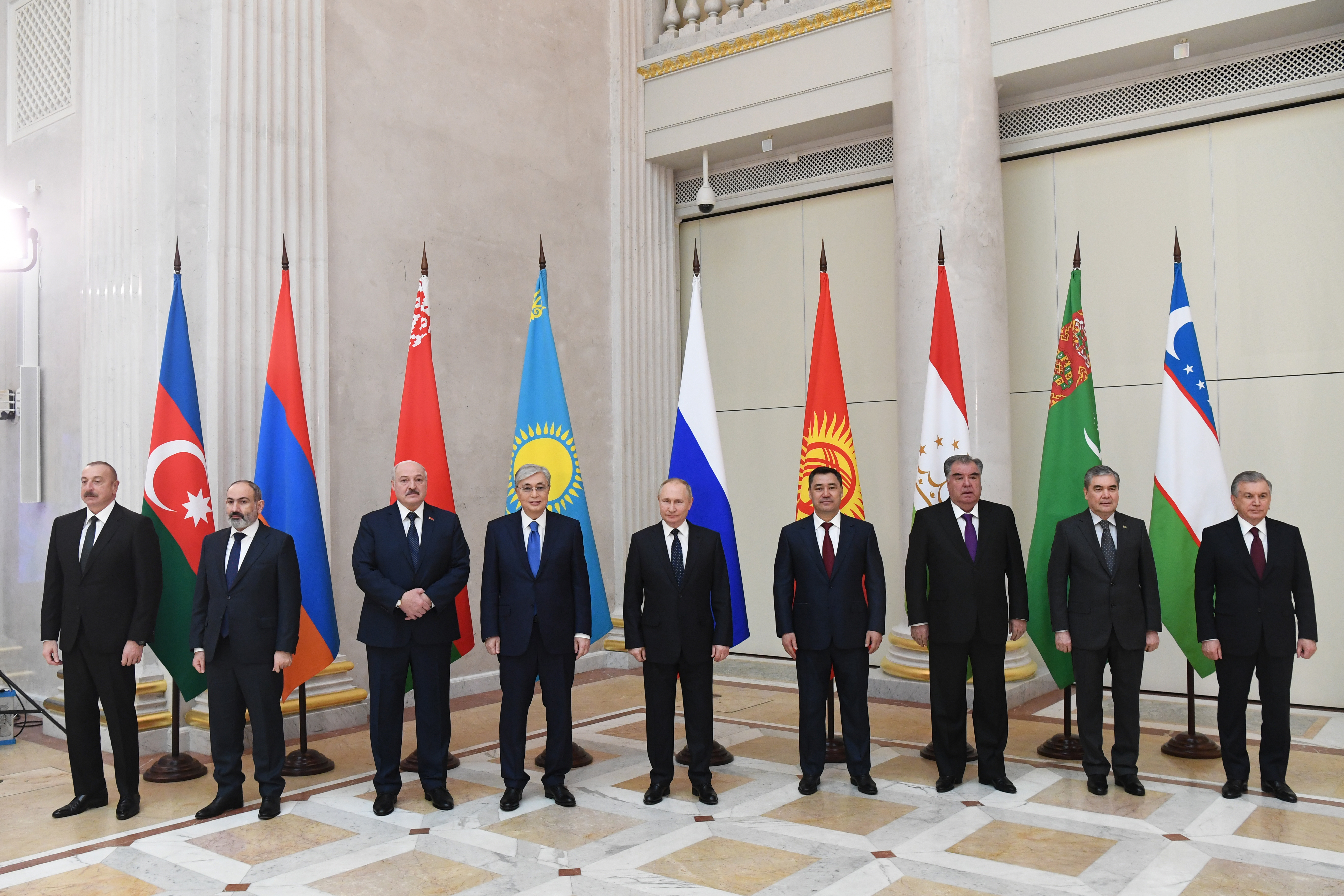
Putin reunido con jefes de otros estados postsoviéticos.

Bajo Putin, el Kremlin ha declarado constantemente que Rusia tiene una esfera de influencia e "intereses privilegiados" sobre otros estados postsoviéticos, a los que se hace referencia como el "extranjero cercano" en Rusia. También se ha afirmado que los estados postsoviéticos son estratégicamente vitales para los intereses rusos. Algunos expertos de Rusia han comparado este concepto con la Doctrina Monroe.
Una serie de las llamadas revoluciones de color en los estados postsoviéticos, a saber, la Revolución de las Rosas en Georgia en 2003, la Revolución Naranja en Ucrania en 2004 y la Revolución de los Tulipanes en Kirguistán en 2005, provocaron fricciones en las relaciones de esos países con Rusia. En diciembre de 2004, Putin criticó las revoluciones Rosa y Naranja, diciendo: "Si tienes revoluciones permanentes, corres el riesgo de sumergir el espacio postsoviético en un conflicto sin fin".
Putin supuestamente declaró en una cumbre entre la OTAN y Rusia en 2008 que si Ucrania se unía a la OTAN, Rusia podría competir por anexarse el Este de Ucrania y Crimea. En la cumbre, le dijo al presidente estadounidense George W. Bush que "¡Ucrania ni siquiera es un estado!" mientras que al año siguiente Putin se refirió a Ucrania como "Pequeña Rusia". Luego de la Revolución de la Dignidad en marzo de 2014, la Federación Rusa anexó Crimea. Según Putin, esto se hizo porque "Crimea siempre ha sido y sigue siendo una parte inseparable de Rusia".
Después de la anexión rusa de Crimea, dijo que Ucrania incluye "regiones del sur histórico de Rusia" y "fue creada por capricho de los bolcheviques". Continuó declarando que el derrocamiento del presidente ucraniano Víktor Yanukóvich en febrero de 2014 había sido orquestado por Occidente como un intento de debilitar a Rusia. "Nuestros socios occidentales se han pasado de la raya. Se comportaron de manera grosera, irresponsable y poco profesional", dijo, y agregó que las personas que habían llegado al poder en Ucrania eran "nacionalistas, neonazis, rusófobos y antisemitas".
En un discurso de julio de 2014 durante una insurgencia armada apoyada por Rusia en el este de Ucrania, Putin declaró que usaría "todo el arsenal de medios disponibles" de Rusia hasta "operaciones bajo el derecho internacional humanitario y el derecho a la autodefensa" para proteger a los hablantes de ruso fuera Rusia. Con el logro de la autocefalia por parte de la Iglesia ortodoxa ucraniana en diciembre de 2018 y el posterior cisma de la Iglesia ortodoxa rusa de Constantinopla, varios expertos llegaron a la conclusión de que la política de Putin de participación forzosa en las repúblicas postsoviéticas resultó significativamente contraproducente para él, lo que llevó a una situación en la que "se anexó Crimea, pero perdió Ucrania", y provocó un enfoque mucho más cauteloso hacia Rusia entre otros países postsoviéticos.

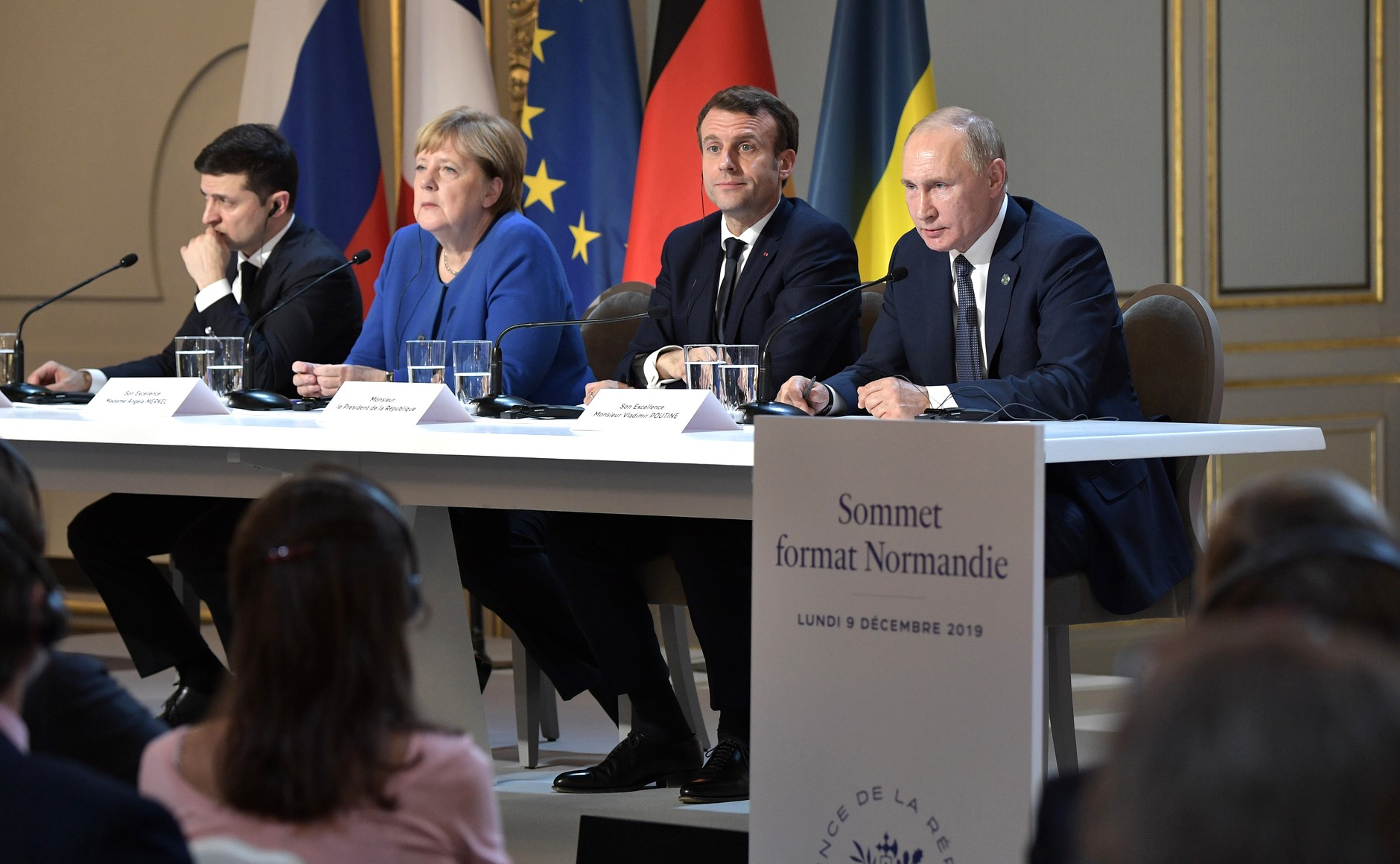
El presidente ucraniano Zelenski, la canciller alemana Merkel, el presidente francés Macron y Putin reunidos en París el 9 de diciembre de 2019 en el "Formato de Normandía" con el objetivo de poner fin a la guerra en Dombás.

A fines de agosto de 2014, Putin declaró: "Las personas que tienen sus propios puntos de vista sobre la historia y la historia de nuestro país pueden discutir conmigo, pero me parece que los pueblos ruso y ucraniano son prácticamente un solo pueblo". Después de hacer una declaración similar, a fines de diciembre de 2015 afirmó: "la cultura ucraniana, así como la literatura ucraniana, seguramente tienen una fuente propia". En julio de 2021, publicó un extenso artículo sobre la unidad histórica de los rusos y los ucranianos en el que revisó estos temas y dijo que la formación de un estado ucraniano hostil a Moscú era "comparable en sus consecuencias al uso de armas de destrucción masiva contra nosotros", este artículo se convirtió en lectura obligatoria para el entrenamiento político-militar en las Fuerzas Armadas Rusas.
En agosto de 2008, el presidente georgiano Mijeíl Saakashvili intentó restaurar el control georgiano sobre la escisión de Osetia del Sur. Sin embargo, el ejército georgiano pronto fue derrotado en la Guerra de Osetia del Sur de 2008 resultante después de que las fuerzas regulares rusas ingresaran a Osetia del Sur y luego a otras partes de Georgia, y luego también abrieron un segundo frente en la otra provincia separatista georgiana de Abjasia con fuerzas abjasias.
A pesar de las tensiones existentes o pasadas entre Rusia y la mayoría de los estados postsoviéticos, Putin ha seguido la política de integración euroasiática. Putin respaldó la idea de una Unión Euroasiática en 2011; el concepto fue propuesto por el presidente de Kazajistán en 1994. El 18 de noviembre de 2011, los presidentes de Bielorrusia, Kazajistán y Rusia firmaron un acuerdo que establece el objetivo de establecer la Unión Euroasiática para 2015. La Unión Euroasiática se estableció el 1 de enero de 2015.
Bajo Putin, las relaciones de Rusia han mejorado significativamente con Uzbekistán, la segunda república postsoviética más grande después de Ucrania. Esto quedó demostrado en la visita de Putin a Taskent en mayo de 2000, después de las tibias relaciones bajo Yeltsin e Islom Karimov, quien se había distanciado mucho de Moscú. En otra reunión en 2014, Rusia acordó cancelar la deuda uzbeka.

### Reino Unido

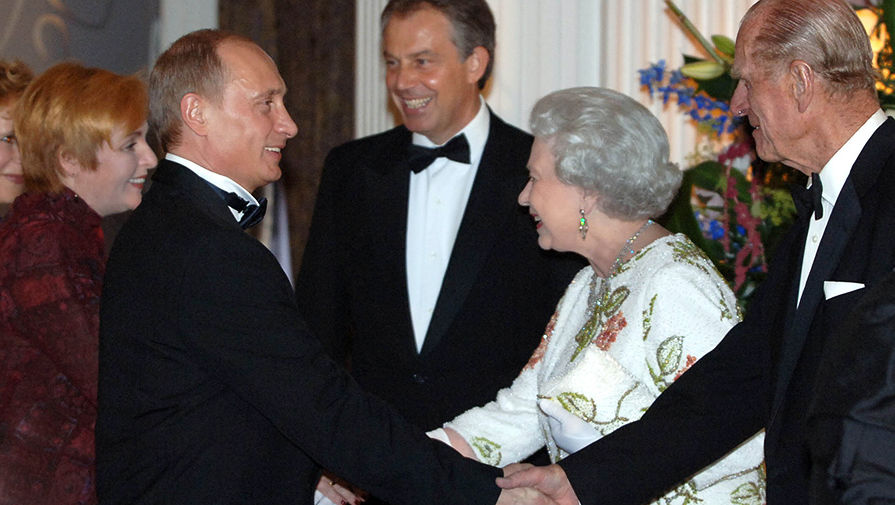
Putin y su esposa Liudmila reunidos con la reina Isabel II, su esposo, el príncipe Felipe, duque de Edimburgo, y el primer ministro Tony Blair en 2005.

En 2003, las relaciones entre Rusia y el Reino Unido se deterioraron cuando el Reino Unido concedió asilo político al ex patrocinador de Putin, el oligarca Borís Berezovski. Este deterioro se intensificó por las denuncias de que los británicos estaban espiando y haciendo pagos secretos a grupos a favor de la democracia y de derechos humanos.

#### Envenenamiento de Aleksandr Litvinenko
El final de 2006 trajo relaciones más tensas a raíz de la muerte por envenenamiento con polonio en Londres del ex oficial de la KGB y el SFS Aleksandr Litvinenko, quien se convirtió en agente del MI6 en 2003. En 2007, la crisis en las relaciones continuó con la expulsión de cuatro enviados rusos. por la negativa de Rusia a extraditar al exguardaespaldas de la KGB Andrei Lugovoi para enfrentar cargos por el asesinato de Litvinenko. Al igual que las acciones británicas, Rusia expulsó a los diplomáticos del Reino Unido y tomó otras medidas de represalia.
En 2015 y 2016, el gobierno británico realizó una investigación sobre la muerte de Aleksandr Litvinenko. Su informe dice: "La operación del SFS para matar al Sr. Litvinenko probablemente fue aprobada por el Sr. Patrushev y también por el presidente Putin". El informe describió algunos posibles motivos del asesinato, incluidas las declaraciones públicas y los libros de Litvinenko sobre la supuesta participación del SFS en asesinatos en masa, y lo que fue "sin duda una dimensión personal del antagonismo" entre Putin y Litvinenko, que condujo al asesinato.

#### Envenenamiento de Serguéi Skripal
El 4 de marzo de 2018, el exagente doble Serguéi Skripal fue envenenado con el agente nervioso Novichok en Salisbury. Diez días después, el gobierno británico acusó formalmente al estado ruso de intento de asesinato, cargo que Rusia negó. Después de que el Reino Unido expulsara a 23 diplomáticos rusos (una acción a la que luego se respondería con la expulsión rusa de 23 diplomáticos británicos), el secretario de Relaciones Exteriores británico, Boris Johnson, dijo el 16 de marzo que era "abrumadoramente probable" que Putin hubiera ordenado personalmente el envenenamiento de Skripal. El portavoz de Putin, Dmitri Peskov, calificó la acusación de "mala conducta diplomática impactante e imperdonable".

### Latinoamérica

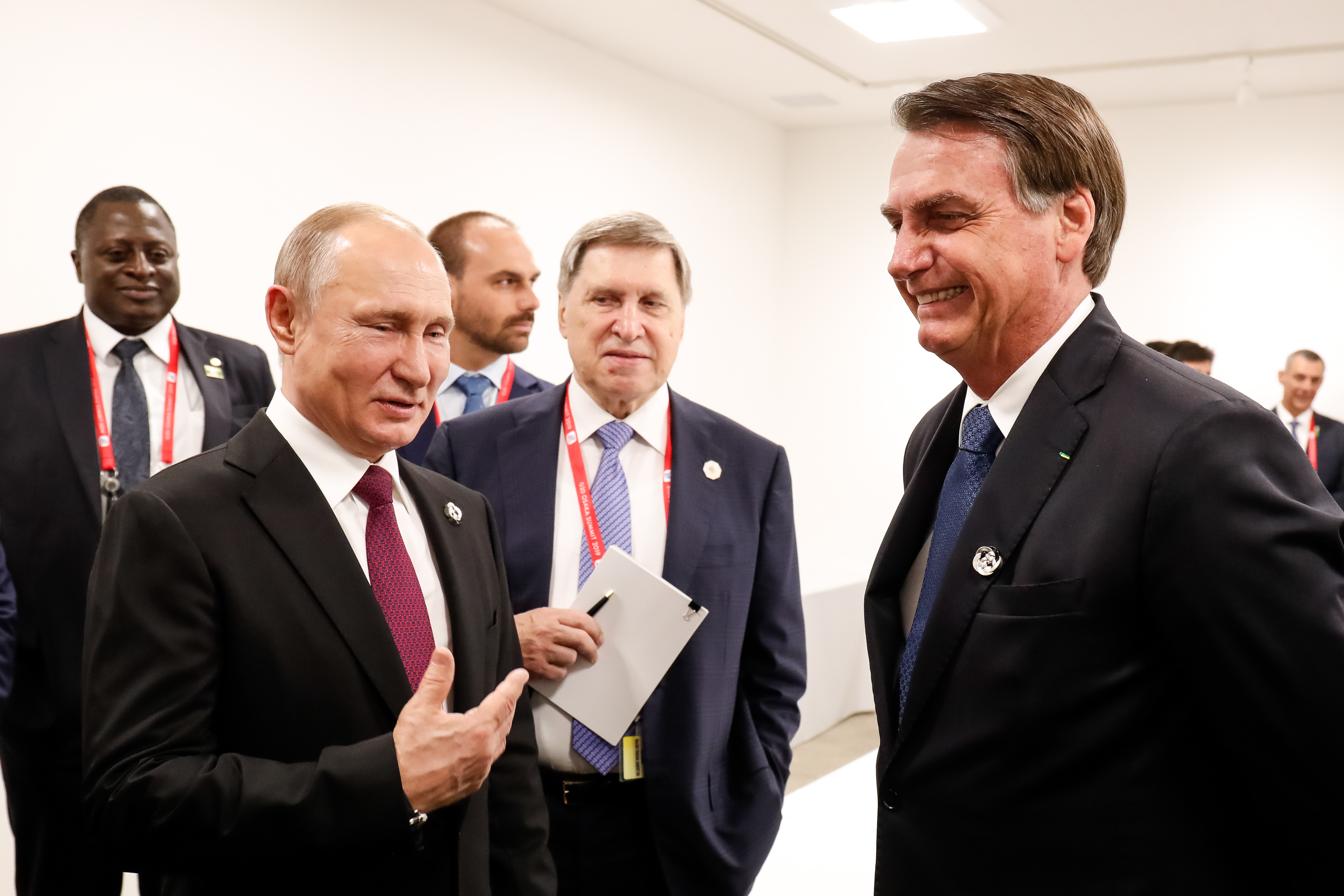
Putin con el presidente de Brasil, Jair Bolsonaro, en la cumbre del G20 de 2019 en Osaka, Japón.

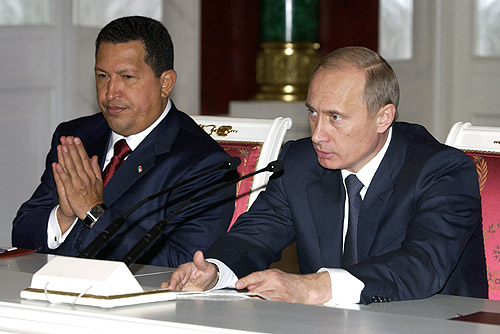
Conferencia de prensa conjunta entre Putin y el presidente Hugo Chávez de Venezuela.

Putin y su sucesor, Medvédev, disfrutaron de cálidas relaciones con Hugo Chávez de Venezuela. Gran parte de esto ha sido a través de la venta de equipo militar; desde 2005, Venezuela ha comprado armas a Rusia por un valor superior a los 4000 millones de dólares. En septiembre de 2008, Rusia envió bombarderos Túpolev Tu-160 a Venezuela para realizar vuelos de entrenamiento. En noviembre de 2008, ambos países realizaron un ejercicio naval conjunto en el Caribe. A principios de 2000, Putin había restablecido lazos más fuertes con la Cuba de Fidel Castro.
“Expresas las mejores cualidades masculinas”, le dijo Putin a Jair Bolsonaro en 2020. “Buscas soluciones en todos los asuntos, poniendo siempre por encima de todo los intereses de tu pueblo, de tu país, dejando de lado tus propios problemas personales”. El politólogo Oliver Stuenkel señaló: “Entre los populistas de derecha de Brasil, Putin es visto como alguien que está en contra del despertar, y eso es visto como algo que definitivamente atrae a Bolsonaro. Es un hombre fuerte, y eso es muy inspirador para Bolsonaro. Le gustaría ser alguien que concentre tanto poder".

### Australia y el Pacífico Sur
En septiembre de 2007, Putin visitó Indonesia y al hacerlo se convirtió en el primer líder ruso en visitar el país en más de cincuenta años. En el mismo mes, Putin también asistió a la reunión del APEC celebrada en Sídney, Australia, donde se reunió con el primer ministro John Howard y firmó un acuerdo comercial de uranio para que Australia vendiera uranio a Rusia. Esta fue la primera visita de un presidente ruso a Australia. Putin volvió a visitar Australia para la cumbre del G20 en Brisbane de 2014. El gobierno de Abbott denunció el uso de la fuerza militar por parte de Putin en Ucrania en 2014 como "intimidación" y "absolutamente inaceptable". En medio de llamados para prohibir que Putin asista a la Cumbre del G20 de 2014, el primer ministro Tony Abbott dijo que "desafiaría" al líder ruso por el derribo del MH17 por parte de rebeldes respaldados por Rusia, que había matado a 38 australianos. Putin negó responsabilidad por los asesinatos. Las naciones del Pacífico Sur condenaron la invasión de Ucrania por parte de Putin en 2022. El primer ministro australiano, Scott Morrison, dijo que la invasión fue "no provocada, injusta e ilegal" y calificó a Putin de "matón". La primera ministra de Nueva Zelanda, Jacinda Ardern, denunció a Putin como un "matón". El primer ministro de Fiyi, Frank Bainimarama, tuiteó: "Fiyi y nuestros compañeros países insulares del Pacífico se han unido como naciones amantes de la paz para condenar el conflicto en Ucrania", mientras que las Islas Salomón calificaron la guerra de Putin como una "violación del estado de derecho".

### Oriente Medio y África del Norte

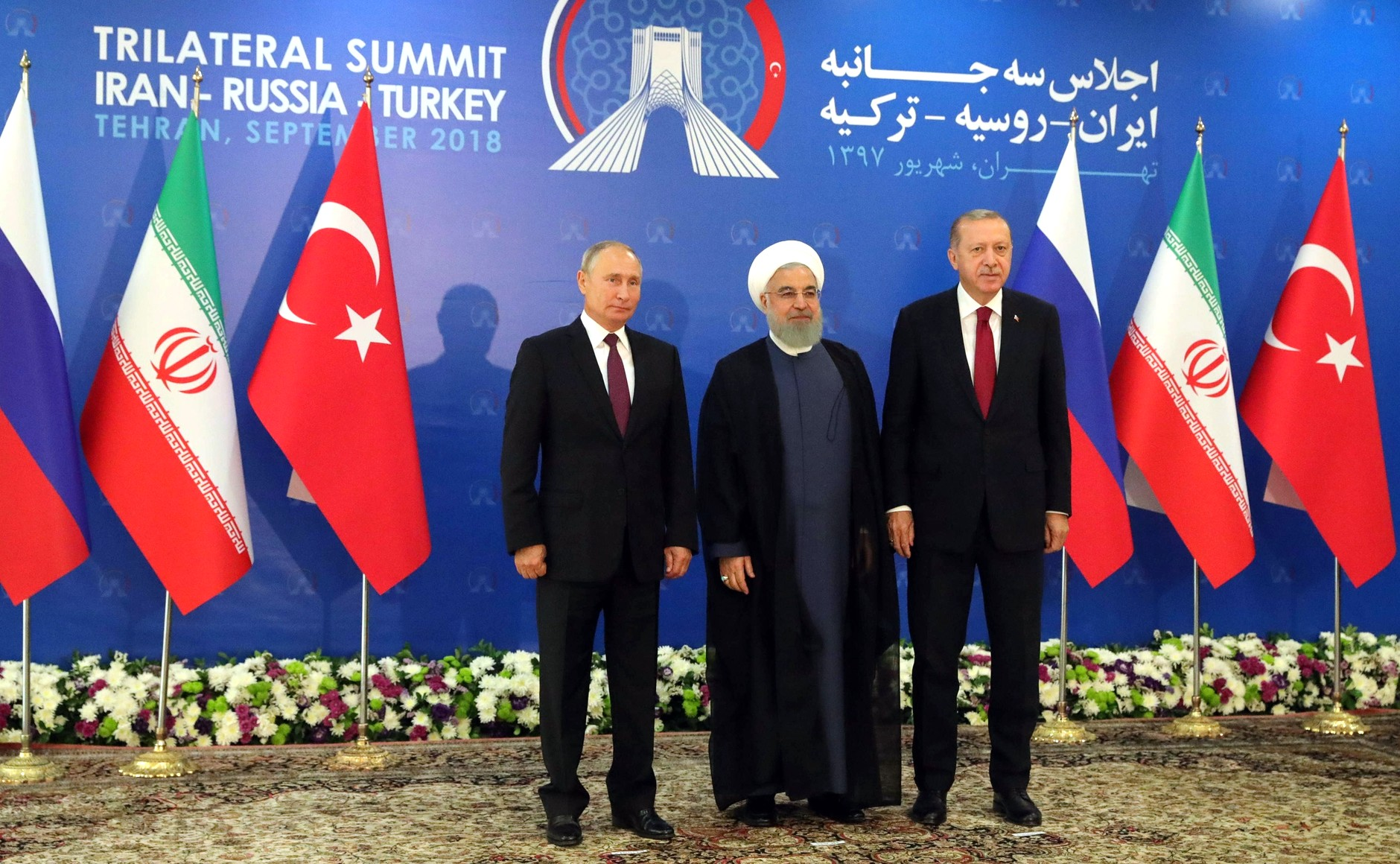
Putin con el presidente iraní Hasán Rohaní y el presidente turco Recep Tayyip Erdoğan, septiembre de 2018.

El 16 de octubre de 2007, Putin visitó Irán para participar en la Segunda Cumbre del Caspio en Teherán, donde se reunió con el presidente iraní Mahmud Ahmadineyad. Esta fue la primera visita de un líder soviético o ruso a Irán desde la participación de Iósif Stalin en la Conferencia de Teherán en 1943, y marcó un evento significativo en las relaciones Irán-Rusia. En una conferencia de prensa posterior a la cumbre, Putin dijo que "todos nuestros estados (del Mar Caspio) tienen derecho a desarrollar sus programas nucleares pacíficos sin ninguna restricción".
Se citó a Putin describiendo a Irán como un "socio", aunque expresó su preocupación por el programa nuclear iraní.
En abril de 2008, Putin se convirtió en el primer presidente ruso que visitó Libia. Putin condenó la intervención militar extranjera de Libia, calificó la resolución de la ONU como "defectuosa" y agregó "Permite todo. Se parece a los llamados medievales a las cruzadas". Tras la muerte de Muamar el Gadafi, Putin lo llamó "asesinato planeado" por EE. UU., diciendo: "Mostraron al mundo entero cómo lo mataron (a Gadafi)" y "Había sangre por todas partes. ¿Es eso lo que llaman democracia?".
Entre 2000 y 2010, Rusia vendió armas a Siria por un valor aproximado de 1500 millones de dólares, lo que convirtió a Damasco en el séptimo cliente más grande de Moscú. Durante la guerra civil siria, Rusia amenazó con vetar cualquier sanción contra el gobierno sirio y continuó suministrando armas a su régimen.

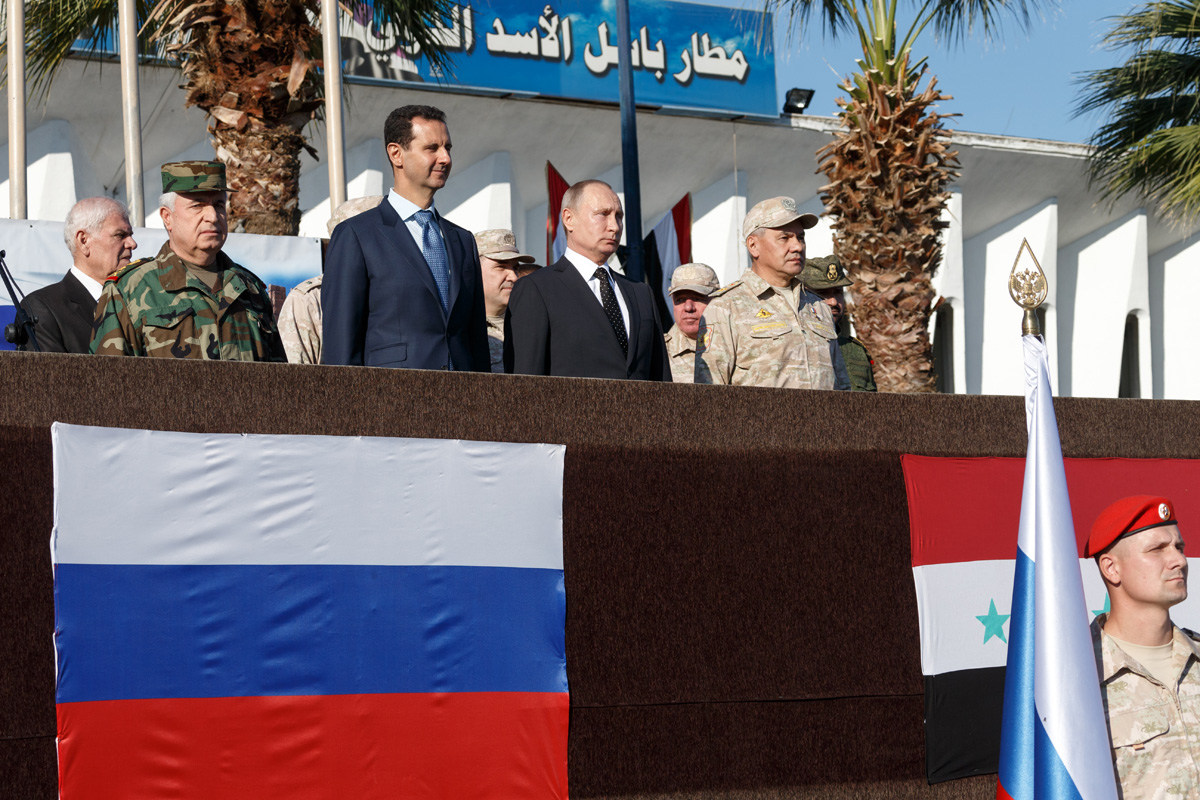
Vladímir Putin y Bashar al-Ásad visitando la base aérea de Jmeimim de las fuerzas rusas en Siria.

Putin se opuso a cualquier intervención extranjera. En junio de 2012, en París, rechazó la declaración del presidente francés, François Hollande, que pedía la dimisión de Bashar al-Ásad. Putin se hizo eco del argumento de Ásad de que los militantes contrarios al régimen fueron responsables de gran parte del derramamiento de sangre. También habló sobre intervenciones anteriores de la OTAN y sus resultados, y preguntó "¿Qué está pasando en Libia, en Irak? ¿Se volvieron más seguros? ¿Hacia dónde se dirigen? Nadie tiene una respuesta".
El 11 de septiembre de 2013, The New York Times publicó un artículo de opinión de Putin instando a la cautela contra la intervención estadounidense en Siria y criticando el excepcionalismo estadounidense. Posteriormente, Putin ayudó a organizar la destrucción de las armas químicas de Siria. En 2015, adoptó una postura más fuerte a favor de Ásad y movilizó apoyo militar para el régimen. Algunos analistas han resumido a Putin como aliado de los chiitas y alauitas en el Medio Oriente.
En octubre de 2019, Putin visitó los Emiratos Árabes Unidos, donde se firmaron seis acuerdos con el príncipe heredero de Abu Dabi, Mohamed bin Zayed. Uno de ellos incluía inversiones compartidas entre el fondo soberano ruso y el fondo de inversión emiratí Mubadala. Las dos naciones firmaron acuerdos por valor de más de 1300 millones de dólares en los sectores de energía, salud y tecnología avanzada.
El 22 de octubre de 2021, Putin destacó el "vínculo único" entre Rusia e Israel durante una reunión con el primer ministro israelí, Naftali Bennett.

## Imagen pública

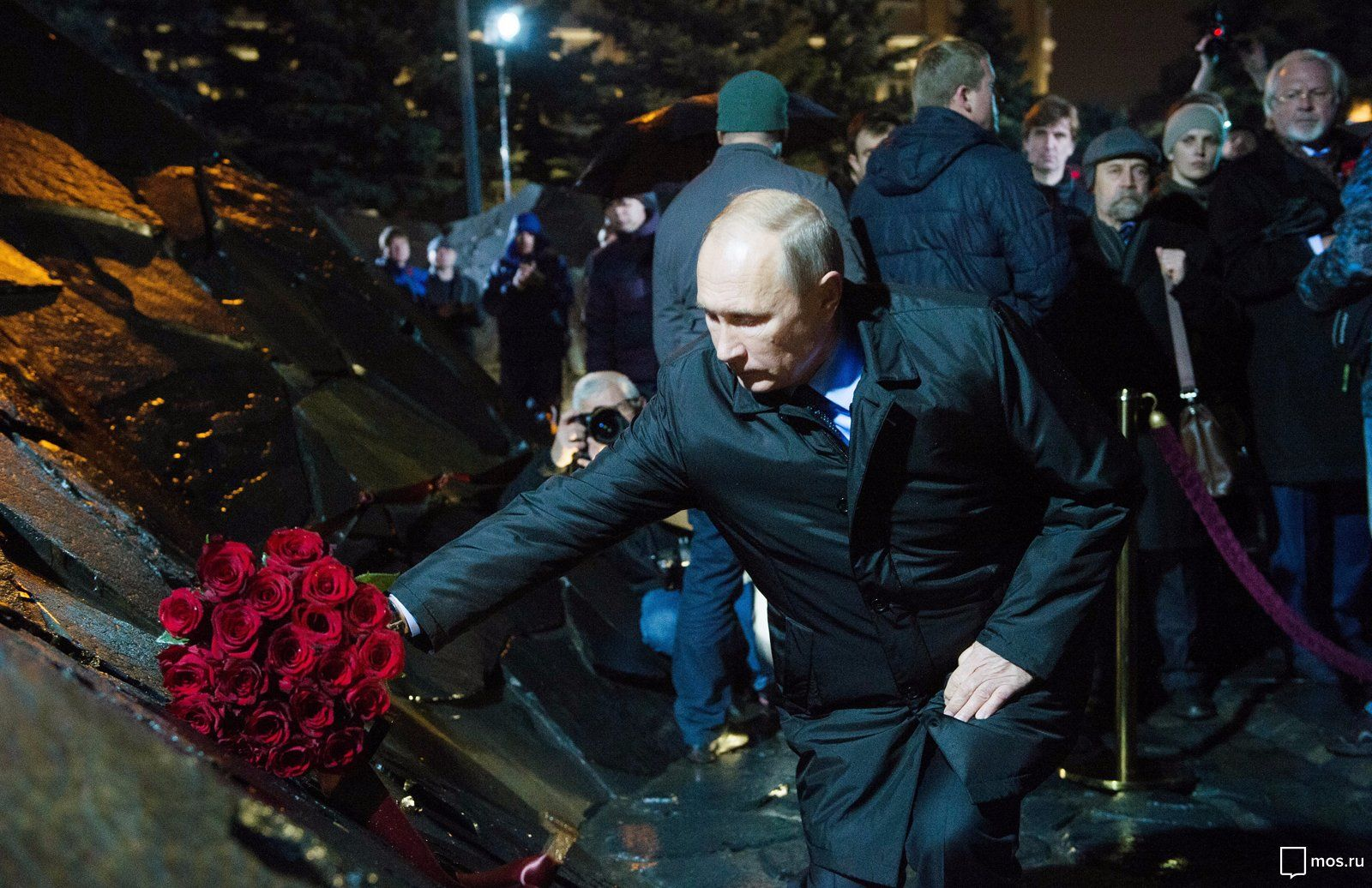
Putin en el Muro del Dolor, un monumento a las víctimas de la represión estalinista, 30 de octubre de 2017.

### Encuestas y clasificaciones
Según una encuesta de opinión pública de junio de 2007, el índice de aprobación de Putin fue del 81 %, el segundo más alto de cualquier líder en el mundo ese año. En enero de 2013, en el momento de las protestas rusas de 2011-2013, el índice de aprobación de Putin cayó al 62 %, la cifra más baja desde 2000 y una caída de diez puntos en dos años.
En mayo de 2014, el índice de aprobación de Putin alcanzó su nivel más alto desde 2008 y fue del 83 %. Después de las sanciones de la UE y EE. UU. contra funcionarios rusos como resultado de la crisis en Ucrania, el índice de aprobación de Putin alcanzó el 87 %, según una encuesta publicada el 6 de agosto de 2014. En febrero de 2015, según nuevas encuestas nacionales, Putin fue clasificado como el político más popular del mundo. En junio de 2015, el índice de aprobación de Putin subió al 89 %, un máximo histórico. En 2016, su índice de aprobación fue del 81 %.
Los observadores vieron los altos índices de aprobación de Putin en 2010 como consecuencia de mejoras significativas en los niveles de vida y la reafirmación de Rusia en la escena mundial durante su presidencia.
A pesar de la gran aprobación de Putin, la confianza en la economía rusa era baja, cayendo a niveles en 2016 que rivalizaban con los mínimos recientes de 2009 en el punto álgido de la crisis económica mundial. Solo el 14 % de los rusos en 2016 dijo que su economía nacional estaba mejorando, y el 18 % dijo lo mismo sobre sus economías locales. La actuación de Putin para controlar la corrupción también es impopular entre los rusos. Newsweek informó en junio de 2017 que "una encuesta de opinión realizada por el Centro Levada con sede en Moscú indicó que el 67 por ciento responsabiliza personalmente a Putin por la corrupción de alto nivel". La corrupción sigue siendo un problema significativo en Rusia.

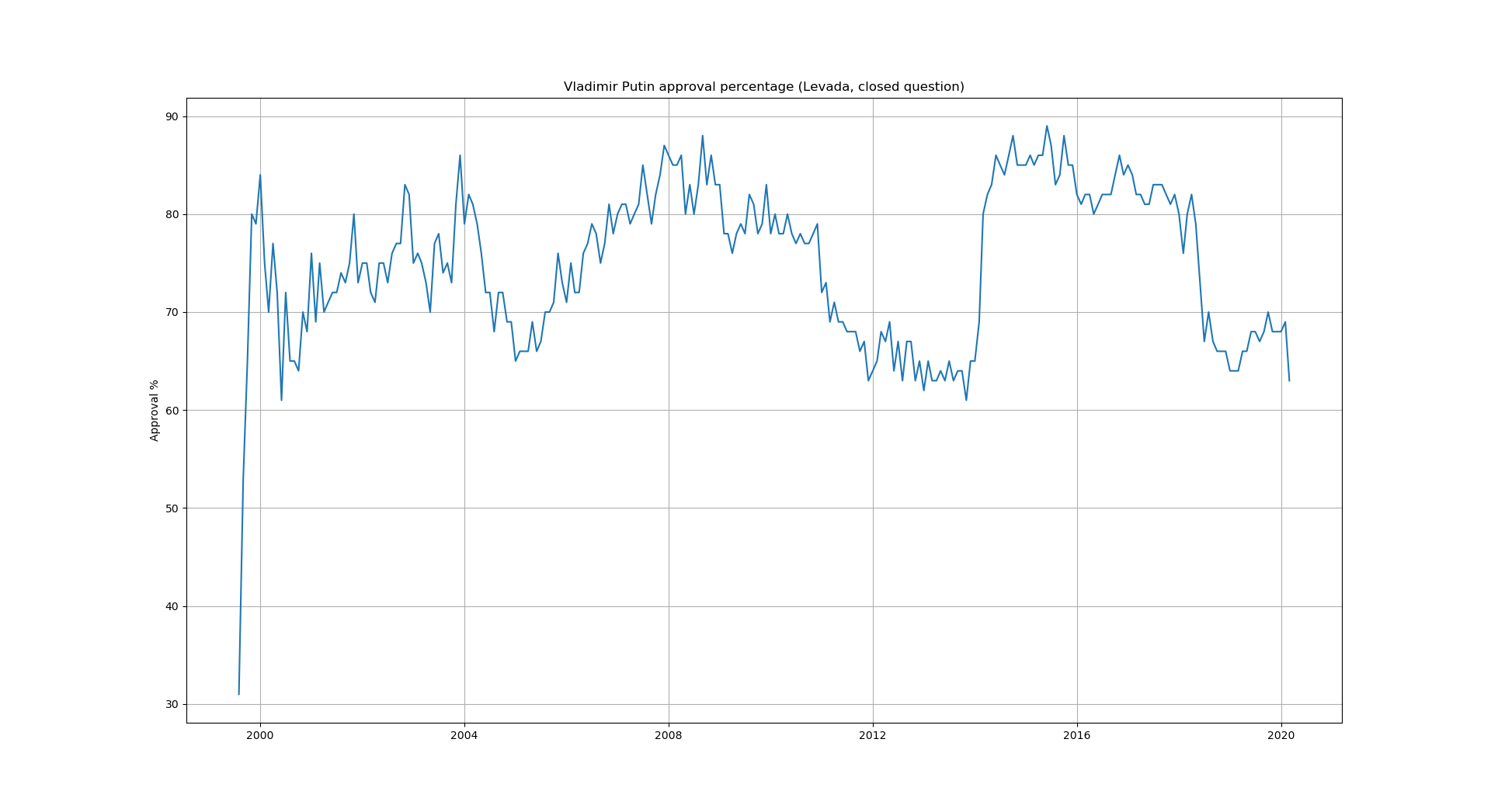
Aprobación pública de Putin 1999-2020 (Levada, 2020).

En julio de 2018, el índice de aprobación de Putin cayó al 63 % y solo el 49 % votaría por Putin si se celebraran elecciones presidenciales. Los resultados de la encuesta de Levada publicados en septiembre de 2018 mostraron que los niveles de confianza personal de Putin eran del 39 % (disminución del 59 % en noviembre de 2017), siendo el principal factor contribuyente el apoyo presidencial a la impopular reforma de las pensiones y el estancamiento económico. En octubre de 2018, dos tercios de los rusos encuestados en la encuesta de Levada acordaron que "Putin tiene toda la responsabilidad por los problemas del país", lo que se ha atribuido al declive de la creencia popular en el "buen zar y los malos boyardos", una actitud tradicional hacia la justificación de los fracasos de la parte superior de la jerarquía gobernante en Rusia.
En enero de 2019, el porcentaje de rusos que confiaban en el presidente alcanzó un mínimo histórico: 33,4 %. Se redujo aún más al 31,7 % en mayo de 2019, lo que generó una disputa entre el VCIOM y la oficina de administración del presidente, quienes lo acusaron de usar incorrectamente una pregunta abierta, luego de lo cual VCIOM repitió la encuesta con una pregunta cerrada y obtuvo un 72,3 %. No obstante, en abril de 2019, una encuesta de Gallup mostró un número récord de rusos (20 %) dispuestos a emigrar permanentemente de Rusia. La disminución es aún mayor en el grupo de edad de 17 a 25 años, "que se encuentran en gran medida desconectados del liderazgo envejecido del país, la retórica soviética nostálgica y la agenda nepotista", según un informe preparado por Vladimir Milov. El índice de aprobación de Putin entre los jóvenes rusos era del 32 % en enero de 2019. El porcentaje de personas dispuestas a emigrar de forma permanente en este grupo de edad es del 41 % y el 60 % tiene opiniones favorables sobre Estados Unidos (tres veces más que en el grupo de edad de más de 55 años). La disminución del apoyo al presidente y al gobierno también es visible en otras encuestas, como la creciente disposición a protestar contra las malas condiciones de vida.
En mayo de 2020, en medio de la crisis de la COVID-19, el índice de aprobación de Putin fue del 67,9 %, medido por VCIOM cuando a los encuestados se les presentó una lista de nombres (pregunta cerrada), y del 27 % cuando se esperaba que los encuestados nombraran políticos en los que confiaban (pregunta abierta). En una encuesta de preguntas cerradas realizada por Levada, el índice de aprobación fue del 59 %, lo que se ha atribuido al continuo estancamiento económico posterior a la invasión de Crimea, pero también a una respuesta apática a la crisis pandémica en Rusia. En otra encuesta de Levada de mayo de 2021, el 33 % indicó a Putin en respuesta a "¿por quién votarías este fin de semana?" entre los encuestados de Moscú y el 40 % fuera de Moscú. La encuesta del Centro Levada publicada en octubre de 2021 encontró que el 53 % de los encuestados dijeron que confiaban en Putin.
Algunos observadores notaron lo que describieron como una "lucha generacional" entre los rusos sobre la percepción del gobierno de Putin, con más probabilidades de que los rusos más jóvenes estén en contra de Putin y sus políticas y más probabilidades de que los rusos mayores acepten la narrativa presentada por los medios controlados por el estado en Rusia. El apoyo a Putin entre los rusos de 18 a 24 años era solo del 20 % en diciembre de 2020.

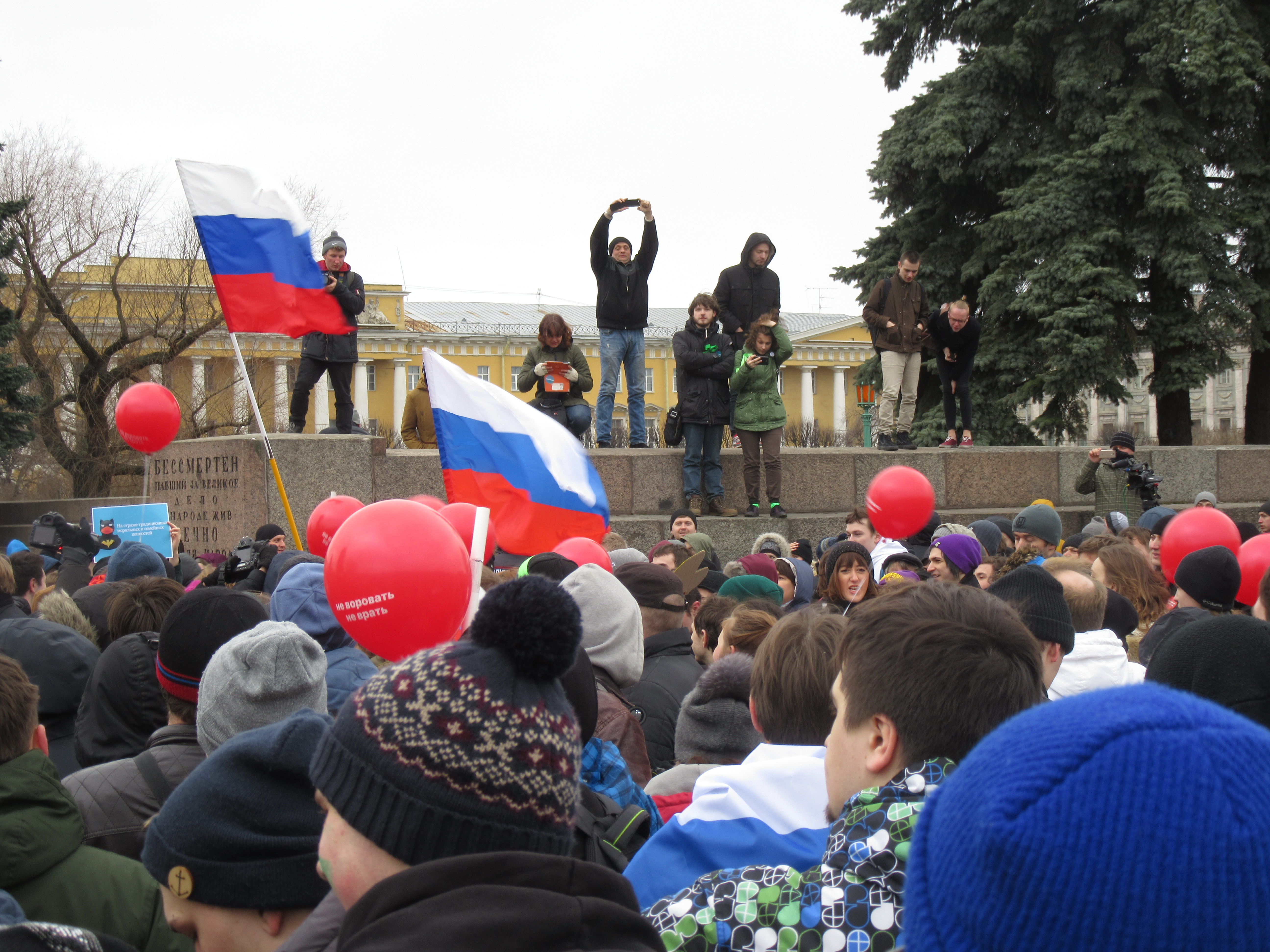
La encuesta del Centro Levada mostró que el 58 % de los rusos encuestados apoyaron las protestas rusas de 2017 contra la corrupción de alto nivel.

Encuestas realizadas en noviembre de 2021 tras el fracaso de la vacunación rusa contra el COVID-19, la campaña indicó que la desconfianza en Putin personalmente es uno de los principales factores que contribuyen a la vacilación de los ciudadanos frente a las vacunas, con encuestas regionales que indican números tan bajos como 20-30 % en el Distrito Federal del Volga.
Una de las razones por las que muchos rusos apoyaron la invasión de Ucrania por parte de Putin tiene que ver con la propaganda y la desinformación que está sembrando el Kremlin. El aparato de censura ruso Roskomnadzor ordenó a los medios del país que emplearan información solo de fuentes estatales rusas o enfrentarían multas y bloqueos. A fines de febrero y mediados de marzo de 2022, con un intervalo de una semana y media, dos encuestas realizadas por un grupo de sociólogos rusos independientes para sondear los sentimientos de los rusos sobre la "operación militar especial" en Ucrania. Los resultados de la encuesta fueron obtenidos por Radio Liberty. Casi las tres cuartas partes (71 %) de los rusos encuestados declararon que apoyaban la "operación militar especial" en Ucrania. Cuando se les preguntó cómo se vieron afectados por las acciones de Putin, un tercio de los encuestados dijo que creía firmemente que Putin estaba trabajando en su interés, y otro 26 por ciento dijo que estaba trabajando en su interés hasta cierto punto. En general, la mayoría de los rusos creen que sería mejor que Putin siguiera siendo presidente el mayor tiempo posible. De manera similar, una encuesta telefónica realizada por investigadores independientes del 28 de febrero al 1 de marzo encontró que el 58 % de los encuestados rusos aprobaba la operación militar. Otras encuestas realizadas por Levada Center del 17 al 21 de febrero, antes de la invasión de Ucrania, sugirieron que la aprobación pública neta de Putin había aumentado alrededor de 13 puntos porcentuales desde diciembre de 2021, un repunte en torno al efecto bandera, con casi tres cuartas partes (71 %) expresando aprobación del liderazgo de Putin para febrero de 2022.

### Evaluaciones
Las evaluaciones del carácter de Putin como líder han evolucionado durante su largo mandato. Su cambio de Rusia hacia la autocracia y el debilitamiento del sistema de gobierno representativo defendido por Borís Yeltsin ha recibido críticas. Los disidentes rusos y los líderes mundiales, así como diversos analistas internacionales, ahora lo caracterizan con frecuencia como un "dictador". Otros han ofrecido evaluaciones favorables de su impacto en Rusia.
Putin fue descrito en 2015 como un "dictador" por el opositor político Garri Kaspárov, y como el "Zar de la corrupción" en 2016 por el activista de la oposición y bloguero Alekséi Navalni. Fue descrito como un "matón" y "arrogante" por la ex secretaria de Estado de los Estados Unidos, Hillary Clinton, como "egocéntrico" por el Dalái lama, y como "narcisista" por un el psicólogo de inteligencia de la CIA. El ex secretario de Estado de EE. UU. Henry Kissinger escribió en 2014 que Occidente ha demonizado a Putin. Egon Krenz, exlíder de Alemania Oriental, dijo que la Guerra Fría nunca terminó y agregó: "Después de presidentes débiles como Gorbachov y Yeltsin, es una gran fortuna para Rusia que tenga a Putin".
Muchos rusos dan crédito a Putin por revivir las fortunas de Rusia. El ex secretario general de la Unión Soviética Mijaíl Gorbachov, aunque reconoció los procedimientos democráticos defectuosos y las restricciones a la libertad de prensa durante la presidencia de Putin, dijo que Putin había sacado a Rusia del caos al final de los años de Yeltsin y que los rusos "deben recordar que Putin salvó a Rusia del colapso". En 2015, el político opositor Borís Nemtsov dijo que Putin estaba convirtiendo a Rusia en una "colonia de materias primas" de China. El jefe de la República de Chechenia y partidario de Putin, Ramzán Kadýrov, afirma que Putin salvó tanto al pueblo checheno como a Rusia.
Rusia ha sufrido un retroceso democrático durante el mandato de Putin. Freedom House ha incluido a Rusia como "no libre" desde 2005. Los expertos generalmente no consideran que Rusia sea una democracia, citando purgas y encarcelamientos de opositores políticos, libertad de prensa restringida, y la falta de elecciones libres y justas. En 2004, Freedom House advirtió que la "retirada de la libertad de Rusia marca un punto bajo no registrado desde 1989, cuando el país era parte de la Unión Soviética". The Economist Intelligence Unit ha calificado a Rusia como "autoritaria" desde 2011, mientras que anteriormente se había considerado un "régimen híbrido" (con "alguna forma de gobierno democrático" en vigor) hasta 2007. Según el politólogo Larry Diamond, en un escrito de 2015, "ningún estudioso serio consideraría a la Rusia de hoy como una democracia".
Tras el encarcelamiento del bloguero y activista anticorrupción Alekséi Navalni en 2018, Forbes escribió: "Las acciones de Putin son las de un dictador... Como líder que carece de apoyo público, solo puede permanecer en el poder mediante el uso de la fuerza y la represión que empeora cada día". En noviembre de 2021, The Economist también señaló que Putin había "pasado de la autocracia a la dictadura".
Luego de los extensos ataques contra objetivos civiles por parte de las fuerzas rusas en Ucrania en 2022, con un saldo de al menos varios cientos de civiles muertos, el presidente de EE. UU., Joe Biden, calificó a Putin de criminal de guerra. En el discurso sobre el estado de la Unión de 2022, Biden llamó a Putin un "dictador" que había "calculado gravemente mal". El ex secretario de Estado de EE. UU., Mike Pompeo, también calificó a Putin de dictador después de la invasión. El enviado de Ucrania ante las Naciones Unidas comparó a Putin con Adolf Hitler. El primer ministro letón, Arturs Krišjānis Kariņš, también comparó al líder ruso con Hitler, diciendo que era "un autócrata engañado que creaba miseria para millones" y que "Putin está luchando contra la democracia (...) Si puede atacar a Ucrania, teóricamente podría ser cualquier otro país europeo". El ministro de Relaciones Exteriores de Lituania, Gabrielius Landsbergis, dijo: "La batalla por Ucrania es una batalla por Europa. Si Putin no se detiene allí, irá más allá". El presidente Macron de Francia dijo que Putin se estaba "engañando a sí mismo". El ministro de Relaciones Exteriores de Francia, Jean-Yves Le Drian, lo denunció como "un cínico y un dictador". El primer ministro del Reino Unido, Boris Johnson, también calificó a Putin de "dictador" que había autorizado "un maremoto de violencia contra un pueblo eslavo".

### Culto de personalidad

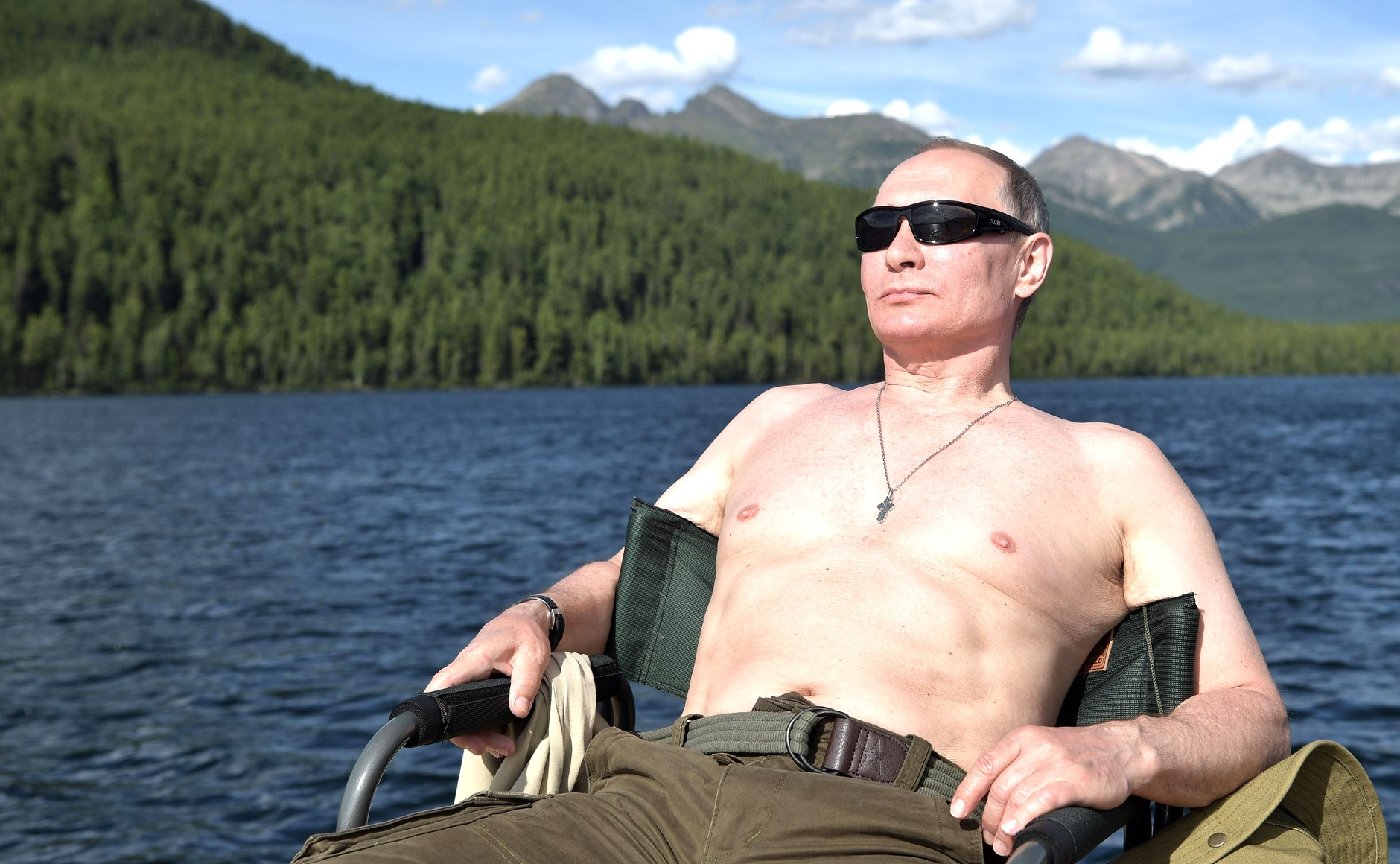
Putin en Tuvá, tomando el sol en 2017.

Putin ha cultivado un culto a la personalidad para sí mismo con una imagen pública de tipo rudo, deportista y amante de la naturaleza, demostrando su destreza física y participando en actos inusuales o peligrosos, como deportes extremos e interacción con animales salvajes, parte de un público enfoque de relaciones que, según Wired, "cultiva deliberadamente la imagen de superhéroe machista que se hace cargo". En 2007, el tabloide Komsomólskaya Pravda publicó una enorme fotografía de Putin sin camisa de vacaciones en las montañas de Siberia bajo el título "Sé como Putin".
Numerosos kremlinólogos han acusado a Putin de intentar crear un culto a la personalidad a su alrededor, acusación que el Kremlin ha negado. Algunas de las actividades de Putin han sido criticadas por ser puestas en escena; fuera de Rusia, su imagen de macho ha sido objeto de parodia. Se cree que Putin es consciente de su estatura, que los expertos del Kremlin han estimado entre 155 y 165 centímetros (5 pies 1 pulgada y 5 pies 5 pulgadas) de longitud, pero generalmente se da en 170 centímetros (5 pies 7 pulgadas).

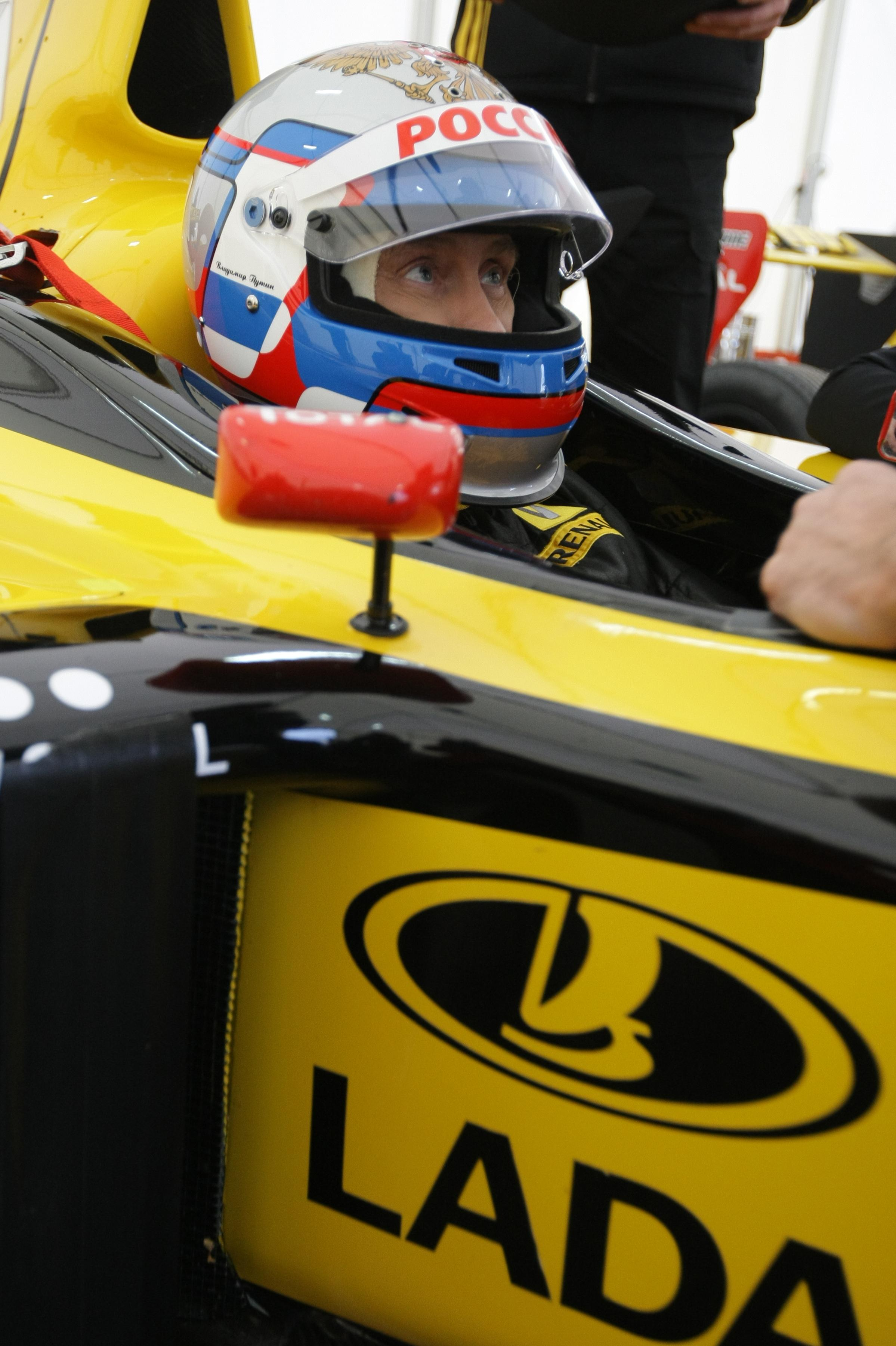
Putin conduciendo un coche de Fórmula 1, 2010.

Hay muchas canciones sobre Putin, y el nombre y la imagen de Putin se utilizan ampliamente en la publicidad y la marca de productos. Entre los productos de la marca Putin se encuentran el vodka Putinka, la marca PuTin de alimentos enlatados, el caviar Gorbusha Putina y una colección de camisetas con su imagen. En 2015, su asesor Mijaíl Lesin fue encontrado muerto luego de “días de consumo excesivo de alcohol”, aunque luego se dictaminó que su muerte fue resultado de un accidente.

### Reconocimientos de publicaciones
En 2007, fue la Persona del Año de Time. En 2015, ocupó el primer lugar en la lista de personas más influyentes de Time. Forbes lo clasificó como la persona más poderosa del mundo todos los años desde 2013 hasta 2016. Forbes lo clasificó como la segunda persona más poderosa en 2018.

### Putinismos

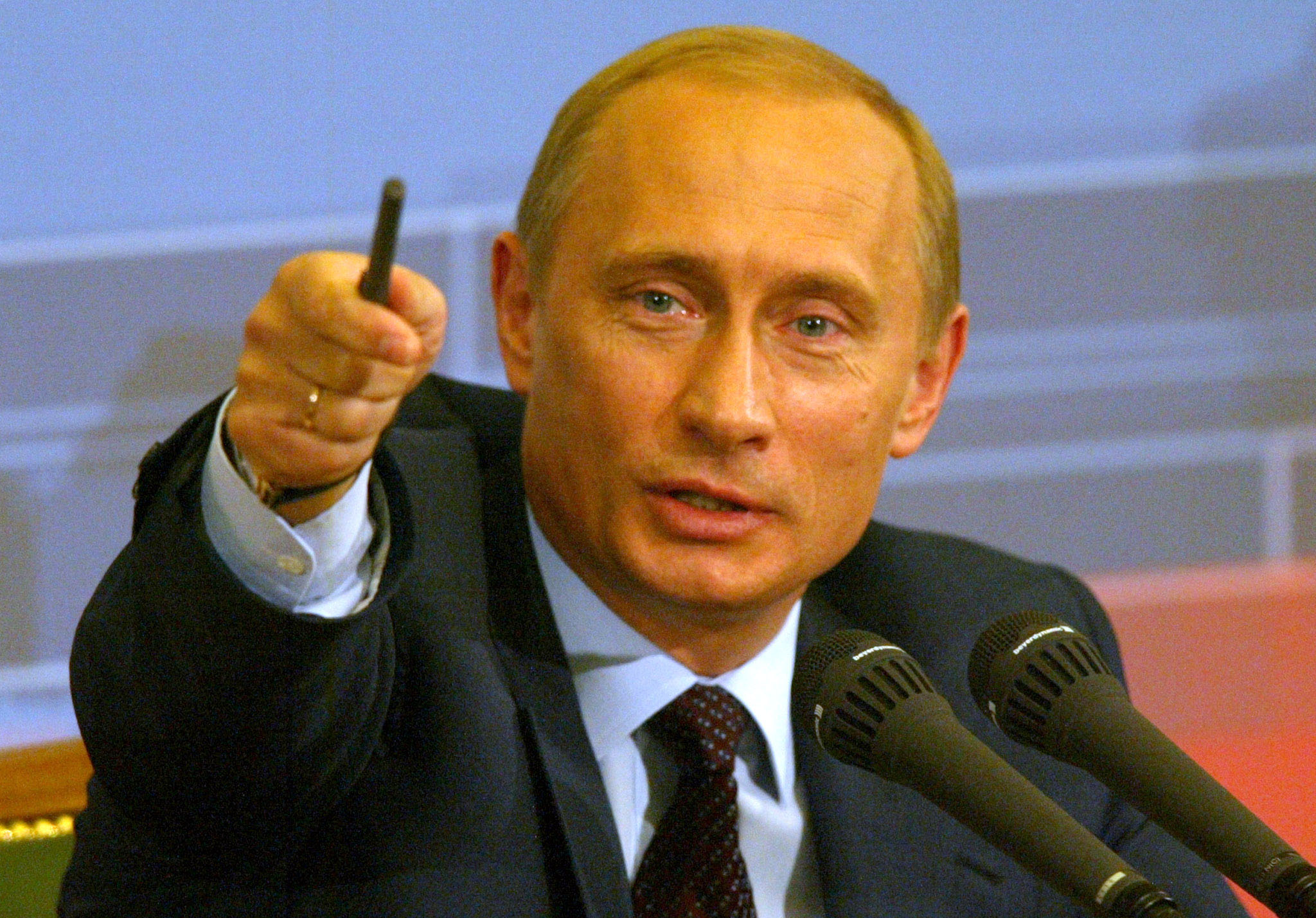
Putin durante una de sus conferencias anuales de preguntas y respuestas, señalando con su bolígrafo.

Putin ha producido muchos aforismos y frases hechas conocidas como putinismos. Muchos de ellos se hicieron por primera vez durante sus conferencias anuales de preguntas y respuestas, donde Putin respondió preguntas de periodistas y otras personas en el estudio, así como de rusos en todo el país, que llamaron o hablaron desde estudios y sitios al aire libre en toda Rusia. Putin es conocido por su lenguaje a menudo duro y agudo, aludiendo a menudo a chistes y dichos populares rusos.
Putin a veces usa la jerga criminal rusa (conocida como "fenya" en ruso), aunque no siempre correctamente.

## Vida privada

### Familia

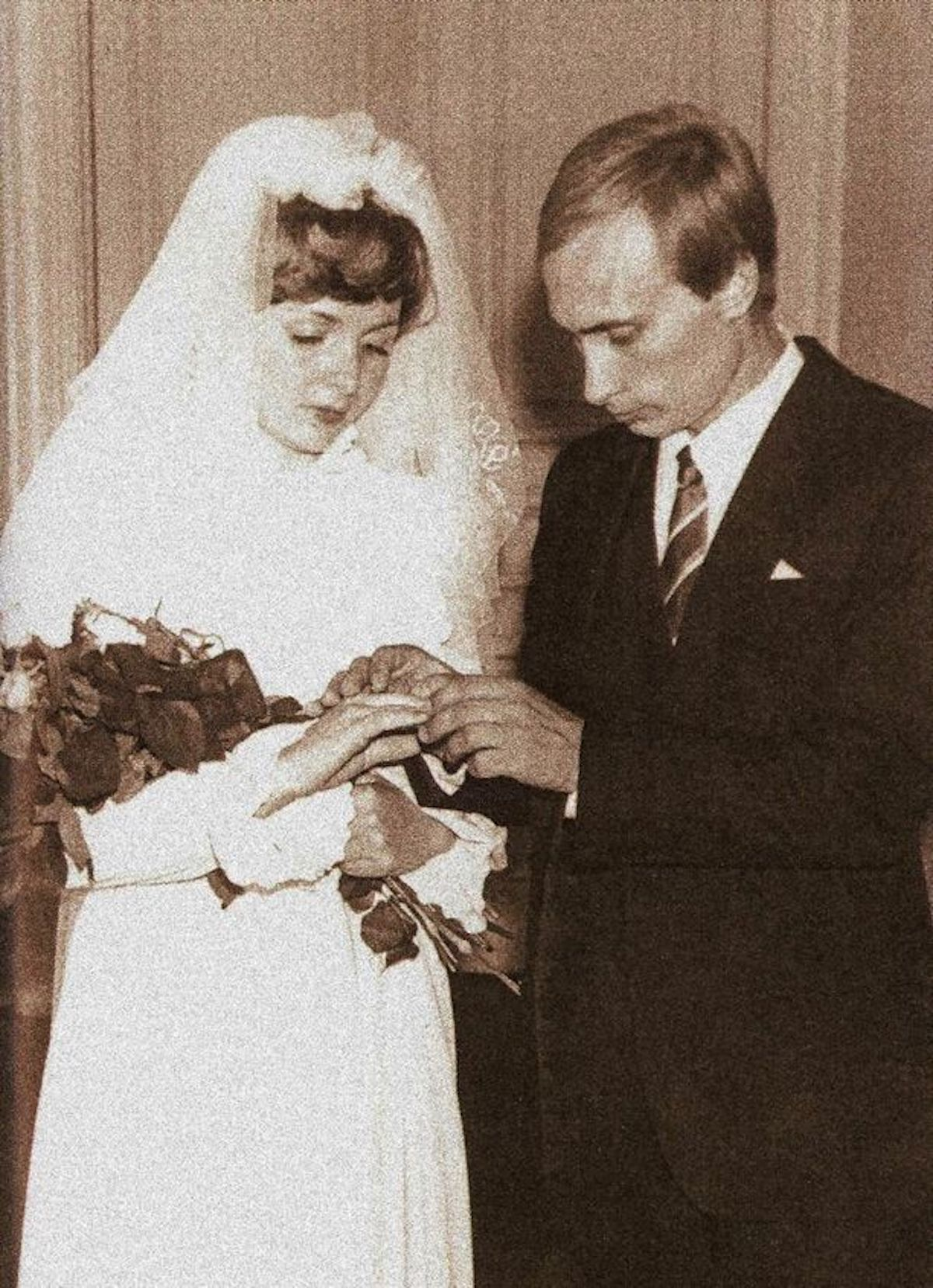
Putin y Liudmila Pútina en su boda, 28 de julio de 1983.

El 28 de julio de 1983, contrajo matrimonio con Liudmila Pútina (nacida Shkrébneva), con quien vivió en Alemania Oriental desde 1985 hasta 1990. La pareja tuvo dos hijas, María Pútina, nacida el 28 de abril de 1985 en Leningrado, y Katerina Pútina, nacida el 31 de agosto de 1986 en Dresde, Alemania Oriental. Una investigación de Proekt publicada en noviembre de 2020 alegó que es padre de otra hija, Elizaveta, también conocida como Luiza Rózova, (nacida en marzo de 2003), con Svetlana Krivonóguij.
En abril de 2008, el Moskovski Korrespondent informó que se había divorciado de Liudmila y estaba comprometido para contraer segundas nupcias con la medallista de oro olímpica Alina Kabáyeva, exgimnasta rítmica y política rusa. La información fue desmentida, y el periódico fue cerrado poco después. Junto a Liudmila continuó haciendo apariciones públicas juntos como cónyuges, mientras que el estado de su relación con Kabáyeva se convirtió en un tema de especulación. En los años posteriores, hubo frecuentes informes sin fundamento de que él y Kabáyeva tenían varios hijos juntos, aunque estos informes fueron negados.
El 6 de junio de 2013, junto a Liudmila anunció mediante una declaración televisada que su matrimonio había terminado; el 1.º de abril de 2014, el Kremlin confirmó que el divorcio había concluido. Según informes, en 2015, Kabáyeva dio a luz a una hija; Se alega que Putin es el padre. Según los informes, en 2019, Kabáyeva dio a luz a gemelos de Putin.
Putin tiene dos nietos, nacidos en 2012 y 2017. Tiene un primo, Ígor Putin, que era director de Master Bank, con sede en Moscú, y fue acusado de varios escándalos de lavado de dinero.

### Riqueza personal
Las cifras oficiales publicadas durante las elecciones legislativas de 2007 sitúan su riqueza en aproximadamente 3,7 millones de rublos (280 000 dólares estadounidenses) en cuentas bancarias, un apartamento privado de 77,4 m² en San Petersburgo y otros activos varios. Los ingresos informados en 2006 totalizaron 2 millones de rublos (aproximadamente $152 000). En 2012, reportó un ingreso de 3,6 millones de rublos ($270 000). Se le ha visto usando varios relojes de pulsera caros, valorados en conjunto en $700 000, casi seis veces su salario anual. Incluso Putin regaló relojes valorados en miles de dólares a campesinos y trabajadores de fábricas.

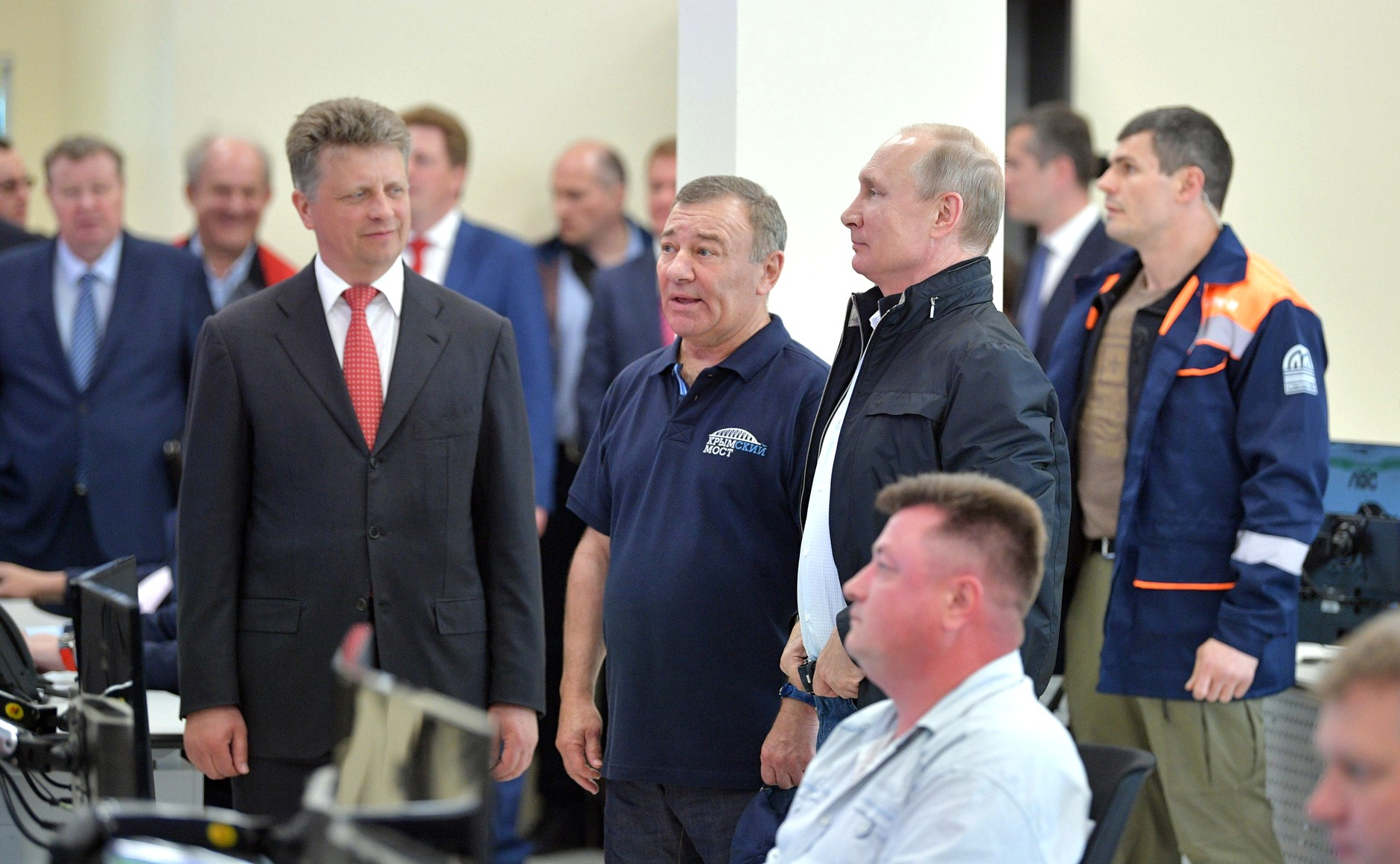
El socio cercano de Putin, Arkady Rotenberg en una foto de 2018.

Según los políticos y periodistas de la oposición rusa, posee en secreto una fortuna multimillonaria a través de la propiedad sucesiva de participaciones en varias empresas rusas. Según un editorial de The Washington Post, «Técnicamente, Putin podría no poseer estos 43 aviones, pero, como único poder político en Rusia, puede actuar como si fueran suyos». Un periodista de RIA Novosti argumentó que "las agencias de inteligencia [occidentales] ... no pudieron encontrar nada". Estas afirmaciones contradictorias fueron analizadas por Polygraph.info, que analizó una serie de informes de analistas occidentales (estimación de Anders Åslund de $100-160 mil millones) y rusos (estimación de Stanislav Belkovsky de $40 mil millones), analistas de la CIA (estimación de $40 mil millones en 2007), así como contraargumentos de los medios rusos. Polígrafo concluyó:

Existe incertidumbre sobre la suma precisa de la riqueza de Putin, y la evaluación del Director de Inteligencia Nacional de EE. UU. aparentemente aún no está completa. Sin embargo, con la pila de evidencia y documentos en los Papeles de Panamá y en manos de investigadores independientes como los citados por Dawisha, Polygraph.info encuentra que la afirmación de Danilov de que las agencias de inteligencia occidentales no han podido encontrar evidencia de la riqueza de Putin es engañoso.
— Polygraph.info, "¿Son 'los miles de millones de Putin' un mito?"

En abril de 2016, 11 millones de documentos pertenecientes a la firma de abogados panameña Mossack Fonseca fueron filtrados al periódico alemán Süddeutsche Zeitung y al Consorcio Internacional de Periodistas de Investigación con sede en Washington. El nombre de Putin no aparece en ninguno de los registros, y Putin negó su participación en la trama. Sin embargo, varios medios han informado sobre tres de los asociados de Putin en la lista. Según la filtración de los Papeles de Panamá, asociados de confianza cercanos de Putin poseen empresas extraterritoriales por un valor total de 2 000 millones de dólares estadounidenses. El periódico alemán Süddeutsche Zeitung considera plausible la posibilidad de que la familia de Putin se beneficie de este dinero.
Según el periódico, los 2 000 millones de dólares se habían "mezclado en secreto a través de bancos y empresas en la sombra vinculadas a los asociados de Putin", como los multimillonarios de la construcción Arkady y Borís Rotenberg, y Bank Rossiya, previamente identificado por el Departamento de Estado de EE. UU. como tratados por Putin y el hecho que tuvieran su cuenta bancaria personal, había sido fundamental para facilitar esto. Concluye que "Putin ha demostrado que está dispuesto a tomar medidas agresivas para mantener el secreto y proteger [tales] bienes comunales". Una proporción significativa del rastro del dinero conduce al mejor amigo de Putin, Serguéi Rolduguin. Aunque es músico y, según sus propias palabras, no es un hombre de negocios, parece que ha acumulado activos valorados en 100 millones de dólares y posiblemente más. Se ha sugerido que fue elegido para el papel debido a su bajo perfil. Ha habido especulaciones de que Putin, de hecho, es dueño de los fondos, y Roldugin simplemente actuó como representante. Garri Kaspárov dijo que "[Putin] controla suficiente dinero, probablemente más que cualquier otro individuo en la historia de la raza humana".

### Residencias

#### Residencias oficiales del gobierno

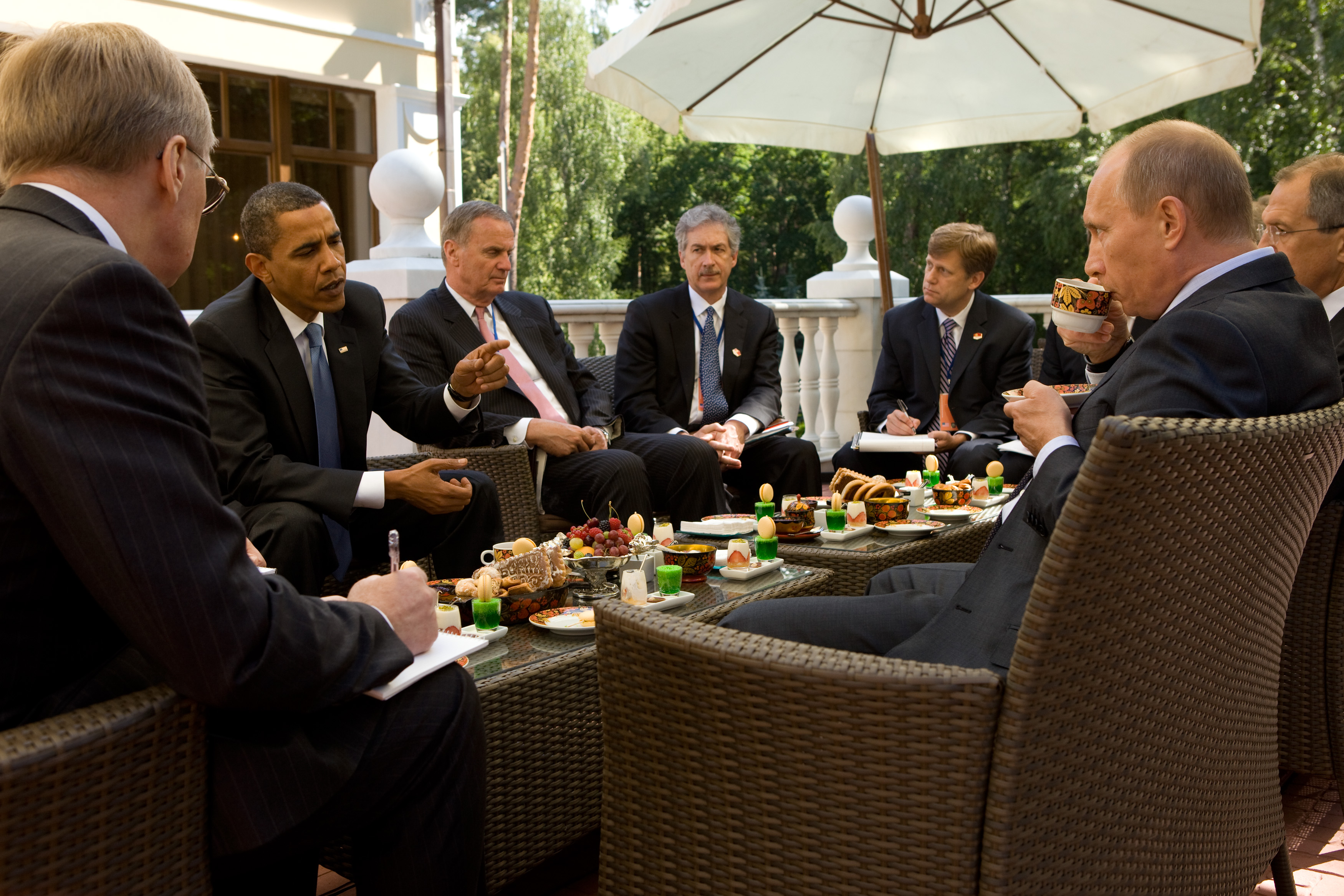
Putin recibiendo a Barack Obama en su residencia de Novo-Ogaryovo, 2009.

Como presidente y primer ministro, Putin ha vivido en numerosas residencias oficiales en todo el país. Estas residencias incluyen: el Kremlin de Moscú, Novo-Ogaryovo en el Óblast de Moscú, Gorki-9 cerca de Moscú, Bocharov Ruchey en Sochi, Dolgiye Borody en el Óblast de Novgorod y Riviera en Sochi.
En agosto de 2012, los críticos de Putin enumeraron la propiedad de 20 villas y palacios, nueve de los cuales se construyeron durante los 12 años de Putin en el poder.

#### Residencias personales
Poco después de que Putin regresara de su servicio en la KGB en Dresde, Alemania Oriental, construyó una casa de campo en Solovyovka en la orilla este del lago Komsomólskoye en el istmo de Carelia en el distrito de Priozersky del Óblast de Leningrado, cerca de San Petersburgo. Después de que la dacha se incendiara en 1996, Putin construyó una nueva idéntica a la original y se le unió un grupo de siete amigos que construyeron dachas cercanas. En 1996, el grupo registró formalmente su fraternidad como una sociedad cooperativa, llamándola Ózero ("Lago") y convirtiéndola en una comunidad cerrada.

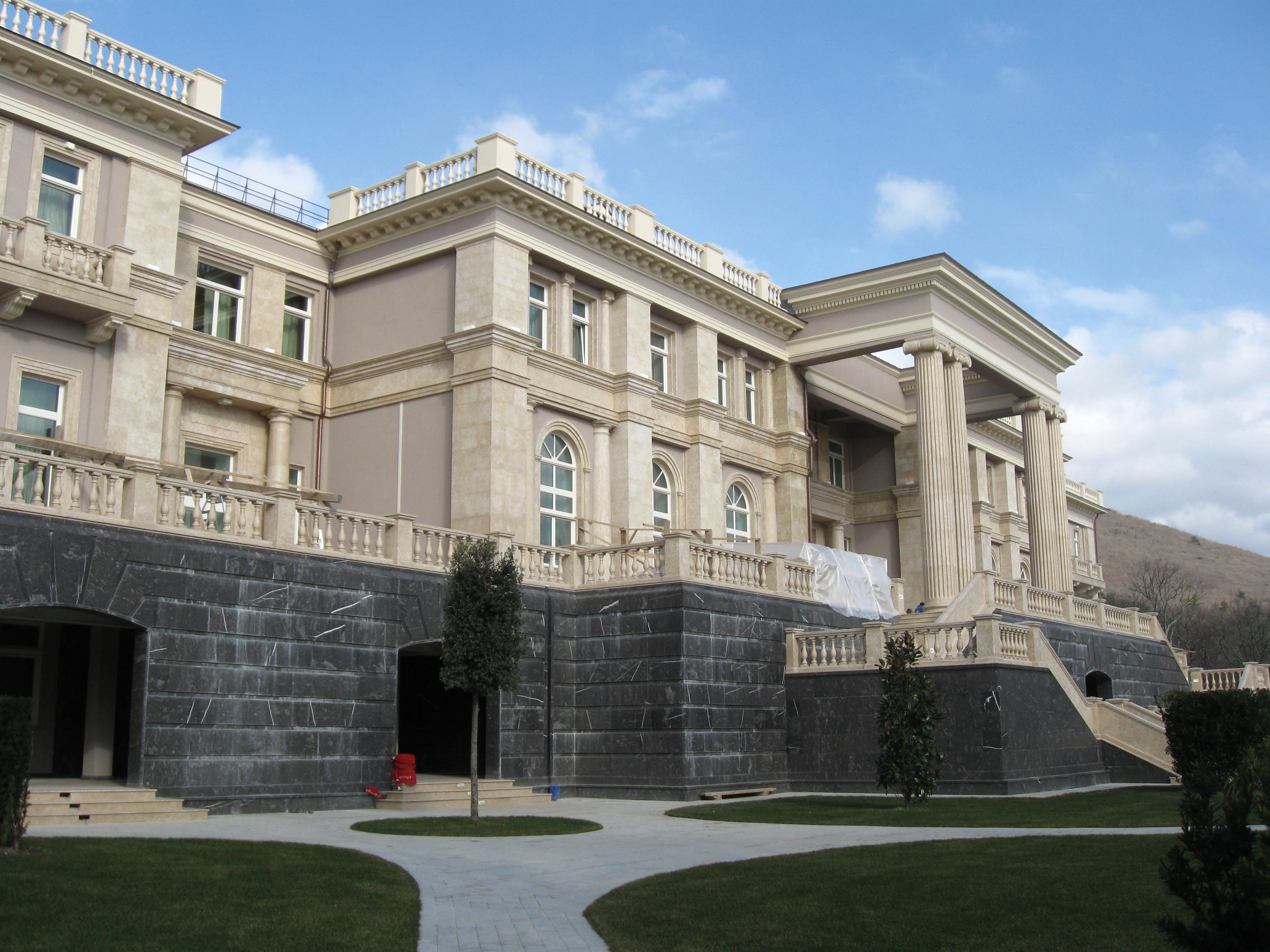
Exterior del Palacio de Putin, cerca del pueblo de Praskovéyevka en el Krai de Krasnodar, Rusia.

Se está construyendo una enorme mansión de estilo italiano con un costo alegado de mil millones de dólares y apodada "Palacio de Putin" cerca de la aldea de Praskovéyevka, en el Mar Negro. En 2012, Serguéi Kolésnikov, ex socio comercial de Putin, dijo al programa Newsnight de la BBC que el vice primer ministro Igor Sechin le había ordenado que supervisara la construcción del palacio. También dijo que la mansión, construida en terrenos del gobierno y con tres helipuertos, además de un camino privado pagado con fondos estatales y custodiado por funcionarios que vestían uniformes del servicio de guardia oficial del Kremlin, han sido construidos para uso privado de Putin. El portavoz de Putin, Dmitri Peskov, desestimó las acusaciones de Kolésnikov contra Putin como falsas y dijo que "Putin nunca ha tenido ninguna relación con este palacio".
El 19 de enero de 2021, dos días después de que las autoridades rusas detuvieran a Alekséi Navalni a su regreso a Rusia, se publicó una investigación en video realizada por él y la Fundación Anticorrupción (FBK) acusando a Putin de utilizar fondos obtenidos de forma fraudulenta para construir la propiedad para sí mismo en lo que llamó "el soborno más grande del mundo". En la investigación, Navalni dijo que la propiedad es 39 veces más grande que Mónaco y su construcción costó más de 100 000 millones de rublos (1 350 millones de dólares). También mostró imágenes aéreas de la propiedad a través de un dron y un plano detallado del palacio que Navalni dijo que le dio un contratista, que comparó con fotografías del interior del palacio que se filtraron a Internet en 2011. También detalló un elaborado esquema de corrupción que presuntamente involucraba al círculo íntimo de Putin que permitió a Putin ocultar miles de millones de dólares para construir la propiedad.

### Mascotas

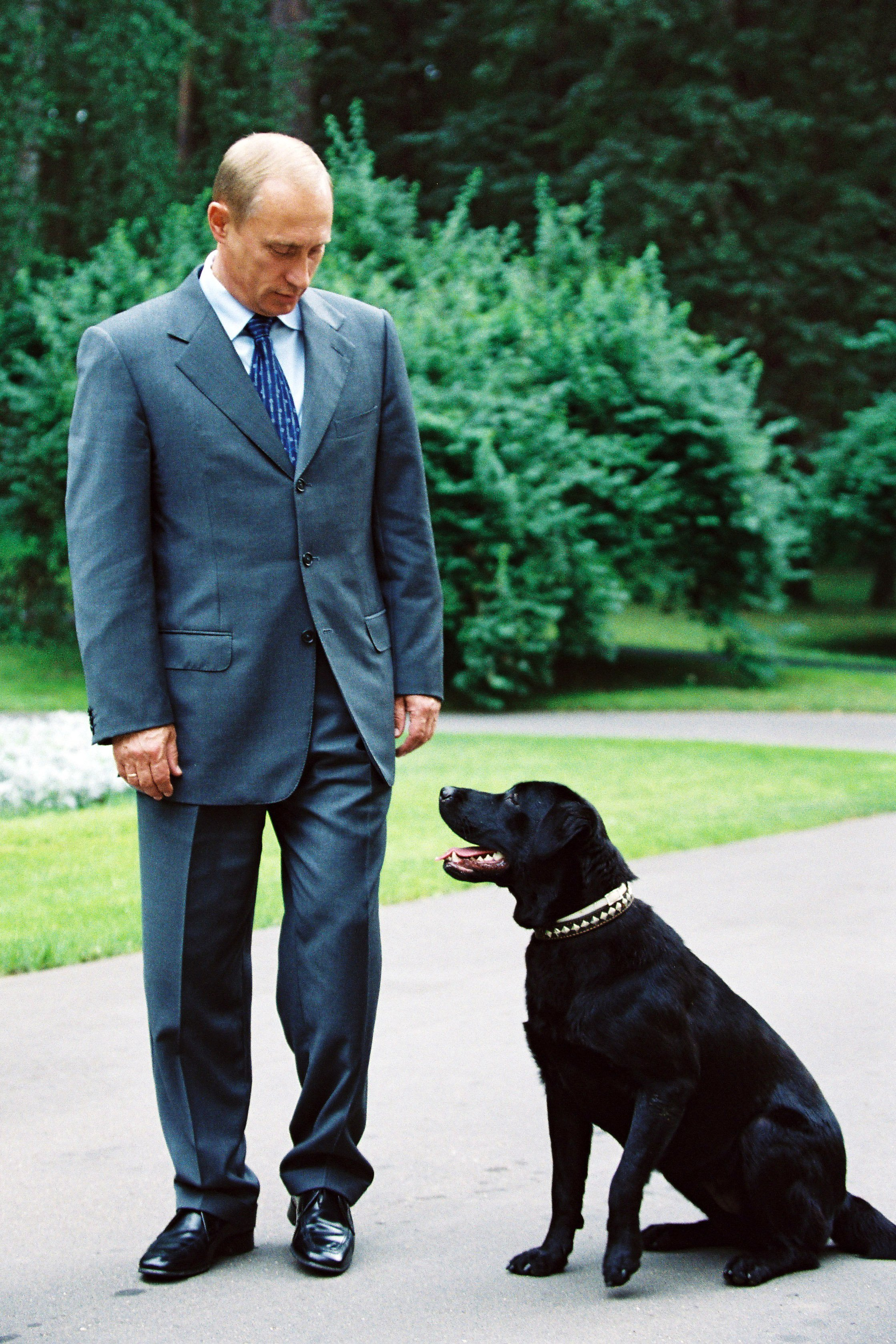
Putin con Konni en 2001.

Putin ha recibido cinco perros de varios líderes de naciones: Konni, Buffy, Yume, Verni y Pasha. Konni murió en 2014. Cuando Putin fue elegido presidente por primera vez, la familia tenía dos caniches, Tosya y Rodeo. Según los informes, se quedaron con su exesposa Liudmila después de su divorcio.

### Religión

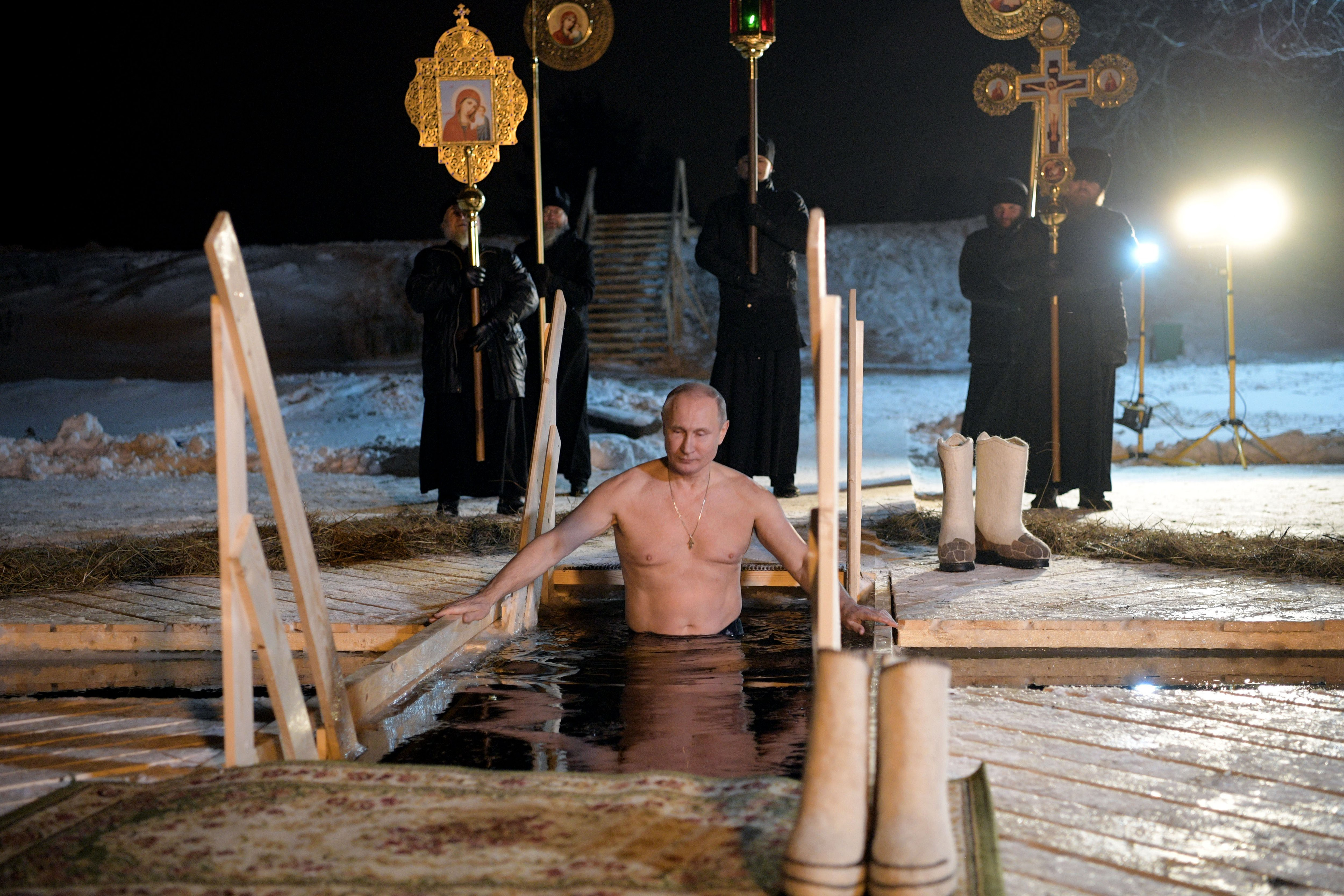
Putin sumergiéndose en el congelado lago Seliguer, una tradición popular de los ortodoxos rusos para celebrar la Epifanía.

Putin es ortodoxo ruso. Su madre era una creyente cristiana devota que asistía a la Iglesia ortodoxa rusa, mientras que su padre era ateo. Aunque su madre no tenía iconos en casa, asistía a la iglesia con regularidad, a pesar de la persecución de su religión por parte del gobierno en ese momento. Su madre lo bautizó en secreto cuando era un bebé y lo llevaba regularmente a los servicios.
Según Putin, su despertar religioso comenzó después de un grave accidente automovilístico que involucró a su esposa en 1993 y un incendio que puso en peligro su vida y quemó su casa de campo en agosto de 1996. Poco antes de una visita oficial a Israel, la madre de Putin le dio su cruz bautismal y le dijo que la bendijera. Putin afirma: "Hice lo que ella dijo y luego puse la cruz alrededor de mi cuello. Nunca me la he quitado desde entonces". Cuando se le preguntó en 2007 si creía en Dios, respondió: "Hay cosas en las que creo, que en mi posición no debería, al menos, compartirse con el público en general para el consumo de todos porque eso parecería autopublicidad o un striptease político". El confesor rumoreado de Putin es el obispo ortodoxo ruso Tíjon Shevkunov. La sinceridad de su cristianismo ha sido rechazado por su exasesor Serguéi Pugachov.

### Deporte

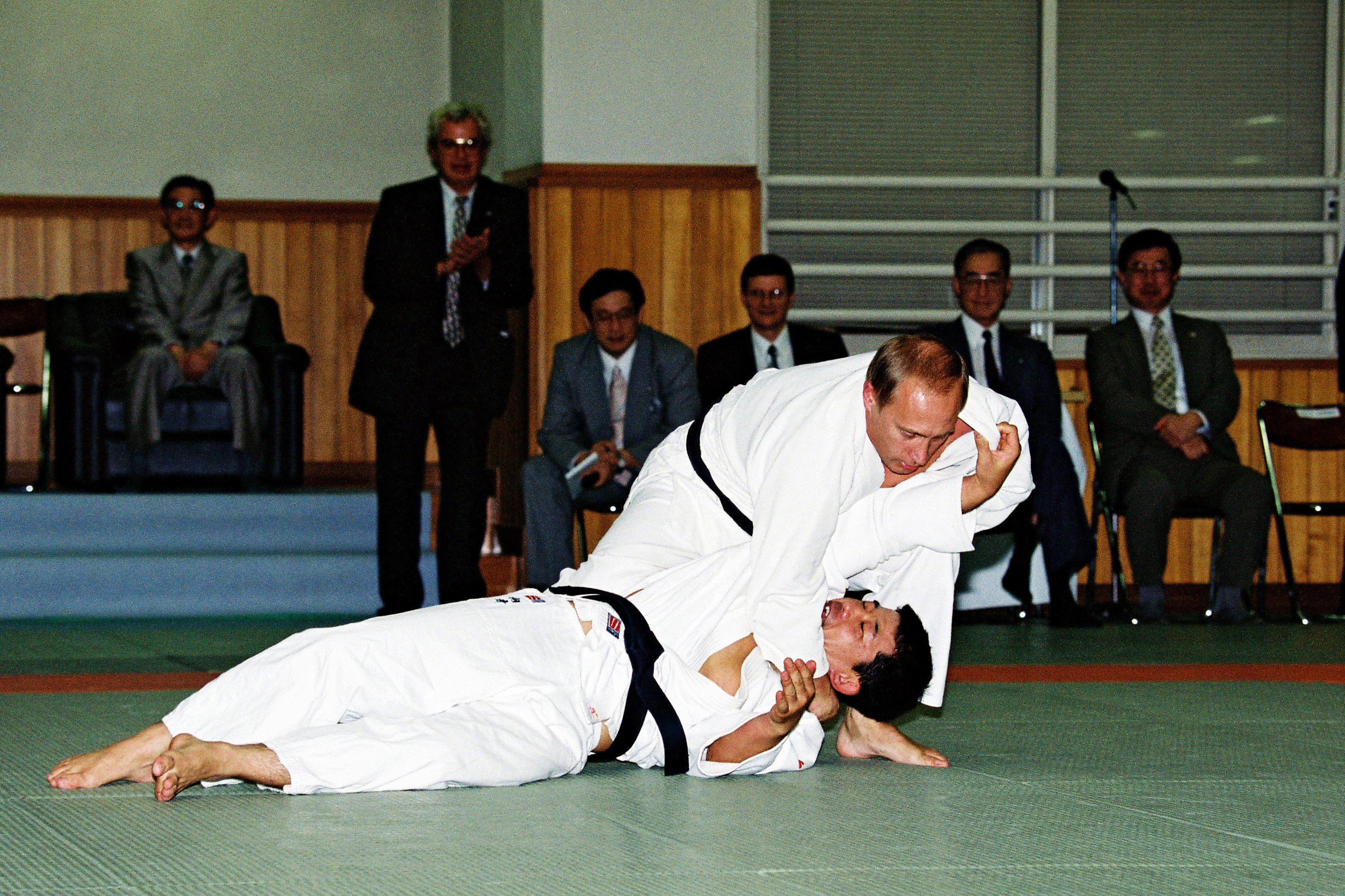
Putin peleando en público en el Palacio de Artes Marciales Kōdōkan de Tokio.

Putin ve fútbol y apoya al FC Zenit San Petersburgo. También muestra interés en el hockey sobre hielo y el bandy, y jugó en un partido de hockey repleto de estrellas en su 63.er cumpleaños.
Putin ha estado practicando judo desde que tenía once años, antes de cambiarse al sambo a la edad de catorce años. Ganó competencias en ambos deportes en Leningrado (ahora San Petersburgo). Fue galardonado con el octavo dan del cinturón negro en 2012, convirtiéndose en el primer ruso en alcanzar el estatus. Putin también practica kárate. Fue coautor de un libro titulado Judo con Vladímir Putin en ruso y Judo: Historia, teoría, práctica en inglés (2004). Benjamin Wittes, cinturón negro en taekwondo y aikido y editor de Lawfare, ha cuestionado las habilidades en artes marciales de Putin, afirmando que no hay evidencia en video de que Putin muestre habilidades de judo realmente notables.

### Salud
Según los informes, Putin ha estado recibiendo tratamiento para el cáncer de tiroides desde 2016 y se rumorea que toma baños de sangre de asta de ciervo y esteroides. En 2018, la revista política rusa Sobesednik informó que Putin había instalado una sala sensorial en su residencia privada en el óblast de Nóvgorod.
También se ha sugerido, basándose únicamente en imágenes de video, que Putin puede tener la enfermedad de Parkinson. La Casa Blanca, así como generales, políticos y analistas políticos occidentales, cuestionaron la salud mental de Putin después de dos años de aislamiento durante la pandemia de COVID-19.
Estas afirmaciones son especulativas y están hechas por personas que no son profesionales médicos. Estos rumores se han difundido en parte debido a la invasión rusa de Ucrania, que muchos vieron como un acto irracional. El Kremlin así como profesionales médicos externos han cuestionado las afirmaciones de mala salud, quienes enfatizan que es imposible estudiar enfermedades cerebrales o enfermedades mentales basándose únicamente en videoclips.

## Condecoraciones
| Fecha                    | País             | Condecoración | Condecoración                                             | Entregado por                        | Notas                                                                                 | Ref.            |
| ------------------------ | ---------------- | ------------- | --------------------------------------------------------- | ------------------------------------ | ------------------------------------------------------------------------------------- | --------------- |
| 7 de marzo de 2001       | Vietnam          |               | Orden de Ho Chi Minh                                      | Presidente Trần Đức Lương            | La segunda distinción más alta de Vietnam                                             | [ 723 ]         |
| 6 de enero de 2004       | Kazajistán       |               | Orden del Águila Dorada                                   | Presidente Nursultan Nazarbayev      | La máxima distinción de Kazajistán                                                    | [ 724 ]         |
| 22 de septiembre de 2006 | Francia          |               | Légion d'honneur, Grand-Croix                             | Presidente Jacques Chirac            | Grand-Croix (Gran Cruz) el rango más alto de la más alta condecoración francesa       | [ 725 ]         |
| 6 de octubre de 2007     | Tayikistán       |               | Orden de Ismoili Somoni                                   | Presidente Emomali Rahmon            | La más alta distinción de Tayikistán                                                  | [ 726 ] [ 727 ] |
| 12 de febrero de 2007    | Arabia Saudita   |               | Orden de Abdulaziz al Saud                                | Rey Abdalá bin Abdulaziz             | La más alta condecoración civil de Arabia Saudí                                       | [ 728 ]         |
| 10 de septiembre de 2007 | EAU              |               | Orden de Zayed                                            | Jeque Sheikh Khalifa                 | La más alta condecoración civil de los Emiratos Árabes Unidos                         | [ 729 ]         |
| 2 de abril de 2010       | Venezuela        |               | Orden del Libertador                                      | Presidente Hugo Chávez               | La más alta condecoración de Venezuela                                                | [ 730 ]         |
| 16 de marzo de 2013      | Bielorrusia      |               | Orden de la Amistad de los Pueblos                        | Presidente Aleksandr Lukashenko      | La más alta condecoración de la República de Bielorrusia para ciudadanos extranjeros. | [ 731 ]         |
| 4 de octubre de 2013     | Mónaco           |               | Orden de San Carlos                                       | Príncipe Alberto de Mónaco           | La más alta condecoración de Mónaco                                                   | [ 732 ]         |
| 11 de julio de 2014      | Cuba             |               | Orden de José Martí                                       | Presidente Raúl Castro               | La más alta condecoración de Cuba                                                     | [ 733 ]         |
| 16 de octubre de 2014    | Serbia           |               | Orden de la República de Serbia                           | Presidente Tomislav Nikolić          | Grand Collar, el premio más alto de Serbia                                            | [ 734 ]         |
| 3 de octubre de 2017     | Turkmenistán     |               | Orden por la Contribución al Desarrollo de la Cooperación | Presidente Gurbanguly Berdimuhamedow |                                                                                       | [ 735 ]         |
| 22 de noviembre de 2017  | Kirguistán       |               | Orden de Manas                                            | Presidente Almazbek Atambayev        |                                                                                       | [ 736 ]         |
| 8 de junio de 2018       | China            |               | Medalla de la Amistad                                     | Presidente Xi Jinping                | La más alta orden de honor de la República Popular China                              | [ 737 ]         |
| 28 de mayo de 2019       | Kazajistán       |               | Orden de Nazarbáyev                                       | Presidente Nursultan Nazarbayev      |                                                                                       | [ 738 ]         |
| 8 de enero de 2023       | República Srpska |               | Orden de la República Srpska                              | Presidente Milorad Dodik             |                                                                                       | [ 739 ]         |
| 19 de junio de 2024      | Corea del Norte  |               | Orden de Kim Il-sung                                      | Líder supremo Kim Jong-un            | La más alta orden de la República Popular Democrática de Corea                        | [ 740 ]         |